# Santa Cruz de Tenerife
Santa Cruz de Tenerife es una ciudad y un municipio de España, capital de la provincia homónima, de la isla de Tenerife y de la comunidad autónoma de Canarias (capitalidad compartida con Las Palmas de Gran Canaria). Su población es de 211 359 habitantes (INE 2024). Se encuentra en el noreste de la isla de Tenerife, unida física y urbanísticamente a la ciudad de San Cristóbal de La Laguna, estando consideradas ambas ciudades gemelas y formando, junto a El Rosario, Tegueste, Tacoronte y El Sauzal, el área metropolitana de Santa Cruz de Tenerife que tiene una población de más de 449 472 habitantes.
Fundada el 3 de mayo de 1494 como real de conquista, fue entre 1833 y 1927 de iure la única capital de Canarias (siendo de este modo la única ciudad canaria que ha ostentado tal título de manera oficial), hasta que en 1927 un decreto establece que se comparta la capitalidad del archipiélago con Las Palmas de Gran Canaria. En 1803 Carlos IV firmó la Real Cédula por la que se le confería el privilegio de Villa Exenta y se le modificaban los títulos mediante las fórmulas «Muy Noble» e «Invicta». Con todo, la ciudad pasó a ser la «Muy Noble, Leal, e Invicta Villa, Puerto y Plaza de Santa Cruz de Santiago de Tenerife».
Es sede del Parlamento de Canarias, de la Audiencia de Cuentas de Canarias y de la Capitanía General de Canarias, así como de la presidencia del Gobierno de Canarias, esta última alterna en períodos legislativos con Las Palmas de Gran Canaria. Además, la ciudad es sede de la subdelegación provincial del Gobierno de España en Canarias. Entre otras instituciones presentes en la ciudad destaca la sede de la Unesco en Canarias.
La ciudad es conocida por su carnaval declarado Fiesta de Interés Turístico Internacional y considerado como uno de los más famosos del mundo. Además destaca su variada arquitectura, destacando el Auditorio de Tenerife, que es considerado como uno de los máximos exponentes de la arquitectura contemporánea. En la panorámica de la ciudad destacan también las Torres de Santa Cruz, que con 120 m constituyen las torres gemelas más altas de España. Otros lugares destacados son la plaza de España, que es el centro neurálgico de la ciudad, y el parque García Sanabria, un gran parque urbano ubicado en el centro de la urbe. Fuera de la ciudad pero en su término municipal destacan la playa de las Teresitas y gran parte del macizo de Anaga, declarado Reserva de la biosfera por la Unesco en 2015.

## Toponimia
Antes de la llegada de los europeos, la zona era conocida por los guanches como Añazo o Añaza, que según algunos autores significa el lugar donde pasar la noche o lugar de abrigo.
El nombre actual de la ciudad y del municipio le fue dado por el conquistador de Tenerife Alonso Fernández de Lugo en 1494 al asentar en esta zona el real o campamento de la conquista el 3 de mayo, día de la Invención de la Cruz.
En 1797 tuvo lugar el ataque del almirante inglés Horacio Nelson a Santa Cruz de Tenerife. El 25 de julio (día de Santiago el Mayor) las tropas británicas que intentaban invadir la ciudad fueron derrotadas. Por este motivo, y como reconocimiento a esta victoria, Santa Cruz obtuvo el título de Muy Leal Noble e Invicta Villa, Puerto y Plaza de Santa Cruz de Santiago de Tenerife. Debido a esto, el nombre histórico de la ciudad es Santa Cruz de Santiago de Tenerife, si bien esta denominación es mínimamente utilizada en la actualidad, siendo la más común y oficial la actual de Santa Cruz de Tenerife.
Gentilicio
El gentilicio formal es santacrucero. Sin embargo, se ha popularizado el uso del apodo «chicharrero» para designar a los habitantes del municipio. En origen fue un término despectivo con el que los vecinos de San Cristóbal de La Laguna nombraban a los santacruceros, dada la costumbre de estos de consumir chicharros, pescado barato y de baja calidad accesible a los vecinos humildes del puerto. Con el tiempo, los propios santacruceros asumieron el apodo como propio, llegando a extenderse su uso para designar al habitante de Tenerife en general.

## Símbolos

### Escudo
El escudo de Santa Cruz de Tenerife fue concedido por el rey Carlos IV por Real Cédula de 28 de agosto de 1803, siendo su descripción: «De oro, una cruz de Santiago de gules, cargada con una cruz latina de sinople. En punta, tres cabezas de león de sable puestas dos y una, la central atravesada por la punta de la cruz de Santiago. Bordura de azur ondeada de plata, cargada, en el jefe, de una isla, y en el resto de tres castillos alternados con cuatro anclas, todo de plata. Al timbre, corona real cerrada. Bajo la punta, la Cruz de Primera Clase de la Orden de Beneficencia.»
El escudo posee los elementos característicos de la Muy Leal, Noble, Invicta y Muy Benéfica Ciudad, Puerto y Plaza de Santa Cruz de Santiago de Tenerife. Curiosamente, no es cuadrado ni con forma de escudo, sino oval. En un fondo azul con anclas y castillos posee una cruz verde, símbolo de la Cruz de la Fundación, que da nombre a la ciudad. Detrás de la cruz aparece una cruz de Santiago en rojo, por ser el día de Santiago cuando la ciudad venció a Horacio Nelson. Bajo esta cruz aparecen tres cabezas de león mirando a la derecha del escudo, lo que simboliza la victoria de la ciudad sobre el almirante Nelson y los corsarios ingleses Blake y Jennings. Posee castillos, anclas y una isla de plata. Además ostenta la Cruz de la Orden Civil de la Beneficencia y la Corona Real. La corona de laurel que rodea al escudo es el símbolo de la victoria de la ciudad ante todos y cada uno de los ataques sufridos.

### Bandera
La bandera municipal fue concedida a la ciudad igualmente por Real Cédula de 28 de agosto de 1803, siendo totalmente blanca con el escudo heráldico en el centro.

### El Chicharro
El chicharro (Trachurus trachurus) es considerado el símbolo alegórico de la ciudad, debido al apodo popular de «chicharrero» dado a los habitantes de Santa Cruz. Existe en la ciudad una escultura llamada El Chicharro, donada a la capital por la Agrupación Cultural Venezolana los Liqui-Liquis como regalo a la ciudad de Santa Cruz y a la isla de Tenerife.

## Geografía

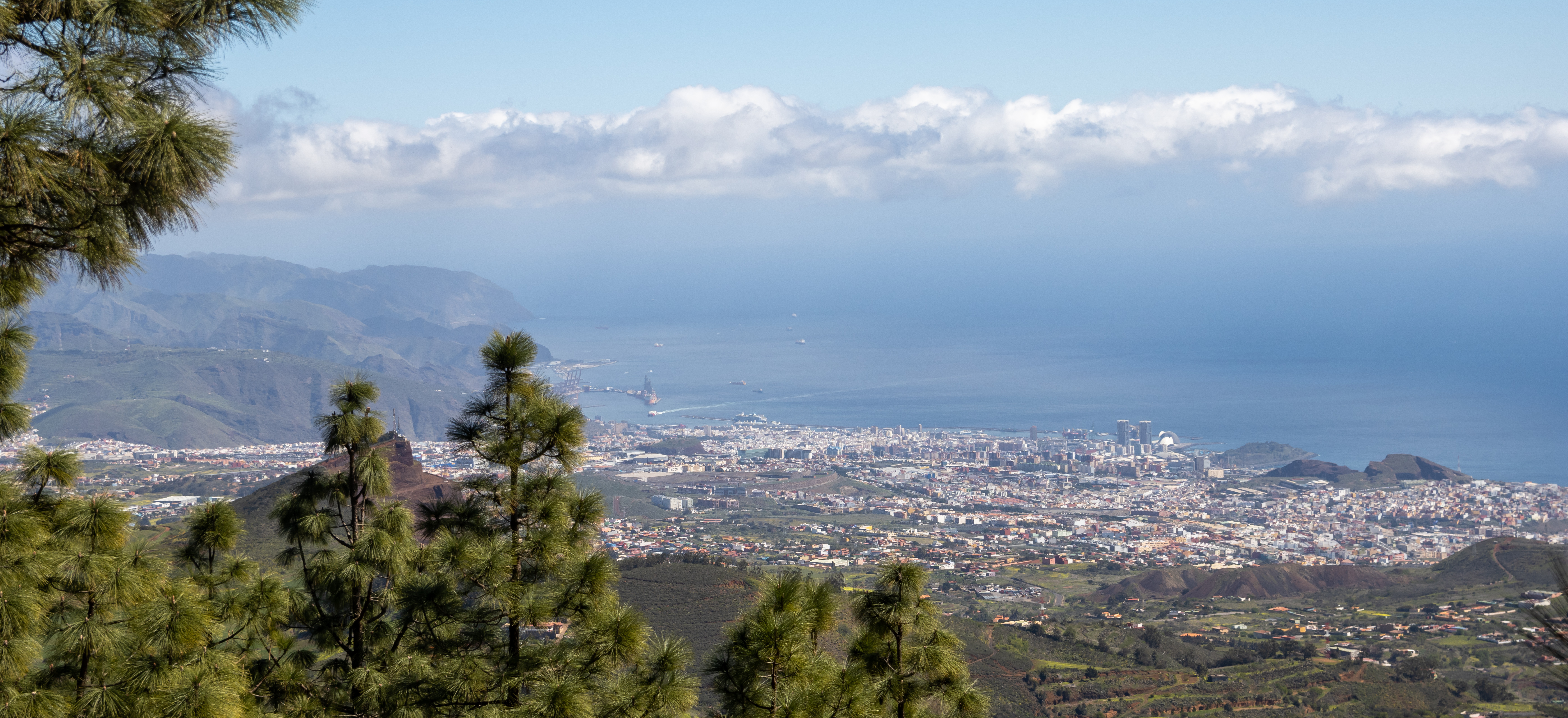
Panorámica de la ciudad

El municipio se encuentra situado en el nordeste de la isla, a orillas del océano Atlántico, limitando con los municipios de San Cristóbal de La Laguna y El Rosario. La ciudad está enclavada entre la bahía que lleva su mismo nombre y el macizo de Anaga.
Tiene una extensión de 150,56 km², ocupando el 4.º puesto en superficie tanto de la isla como de la provincia.
Su altitud en el casco histórico es de 4 m sobre el nivel del mar, mientras que su cota máxima se alcanza en la elevación conocida como Cruz de Taborno, a 1020 m s. n. m.
Tiene 58 kilómetros de costa, dividida naturalmente por el barranco de Santos.
La ciudad está ubicada en una zona abrupta, formando un área metropolitana con la ciudad de San Cristóbal de La Laguna con la que se encuentra físicamente y urbanísticamente unida.

### Orografía
El Macizo de Anaga, al norte de la zona urbana, ocupa gran parte del municipio. En este macizo encontramos la altitud máxima del municipio en la Cruz de Taborno, con 1020 m s. n. m. 
Playas

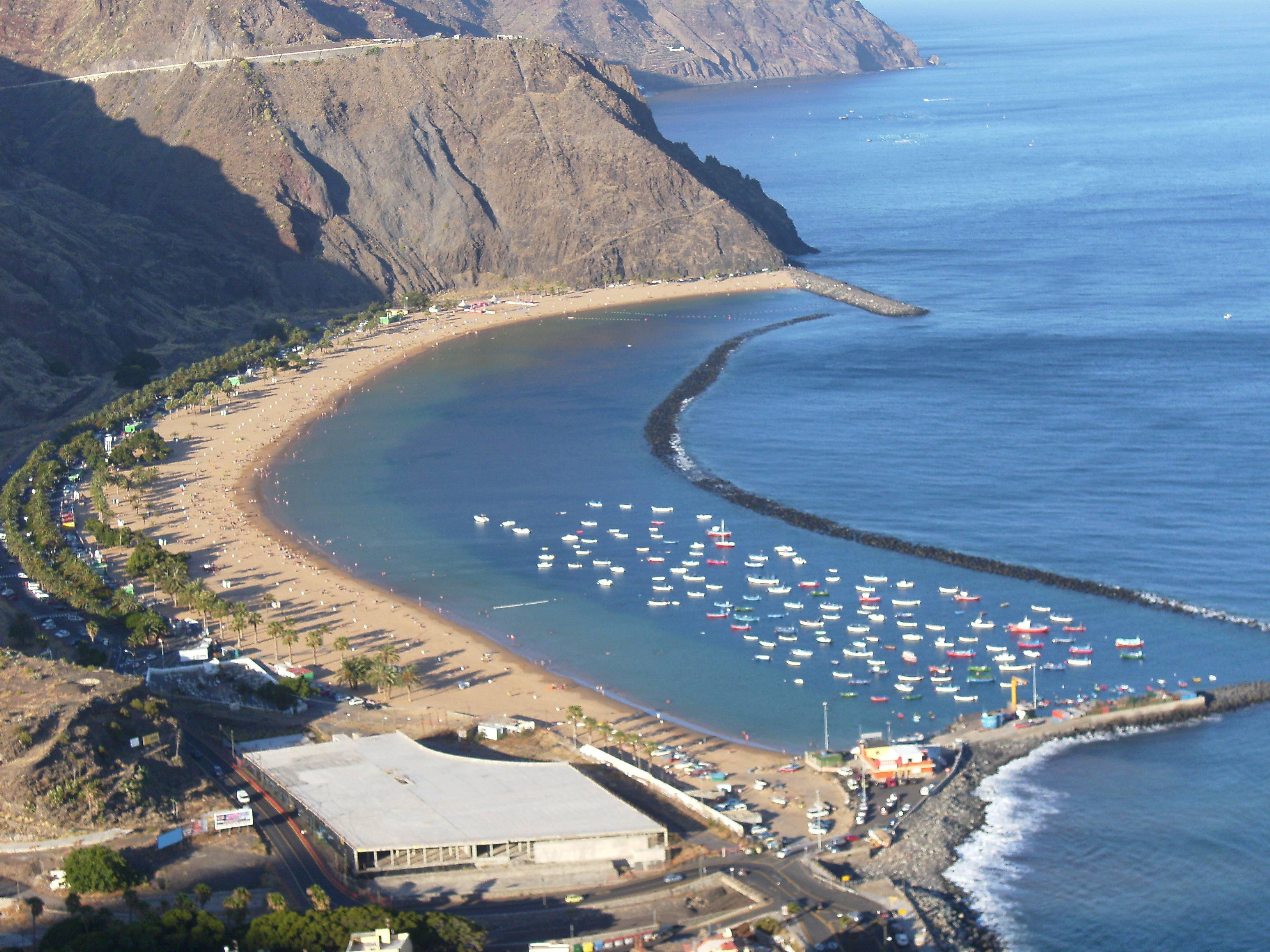
Playa de Las Teresitas, con arena traída del Sáhara

- Playa de Las Teresitas: en San Andrés, es la playa más visitada por los chicharreros. Se trata de una playa artificial, realizada con arena traída del desierto del Sahara en 1973, sobre tres antiguas pequeñas calas de arena negra y rocas que existían en la zona.
- Las playas de Roque de las Bodegas y Almáciga: Tras dejar Taganana, aparece este espacio de playas, roques, vegetación autóctona y la posibilidad de degustar gastronomía canaria con vistas a las mismas.
- Playa de Benijo: playa acogedora en un paraje con vistas a los Roques de Anaga, que son Reserva Natural.
- Playa de Las Gaviotas: Se trata de una playa nudista, visitada también por surfistas. Es muy concurrida. Su arena negra y limpias aguas provocan visitas que taponan la carretera de acceso.
- Parque Marítimo César Manrique: Obra póstuma del artista canario creado a imagen y semejanza del Lago Martiánez del Puerto de la Cruz. Se compone de dos piscinas principales de agua salada, una pequeña cala de arena rubia, cafeterías, guardería, gimnasio y demás elementos de ocio. En un extremo del parque marítimo, en la montaña del Lazareto, está el Palmétum, un jardín botánico especializado en palmeras.
- Playa de Antequera: playa de arena dorada, sin acceso por carretera, y de complicado acceso a pie (son necesarias varias horas de caminata subiendo y bajando montañas). Normalmente se llega en barco. Mide aproximadamente 400 m.

### Hidrografía

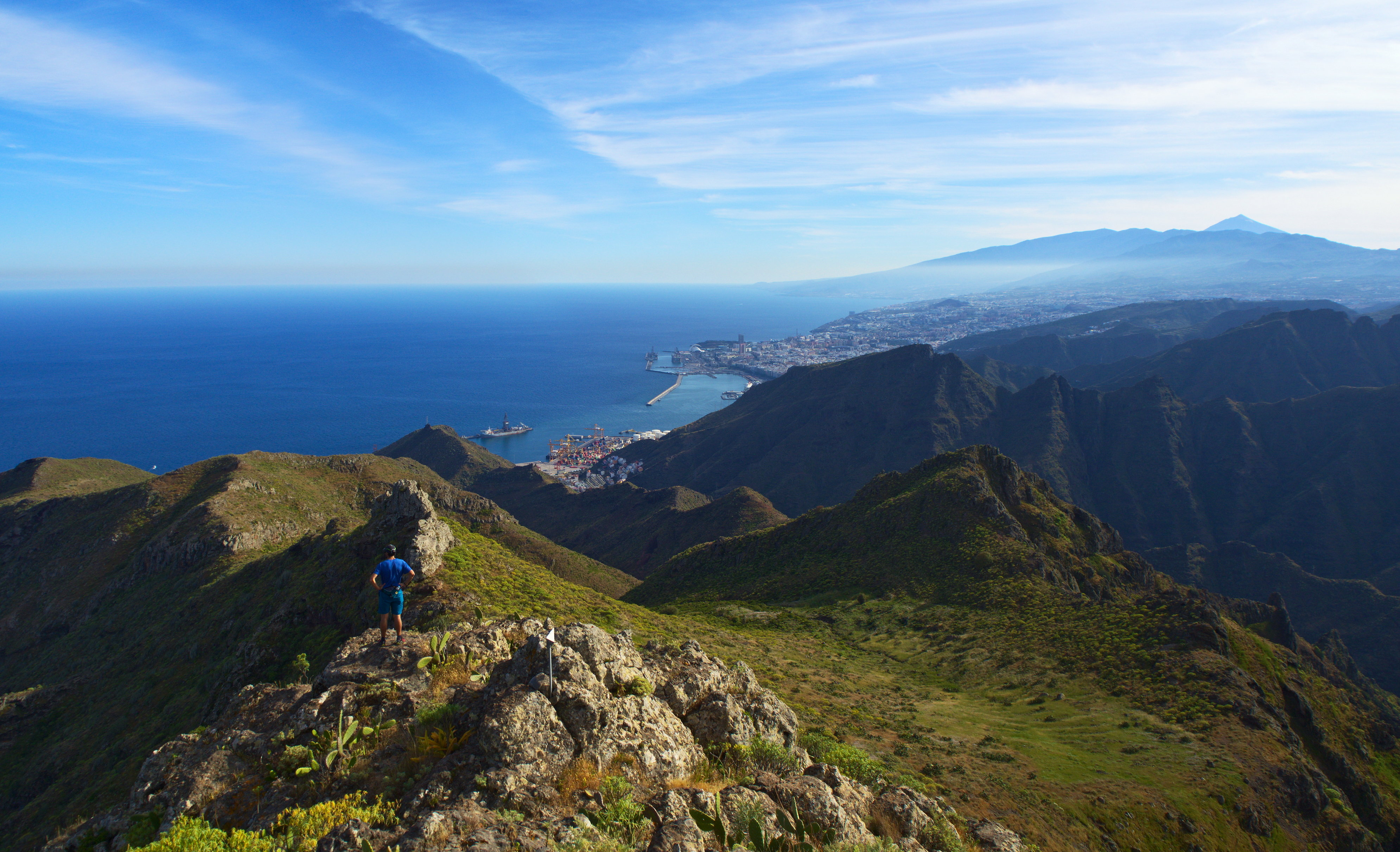
Bahía de Santa Cruz desde la cresta del Roque Chiguel a la izquierda del Barranco de Cueva Bermeja

La mayor parte de los barrancos del municipio se localizan en Anaga, productos de la erosión sufrida en este macizo antiguo. Los cauces más importantes son: barranco de Tahodio, barranco de Valleseco, barranco del Bufadero, barranco de Cueva Bermeja, barranco de los Charcos o de Jagua, barranco de San Andrés, barranco del Balayo, barranco de Igueste de San Andrés, barranco de Antequera, barranco de Ijuana, barranco de Anosma, barranco de Chamorga, barranco de Benijo, barranco de Almáciga, barranco de la Laja o del Roque de las Bodegas, barranco de la Cuesta, barranco del Agua, barranco de Afur y el barranco de Taborno, que es el límite municipal con San Cristóbal de La Laguna.
El área urbana de la ciudad se encuentra atravesada principalmente por el barranco de Santos, así como por el barranco de Almeyda cuyo cauce inferior se halla canalizado bajo la ciudad. Al sur de la urbe se localizan los barrancos del Hierro, del Muerto, Barranco Grande y el barranco del Pilar.

### Clima
De acuerdo con la clasificación climática de Köppen, la ciudad de Santa Cruz de Tenerife cuenta con un clima subtropical de transición entre los climas semiárido cálido (BSh) y árido cálido (BWh). Sin embargo, debido a que el término municipal de Santa Cruz de Tenerife tiene una gran extensión, ocupando la mayor parte del Macizo de Anaga, se dan en este municipio otros tres climas: El clima semiárido frío (BSk) en las zonas de altitud media, y los climas mediterráneo (Csa) y oceánico mediterráneo (Csb) en las zonas de mayor altitud del municipio, especialmente en el Macizo de Anaga. La temperatura media anual en el observatorio principal de la AEMet situado en esta ciudad es de 21,7 °C, pudiéndose considerar así la capital de provincia más cálida de España.
La amplitud térmica anual es baja: de unos 7 u 8 °C. Las temperaturas van de la media de unos 18,3 °C en enero y febrero hasta rondar los 25,8 °C de media en agosto. En este mes las máximas no son demasiado altas (de unos 29 °C) pero las mínimas se suelen quedar en torno a los 22 °C. Destaca además que la temperatura máxima media no baja de los 21 °C en ningún mes.
Las precipitaciones son escasas, con una media anual algo por encima de los 200 mm, sin embargo la irregularidad de las lluvias en ocasiones da lugar a grandes cantidades de precipitación en un corto periodo de tiempo, como ocurrió en marzo de 2002 cuando llegaron a caer 232,6 mm en un día, una cantidad superior a la media anual. Las precipitaciones están repartidas de manera muy desigual a lo largo del año: la mayor parte de la lluvia cae entre noviembre y marzo, en contraposición con los meses de mayo a septiembre, que resultan muy secos. En particular la precipitación es casi inexistente en junio y julio, especialmente en este último con una media mensual de 0,1 mm. A pesar de la escasez de precipitaciones, la humedad media anual se sitúa en torno al 63 % debido a la condición costera de la ciudad, variando poco a lo largo del año.
A continuación se muestran los valores climatológicos del observatorio de la AEMET situado en la La Salle (Santa Cruz de Tenerife), a 35 m s. n. m., tomando los años 1991-2020 como periodo de referencia. Nótese que los valores extremos están tomados en el período 1951-2015.
| Parámetros climáticos promedio de Observatorio de Santa Cruz de Tenerife (36 m s. n. m.) (Periodo de referencia: 1991-2020, extremas 1920-presente) | Parámetros climáticos promedio de Observatorio de Santa Cruz de Tenerife (36 m s. n. m.) (Periodo de referencia: 1991-2020, extremas 1920-presente) | Parámetros climáticos promedio de Observatorio de Santa Cruz de Tenerife (36 m s. n. m.) (Periodo de referencia: 1991-2020, extremas 1920-presente) | Parámetros climáticos promedio de Observatorio de Santa Cruz de Tenerife (36 m s. n. m.) (Periodo de referencia: 1991-2020, extremas 1920-presente) | Parámetros climáticos promedio de Observatorio de Santa Cruz de Tenerife (36 m s. n. m.) (Periodo de referencia: 1991-2020, extremas 1920-presente) | Parámetros climáticos promedio de Observatorio de Santa Cruz de Tenerife (36 m s. n. m.) (Periodo de referencia: 1991-2020, extremas 1920-presente) | Parámetros climáticos promedio de Observatorio de Santa Cruz de Tenerife (36 m s. n. m.) (Periodo de referencia: 1991-2020, extremas 1920-presente) | Parámetros climáticos promedio de Observatorio de Santa Cruz de Tenerife (36 m s. n. m.) (Periodo de referencia: 1991-2020, extremas 1920-presente) | Parámetros climáticos promedio de Observatorio de Santa Cruz de Tenerife (36 m s. n. m.) (Periodo de referencia: 1991-2020, extremas 1920-presente) | Parámetros climáticos promedio de Observatorio de Santa Cruz de Tenerife (36 m s. n. m.) (Periodo de referencia: 1991-2020, extremas 1920-presente) | Parámetros climáticos promedio de Observatorio de Santa Cruz de Tenerife (36 m s. n. m.) (Periodo de referencia: 1991-2020, extremas 1920-presente) | Parámetros climáticos promedio de Observatorio de Santa Cruz de Tenerife (36 m s. n. m.) (Periodo de referencia: 1991-2020, extremas 1920-presente) | Parámetros climáticos promedio de Observatorio de Santa Cruz de Tenerife (36 m s. n. m.) (Periodo de referencia: 1991-2020, extremas 1920-presente) | Parámetros climáticos promedio de Observatorio de Santa Cruz de Tenerife (36 m s. n. m.) (Periodo de referencia: 1991-2020, extremas 1920-presente) |
| Mes | Ene. | Feb. | Mar. | Abr. | May. | Jun. | Jul. | Ago. | Sep. | Oct. | Nov. | Dic. | Anual |
| --- | --- | --- | --- | --- | --- | --- | --- | --- | --- | --- | --- | --- | --- |
| Temp. máx. abs. (°C) | 28.4 | 31.2 | 35.4 | 35.2 | 36.4 | 37.1 | 42.6 | 40.4 | 39.3 | 38.1 | 34.0 | 28.6 | 42.6 |
| Temp. máx. media (°C) | 21.1 | 21.3 | 22.1 | 23.0 | 24.5 | 26.6 | 28.8 | 29.3 | 28.2 | 26.6 | 24.2 | 22.2 | 24.8 |
| Temp. media (°C) | 18.3 | 18.4 | 19.0 | 19.9 | 21.3 | 23.2 | 25.2 | 25.8 | 25.1 | 23.6 | 21.4 | 19.5 | 21.8 |
| Temp. mín. media (°C) | 15.5 | 15.4 | 15.9 | 16.8 | 18.1 | 19.9 | 21.5 | 22.3 | 21.9 | 20.6 | 18.5 | 16.8 | 18.6 |
| Temp. mín. abs. (°C) | 9.4 | 8.1 | 9.5 | 9.4 | 12.0 | 13.4 | 16.5 | 14.6 | 16.5 | 14.6 | 10.1 | 10.0 | 8.1 |
| Precipitación total (mm) | 28.8 | 33.7 | 37.8 | 10.3 | 3.5 | 0.6 | 0.1 | 3.5 | 4.5 | 24.4 | 35.8 | 36.8 | 219.7 |
| Días de precipitaciones (≥ 1 mm) | 4.0 | 3.5 | 3.6 | 2.2 | 0.8 | 0.1 | 0.0 | 0.4 | 0.8 | 3.2 | 5.0 | 4.9 | 28.6 |
| Horas de sol | 189 | 192 | 236 | 252 | 288 | 312 | 347 | 332 | 267 | 229 | 180 | 177 | 2995 |
| Humedad relativa (%) | 63 | 62 | 62 | 61 | 60 | 60 | 58 | 60 | 64 | 65 | 64 | 65 | 62 |
| Fuente n.º 1: Agencia Estatal de Meteorología | | | | | | | | | | | | | |
| Fuente n.º 2: Agencia Estatal de Meteorología (extremos)                                                                                            | | | | | | | | | | | | | |

A continuación algunos de los valores extremos registrados en el observatorio meteorológico de La Salle tomados a partir de 1920 para la temperatura, a partir de 1924 para la precipitación y a partir de 1943 para el viento. La temperatura máxima absoluta es de 42,6 °C registrados el 12 de julio de 1952 y la temperatura mínima absoluta de 8,1 °C registrada 22 de febrero de 1926. La precipitación máxima en un día es de 232,6 mm registrada el 31 de marzo de 2002. La máxima racha es de viento de 162 km/h registrada el 14 de diciembre de 1975.
Fenómenos meteorológicos adversos
El 31 de marzo de 2002 se produjo un fenómeno de gota fría (conocido como la Riada de Tenerife de 2002) cayendo lluvias torrenciales acompañadas en ciertos momentos de aparato eléctrico, afectando al área metropolitana de Santa Cruz de Tenerife y extendiéndose en dirección nordeste hacia la zona de San Andrés. Es importante reseñar que las precipitaciones torrenciales afectaron a un área muy reducida del entorno de la capital tinerfeña. Ocasionaron 8 muertos, 12 desaparecidos y decenas de heridos. Además hubo cuantiosos daños materiales, así como la destrucción total o parcial de al menos 400 viviendas, y unas 50.000 personas se quedaron sin luz. El fenómeno meteorológico descargó 224 litros por metro cuadrado. La lluvia comenzó a caer con intensidad en la Capital y alrededores entre las 15:00 y las 16:00 horas, mientras que un poco más al norte y al sur apenas caían algunas gotas. Escampó una media hora y a continuación arrancó de nuevo a llover con gran intensidad y con pedrisco hasta las 20:00 horas, manteniéndose algunas horas de precipitaciones más débiles hasta medianoche. El Instituto Nacional de Meteorología no avisó de la catástrofe y para el día previo advirtió sólo de «chubascos moderados».
Posteriormente, en 2005, llegó la tormenta tropical Delta procedente del Atlántico. Inició su andadura en el Golfo de Guinea, y, al contrario de lo que suele ocurrir, giró hacia el norte, manteniéndose estática cerca de las Azores, para luego girar al este y no al oeste, como ocurre normalmente, causando grandes daños, sobre todo por sus fuertes vientos. Durante la noche del 28 de noviembre los vientos arreciaron y llegaron a alcanzar los 140 km/h en la costa y casi los 250 km/h en el Teide, cumbre de Tenerife. En el momento preciso de su paso por la Capital, se produjo un súbito aumento de la temperatura y descenso pronunciado de la humedad relativa por debajo del 40 %. Unas 300 000 personas se quedaron sin suministro eléctrico por la caída de torres de alta tensión que provocó que el Gobierno de Canarias sancionara a Unelco-Endesa con una cuantía de 450 000 euros. El fenómeno fue pronosticado y objeto de estudio riguroso posteriormente.
El 1 de febrero de 2010 Santa Cruz de Tenerife volvió a ponerse en alerta cuando un frente atravesó desde El Hierro hasta Tenerife, para seguir con menor fuerza hacia las costas de Cádiz, descargando abundante agua y aparato eléctrico. Afectó a la isla entera y dejó 143 litros por metro cuadrado en Izaña; 126 litros por metro cuadrado en Los Rodeos, 217 litros por metro cuadrado en la capital y hasta 270 litros por metro cuadrado en 24 horas en Anaga, lo que dejó el pueblo de Taganana incomunicado sin suministro de luz y agua durante 48 horas; doce carreteras cortadas, más de 1200 rayos en diez horas, interrupción del servicio del tranvía, inundaciones en aparcamientos subterráneos y multitud de viviendas, 25 000 personas sin luz y 11 vuelos cancelados. La Agencia Estatal de Meteorología excluyó que se tratara de una tormenta trópical y lo calificó de borrasca muy activa. El Consejo de Gobierno de Canarias aprobó un paquete de medidas extraordinarias para los afectados, con ayudas de hasta el 50 por ciento para reparaciones.
El 17 de febrero de 2010, un temporal de lluvia y viento, que se empezó a sentir dos días antes y que fue avisado por la Agencia Estatal de Meteorología con la isla al completo en alerta naranja según el Plan de Emergencia Insular (PEIN), dejó vientos de 95 kilómetros por hora. Los servicios de emergencia hicieron frente en la capital a la caída de árboles, farolas, carteles publicitarios, contenedores de basura y planchas de todo tipo. En la mañana del 18, con la borrasca ya en marcha hacia Cádiz y dejando atrás sus últimos efectos, en la Central de Caletillas de Unelco-Endesa se produjo un cortocircuito, debido a una filtración de agua, que provocó un «cero energético», por lo que la isla completa quedó sin suministro eléctrico desde las 12:00 horas. En la capital se tardaron nueve horas en recuperar la totalidad del fluido y durante cerca de dos horas, ninguno de los más de 220 000 habitantes censados tuvo luz.

### Medio ambiente
El 82 % del territorio municipal de Santa Cruz de Tenerife está considerado como zona natural, esto debido en gran parte a la presencia del parque rural de Anaga. Este hecho convierte a Santa Cruz en el tercer gran municipio de España que más porcentaje de territorio natural tiene, tras Cuenca (87 %) y Cáceres (83 %).
El municipio posee la mayor parte del espacio natural protegido del parque rural de Anaga, así como la totalidad de las reservas naturales integrales de Ijuana, El Pijaral y de los Roques de Anaga. El parque rural de Anaga cuenta con la mayor cantidad de endemismos por kilómetro cuadrado de Europa, habiendo sido declarado además Reserva de la Biosfera por la UNESCO en junio de 2015.
Gran parte de todos estos espacios se incluyen también en la Red Natura 2000 como Zonas Especiales de Conservación, a las que se suman las franjas litorales denominados Sebadales de Antequera y Sebadal de San Andrés, donde se desarrollan comunidades de fanerógamas marinas. Por su parte, la superficie del parque rural y de las reservas naturales integrales son además Zonas de Especial Protección para las Aves. Santa Cruz posee asimismo los Montes de Utilidad Pública denominados Aguirre, Las Vueltas, Aguas negras y Quebradas y San Andrés, Pijaral, Igueste y Anaga.

## Historia

### Etapa guanche: antes delsigloXV

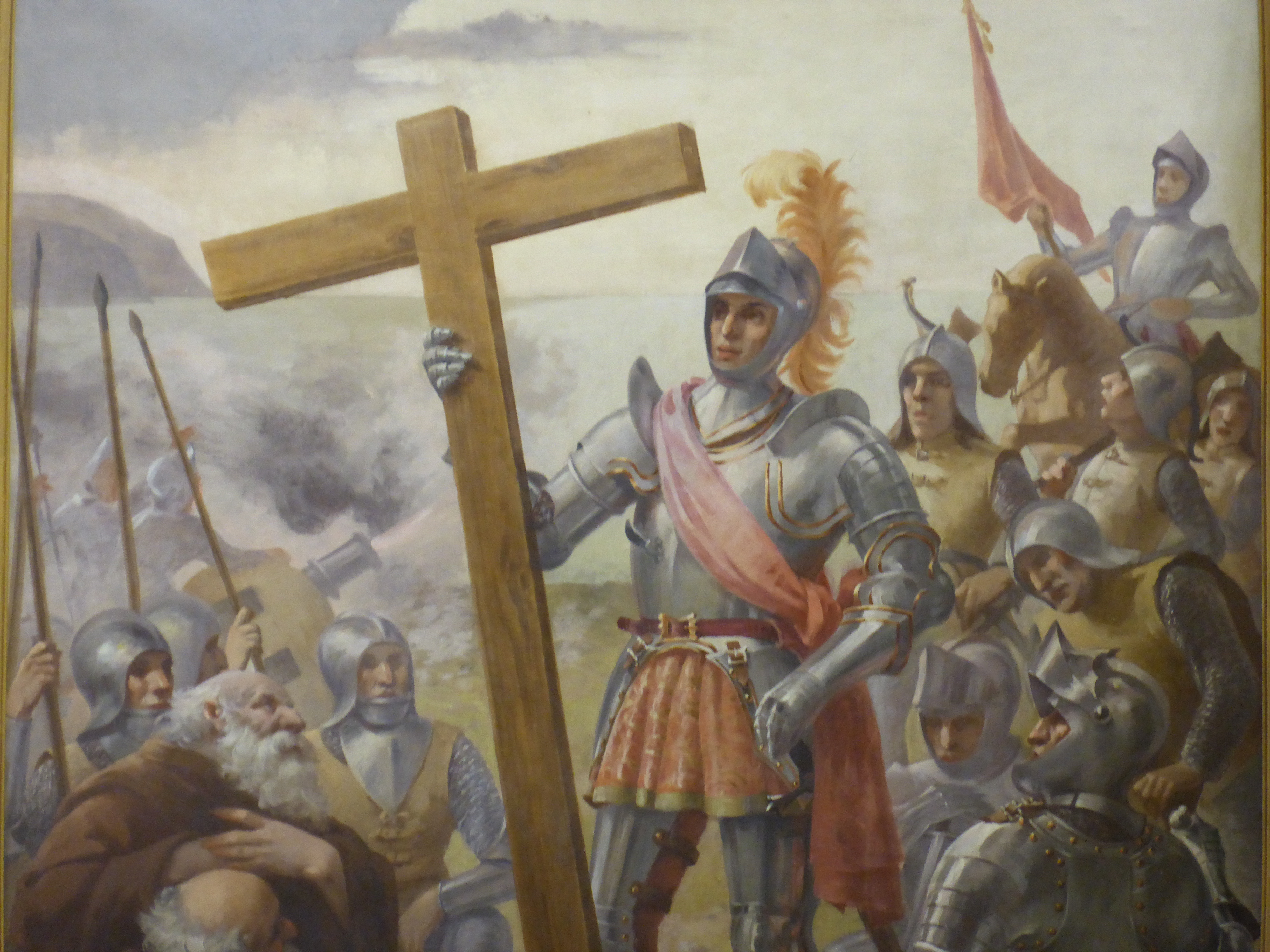
Fundación de Santa Cruz de Tenerife, pintura de 1906 de Manuel González Méndez que se encuentra en la sede del Parlamento de Canarias

La zona sobre la que se asienta la ciudad y el municipio de Santa Cruz de Tenerife ha sido objeto de ocupación humana desde época guanche, desde hace aproximadamente 2000 años, según atestiguan los yacimientos arqueológicos encontrados. La célebre Momia de San Andrés es uno de los vestigios más importantes del pasado guanche del municipio. Además de cuevas con algunos restos de animales momificados y piedras con grabados rupestres.
Esta zona pertenecía al reino guanche de Anaga, uno de los nueve en que estaba dividida la isla.

### Conquista y colonización europeas: siglosXVyXVI
En la zona donde se levanta la ciudad fue donde desembarcó el 3 de mayo de 1494 Alonso Fernández de Lugo para dar comienzo a la conquista de la isla, plantando una cruz que da nombre a la ciudad y donde construiría el real de la Santa Cruz, campamento militar germen de la primitiva población. Lugo desembarcó con una tropa de peninsulares y canarios formada por unos 2000 hombres de a pie y 200 de a caballo. Tras la derrota de los conquistadores en la primera batalla de Acentejo y la retirada de la isla, Lugo vuelve en 1495 con un ejército mejor armado y entrenado. Después de reconstruir el fortín militar de Añazo en Santa Cruz, iniciaría la campaña definitiva. Terminada la conquista en 1496, Santa Cruz queda configurada como un modesto caserío de pescadores, dependiente de La Laguna, ciudad en la que Lugo estableció la capital de la isla.
Con el paso del tiempo se fue convirtiendo en uno de los puertos más importantes del Atlántico (distinción que aún conserva), ya que Canarias era paso ineludible para la flota que partía hacia América.

### Antiguo Régimen: siglosXVIIyXVIII

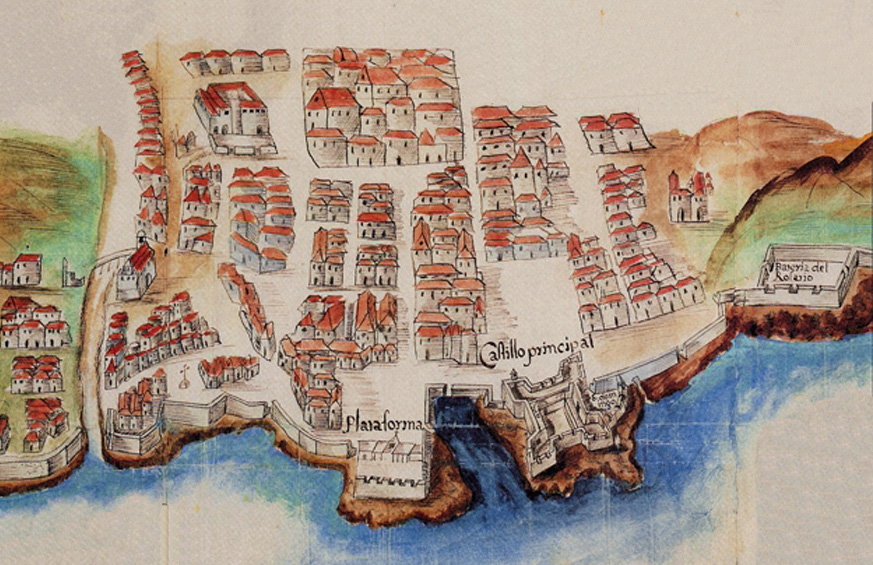
Mapa de Santa Cruz en 1701

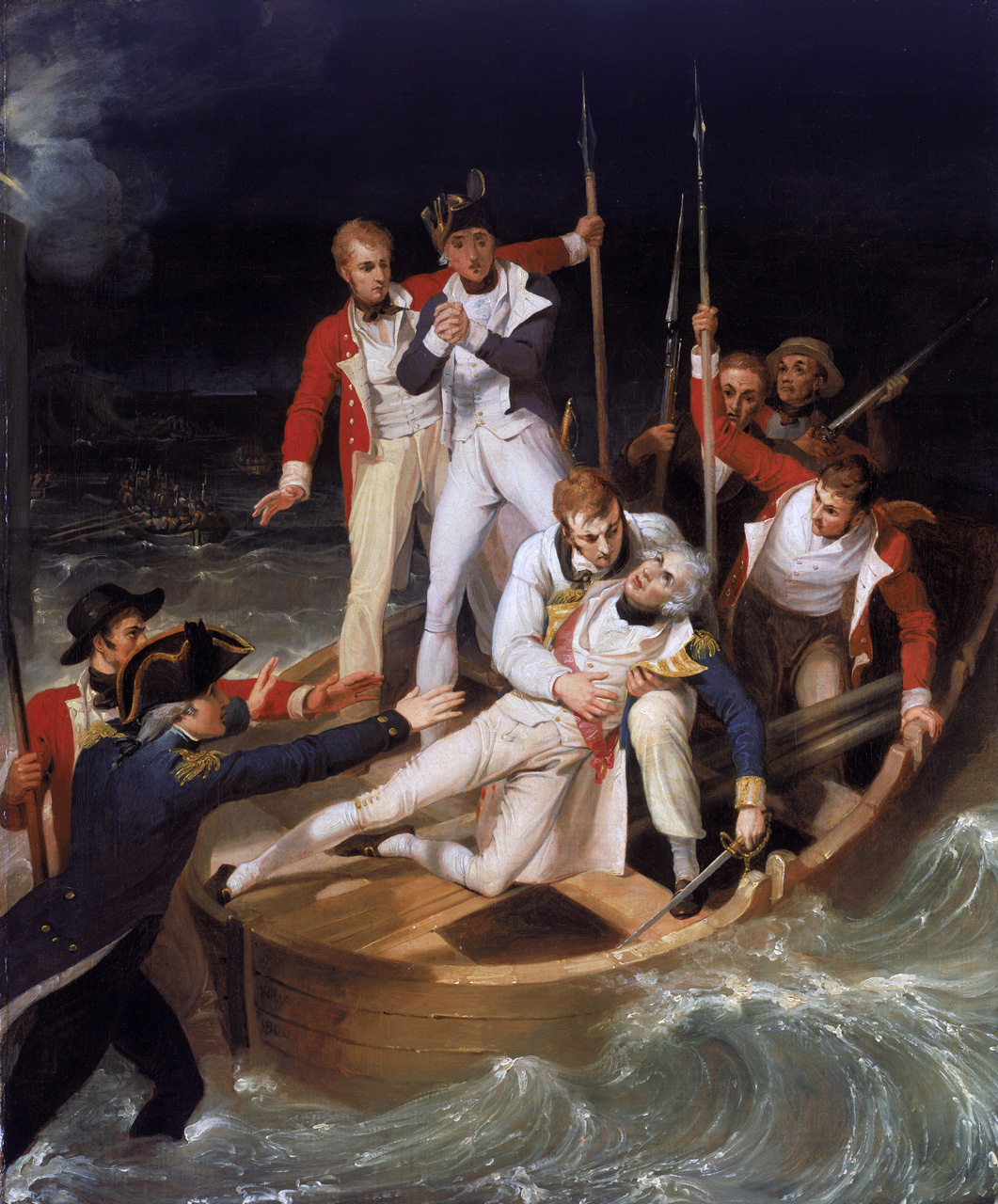
Nelson cae herido durante la batalla de Santa Cruz de Tenerife. Pintura de Richard Westall, 1806

El siglo XVIII representa el verdadero desarrollo poblacional y urbanístico de Santa Cruz. En 1706 tiene lugar la erupción volcánica del Trevejo, que sepultó de lava sin posible recuperación el floreciente puerto de Garachico, principal de la isla, por lo que el puerto de Santa Cruz pasó a ocupar el lugar prioritario. En 1723 se produce el traslado y asentamiento de la residencia del comandante general Lorenzo de Villavicencio (Capitanía General de Canarias), que hasta la fecha había tenido sede en La Laguna.
El desarrollo económico y el florecimiento cultural, ocasionó en gran medida la apertura de la primera imprenta de Canarias y la edición periódica de prensa escrita hacia 1751.
Santa Cruz confirma la solidez de sus defensas como plaza fuerte con la victoria sobre el oficial de la marina británica John Jennings, en 1706, y en 1797 sobre Horatio Nelson. El 25 de julio, día de Santiago, se registra el más importante acontecimiento militar de la historia de la ciudad: tropas y ciudadanos se defendieron, al mando del general Antonio Gutiérrez de Otero, del ataque naval del contraalmirante inglés; la poderosa Armada británica se retirará, no sin antes perder Nelson un brazo según la tradición por un cañonazo del cañón Tigre.

### Etapa moderna: siglosXIXyXX
En 1803 el rey Carlos IV otorga al puerto de Santa Cruz el título de «ya de por sí y sobre sí» de «villa exenta», con derecho a establecer su propio ayuntamiento, con la denominación de «Muy Leal, Noble, Invicta y Muy Benéfica Ciudad, Puerto y Plaza de Santa Cruz de Santiago de Tenerife», lo que supuso su emancipación administrativa con respecto al municipio de La Laguna, mediante Real Cédula de 28 de agosto.

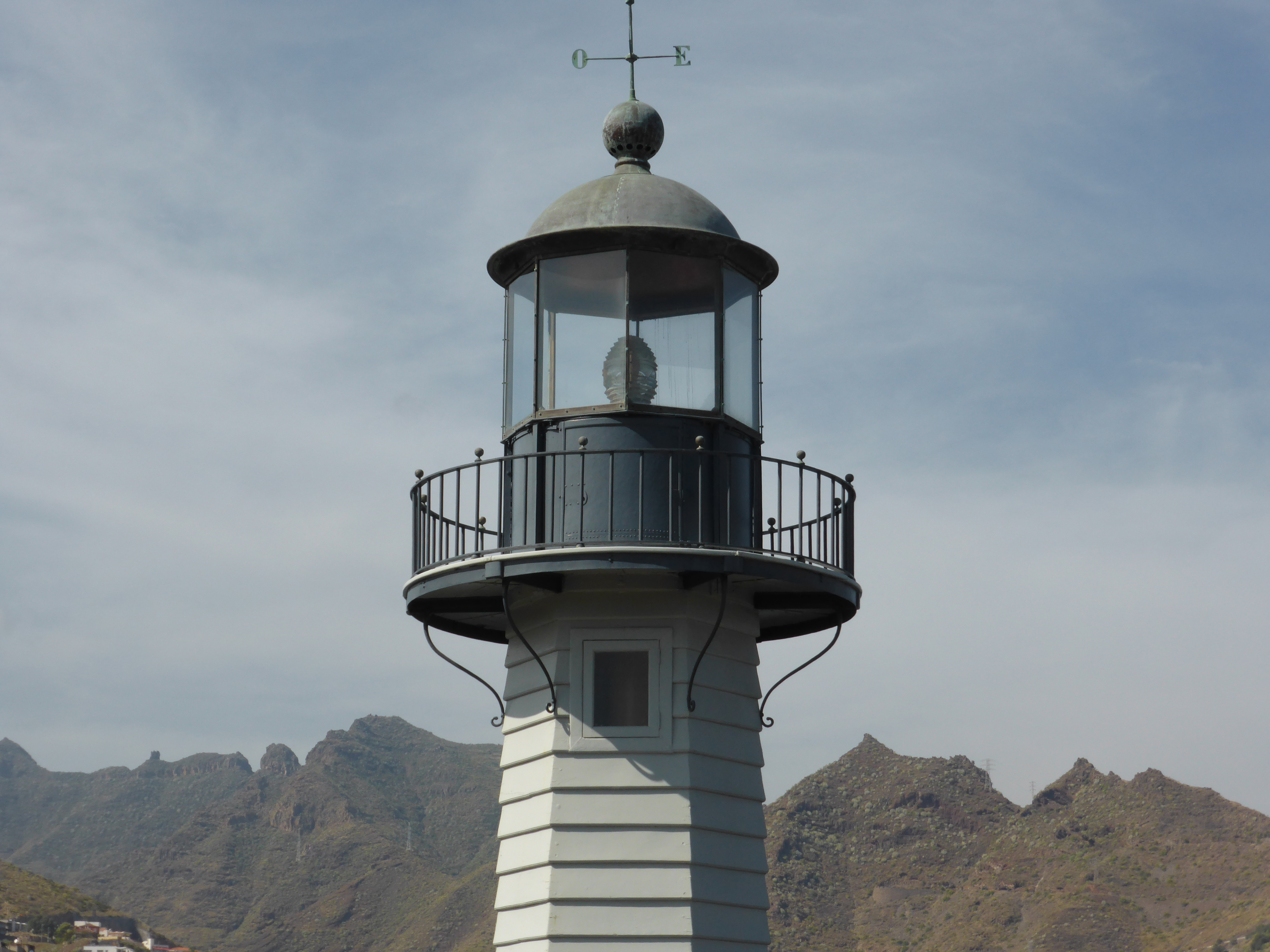
La Farola del Mar, uno de los símbolos de la ciudad, es un pequeño faro que se encendió en diciembre de 1863 en el dique-muelle sur

En 1833 la importancia política y administrativa de Santa Cruz queda definitivamente reconocida cuando se designa como capital de la única provincia que iba a formar Canarias —la provincia de Canarias—, en pugna con las ciudades de La Laguna y Las Palmas de Gran Canaria. Contribuyeron a este nombramiento políticos como José Murphy y Meade y que la capitanía y la intendencia militar se encontraba en su territorio municipal.
La Ley de Puertos Francos de Canarias de 1852 permitió el posterior desarrollo del puerto de Santa Cruz y de la propia villa como enclave comercial. Con la expansión colonial europea por África, los puertos canarios se convirtieron en puertos de escala para el avituallamiento de carbón de los buques.

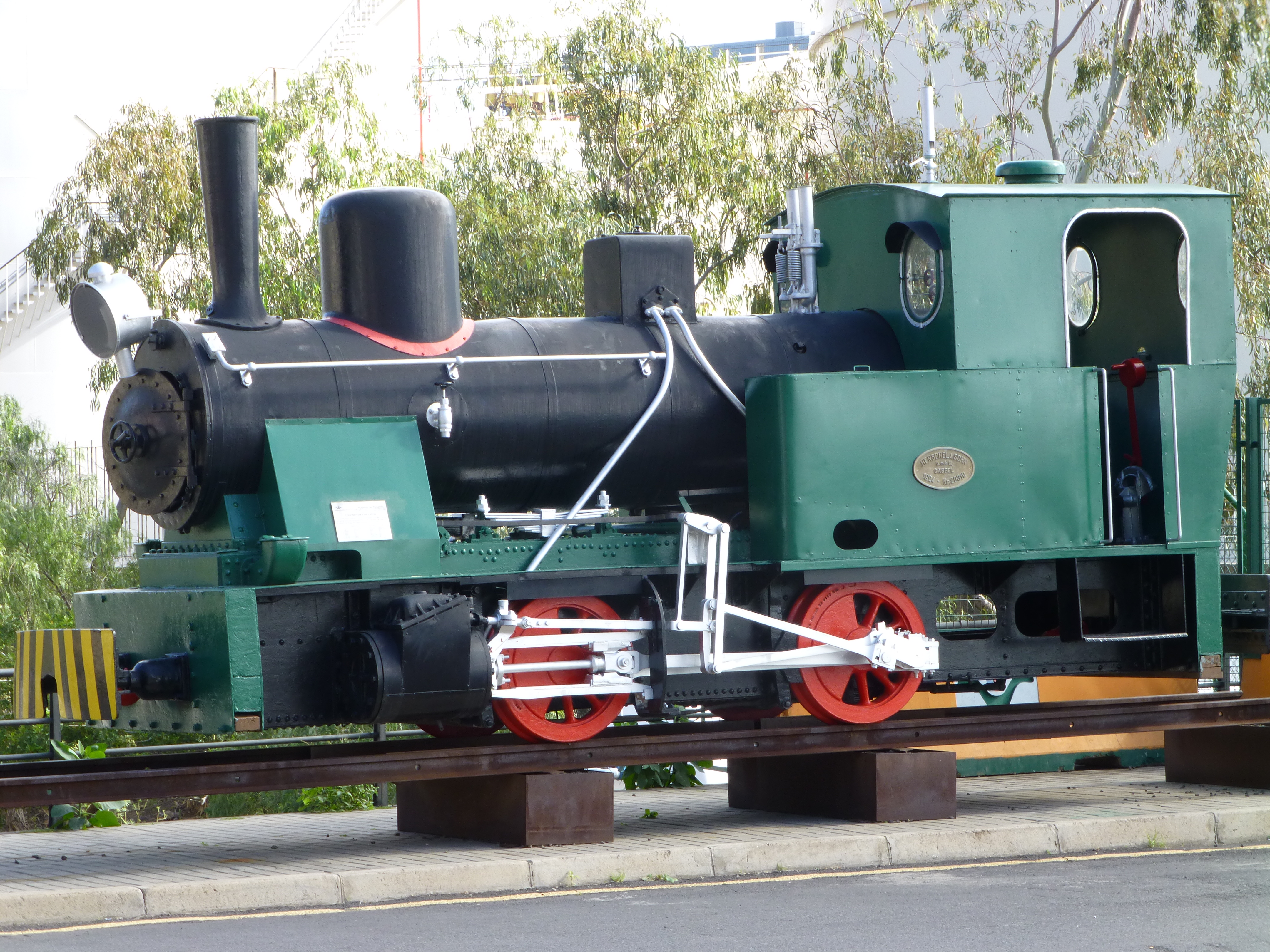
Locomotora de vapor Henschel, de 1924, que trabajó en las obras del puerto

En 1859 obtiene el título de «Ciudad» mediante Real Orden de 10 de octubre, y en 1894 se le otorga el título de «muy benéfica» mediante el Real Decreto de 23 de abril por el comportamiento de sus vecinos con ocasión de la epidemia de cólera del año anterior (véase: Pandemias de cólera en España).
En 1927, durante la dictadura del general Miguel Primo de Rivera, se produce la división del archipiélago canario en las dos provincias que persisten; creándose mediante Real Decreto de 21 de septiembre la Provincia de Las Palmas. Se resolvía de esta manera la rivalidad entre las dos principales ciudades del archipiélago. También en los años veinte se realizan numerosas obras públicas, como la prolongación del muelle sur del puerto de Santa Cruz.
Entre los años 1936 y 1939, durante la guerra civil española, Canarias queda en la retaguardia del bando del general Franco. En este contexto, en 1936 fue detenido y asesinado el alcalde republicano de Santa Cruz José Carlos Schwartz Hernández. Finalizada la guerra, siguieron años de grandes dificultades económicas.
En los primeros años de la Transición sufrió varios atentados terroristas del MPAIAC dirigidos desde Argelia. De 1976 a 1978 fueron atacados con bomba Galerías Preciados, Banco Madrid y el Centro de Iniciativas Turísticas. A partir de 1978, con la nueva Constitución Española y el Estatuto de Autonomía de Canarias, se inició una nueva etapa, ya siempre con alcaldes elegidos democráticamente.
En los años 80 y 90 del siglo XX, la ciudad experimenta un gran auge económico. Comienza la expansión de la ciudad hacia el sur ganando terreno a la Refinería de Santa Cruz de Tenerife y creándose nuevas zonas residenciales y urbanizables tales como Cabo-Llanos. Desde entonces, esta zona de la ciudad está inmersa en un importante bum constructor que se ha apodado «Manhattanización», debido a la presencia de edificios altos y por el trazado de las calles que imita a la de las ciudades estadounidenses.

### Actualidad:sigloXXI
Santa Cruz inaugura el nuevo siglo con un gran auge expansivo y comercial que se manifiesta especialmente en la arquitectura con la construcción de edificios emblemáticos como el Auditorio de Tenerife, obra de Santiago Calatrava o la remodelación de la plaza de España según diseño de los arquitectos suizos Herzog & de Meuron.
El 31 de marzo de 2002 tiene lugar la llamada Riada de Tenerife de 2002, un fenómeno de gota fría caracterizado por la caída reiterada de lluvias torrenciales acompañadas de aparato eléctrico, afectando al área metropolitana de Santa Cruz de Tenerife y extendiéndose en dirección NE hacia la zona de San Andrés. Las lluvias ocasionaron 8 muertos, 12 desaparecidos y decenas de heridos. Además de las pérdidas humanas la riada causó cuantiosos daños materiales, 70 000 personas sin luz así como la destrucción total o parcial de al menos 400 viviendas. Las pérdidas se calcularon en 90 millones de euros. Por su parte, en 2010 tiene lugar otra gran riada acompañada de un apagón eléctrico que afectó a toda la isla, aunque si bien, esta tormenta no produjo víctimas mortales.
| Entidad singular       | Habitantes |
| ---------------------- | ---------- |
| Acorán                 | 2458       |
| Afur                   | 71         |
| Alisios                | 4372       |
| Almáciga               | 204        |
| Añaza                  | 8966       |
| Bailadero              | 6          |
| Barranco Grande        | 7255       |
| Los Campitos           | 1005       |
| Las Casas de La Cumbre | 144        |
| Catalanes              | 24         |
| Chamorga               | 47         |
| El Chorrillo           | 616        |
| Cueva Bermeja          | 278        |
| La Cumbrilla           | 10         |
| El Draguillo           | 6          |
| Igueste de San Andrés  | 593        |
| Llano del Moro         | 1642       |
| Lomo de Las Bodegas    | 16         |
| María Jiménez          | 2268       |
| Roque Bermejo          | 0          |
| Roque Negro            | 122        |
| San Andrés             | 3121       |
| Santa Cruz de Tenerife | 148 602    |
| Santa María del Mar    | 1423       |
| El Sobradillo          | 15 487     |
| El Tablero             | 1963       |
| Taborno                | 79         |
| Taganana               | 555        |
| Tíncer                 | 2884       |
| Valle Tahodio          | 99         |
| Valleseco              | 2277       |
| TOTAL                  | 206 593    |

La crisis financiera de 2008 paralizaría durante más de una década el desarrollo de la ciudad. En junio de 2018 se anunció el desmantelamiento de la Refinería de Santa Cruz de Tenerife, la cual es la industria más grande del archipiélago, además es la refinería más antigua de España. Ésta, obstaculizaba el desarrollo y la expansión de la ciudad hacia el sur. Se espera que en 2030 la industria abandone definitivamente la ciudad, y en los terrenos que ocupa se levantará una nueva trama urbana con viviendas, hoteles, comercios y zonas verdes.

## Demografía
Santa Cruz de Tenerife cuenta con una población de 211 359 habitantes (INE 2024).
| Gráfica de evolución demográfica de Santa Cruz de Tenerife entre 1842 y 2021 |
| |
| Población de derecho según los censos de población del INE Población de hecho según los censos de población del INEEn 1857 crece el término del municipio porque incorpora a Taganana y Valle de San Andrés |

Santa Cruz de Tenerife ocupa el primer puesto en número de habitantes tanto de la isla de Tenerife como de la provincia de Santa Cruz de Tenerife, y el segundo puesto de la comunidad autónoma. A estos datos hay que sumarle una población flotante de estudiantes de otras islas.
Santa Cruz de Tenerife experimenta un aumento significativo de población en dos momentos históricos particulares: en 1850, al haberse agregado a su término los municipios de San Andrés y Taganana, y en 1972, cuando el vecino municipio de El Rosario le cede parte de su territorio y población.
En diciembre de 2012, el Instituto Nacional de Estadística publica en el Boletín Oficial del Estado el padrón de habitantes, reduciendo la población del municipio en 15 306 personas. Sobre la base de esto, surge el conocido como «caso Padrón», en el que se descubre que el municipio había engrosado irregularmente su padrón de habitantes desde 1996. Tras una investigación llevada a cabo por la Inspección General de Servicios del Ayuntamiento de Santa Cruz, se dio de baja oficialmente a 13 910 habitantes. Mientras que la oposición cree en un fraude electoral, el informe del ayuntamiento culpa a la empresa contratada en 1996 para hacer la encuesta de población puerta a puerta.
La población de la ciudad de Santa Cruz, sin embargo, no experimenta un crecimiento estable, producto del desparrame poblacional hacia los municipios adyacentes.
La ciudad presenta varias culturas, pues junto a la tradicional población autóctona canaria y de españoles peninsulares, conviven desde hace décadas hindúes dedicados al comercio y árabes. A todos ellos se han sumado, en los últimos años, inmigrantes de diversos orígenes, aunque principalmente latinoamericanos. Es importante destacar la gran cantidad de venezolanos residentes en la ciudad, así como en el resto de la isla de Tenerife; hecho que ha propiciado que el Gobierno de Venezuela reconozca al Consulado de Venezuela en Canarias (con sede en Santa Cruz de Tenerife) como el segundo consulado venezolano más importante del mundo.
En 2012, el periódico británico The Guardian incluyó a Santa Cruz de Tenerife en la lista de los cinco mejores sitios del mundo para vivir. Tan solo le preceden la costa norte de Maui, en Hawái; el distrito de Sankt Pauli, en Hamburgo; el distrito de Cihangir, en Estambul, y Portland, en el estado de Oregón (Estados Unidos).
La ciudad es también conocida por la tolerancia de sus habitantes. Santa Cruz de Tenerife fue el primer municipio de Canarias en izar la Bandera del Orgullo Gay en el edificio del ayuntamiento, en un acto oficial junto a la bandera de Santa Cruz, en 2008.
En comparación con la cercana ciudad de San Cristóbal de La Laguna, que es la sede del Obispado de Tenerife, tradicionalmente la ciudad de Santa Cruz de Tenerife ha tenido un carácter mucho más secular. Este hecho propició en la ciudad instituciones de honda tradición laica como el Templo Masónico de Santa Cruz de Tenerife que fue uno de los mayores centros masónicos de España.
Según el estudio de Indicadores Urbanos que elabora el INE, de entre las dos capitales canarias, Santa Cruz de Tenerife es la que tiene la esperanza de vida más alta con 81 años. Justo por detrás de Santa Cruz se sitúa Las Palmas de Gran Canaria, con 80,9 años.

### Urbanismo

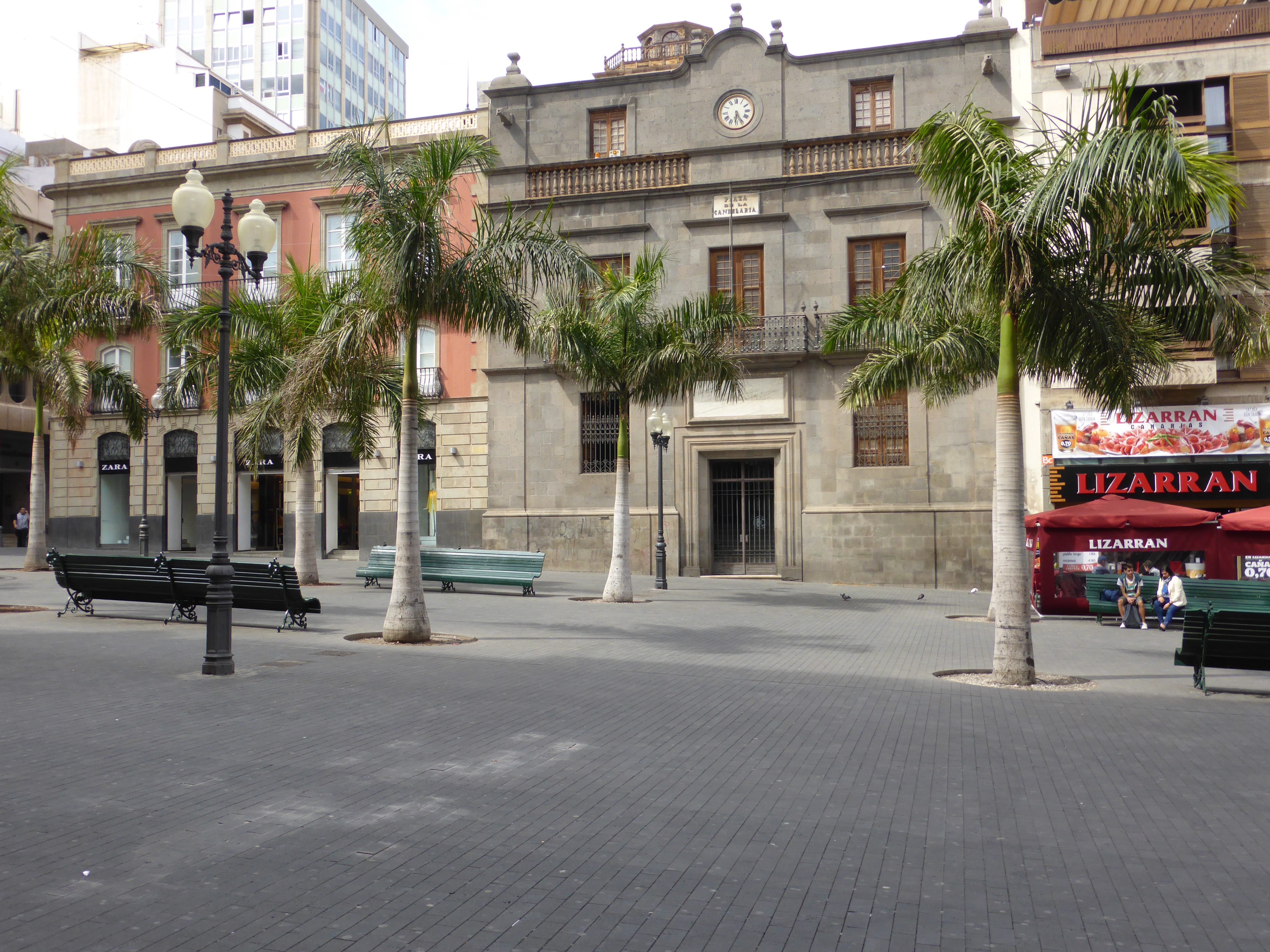
Palacio de Carta, del año 1752, en la plaza de la Candelaria

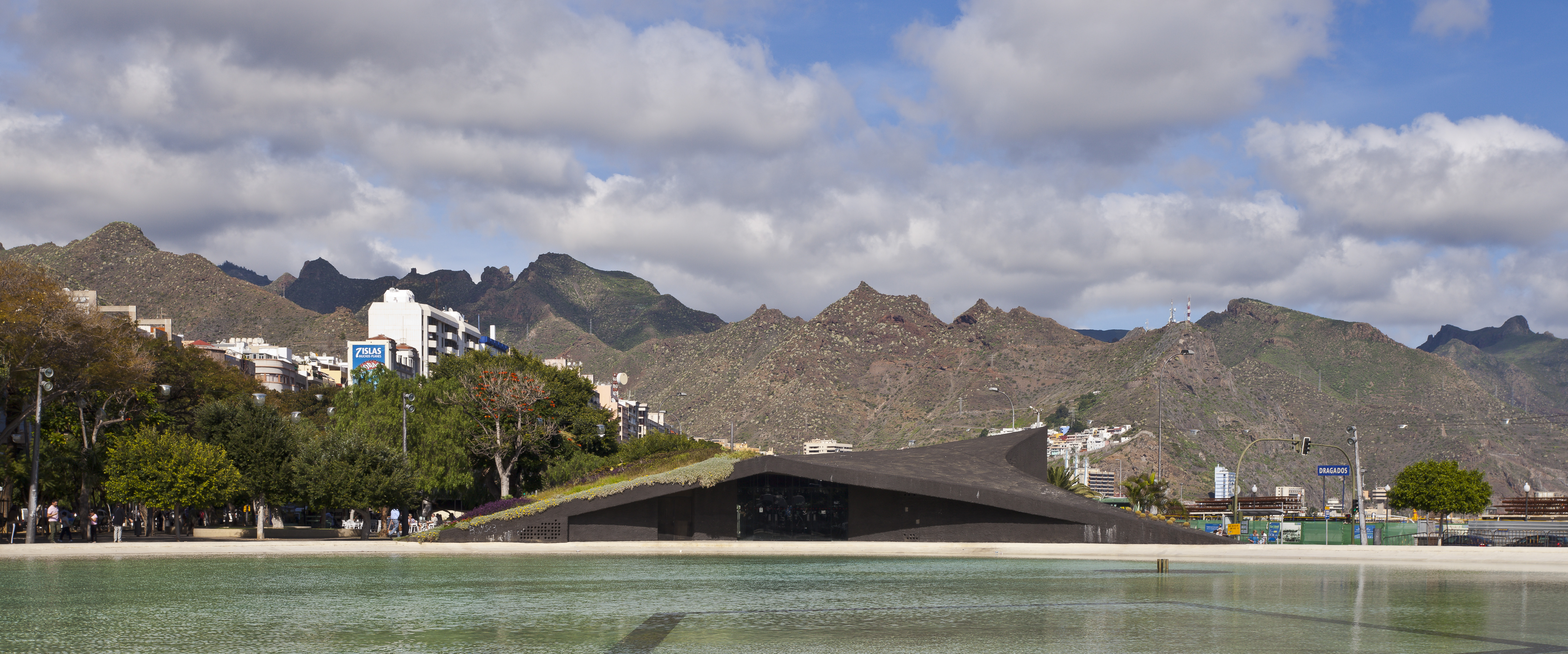
La plaza de España y su lago. Al fondo las montañas de Anaga

A nivel histórico son notables sus iglesias renacentistas y barrocas, como la iglesia de la Concepción, o la de San Francisco, cuyas torres fueron en el pasado las construcciones más elevadas y características de la ciudad. Entre los antiguos edificios civiles destaca el Palacio de Carta. En todos estos monumentos se utilizó piedra volcánica en sus fachadas.

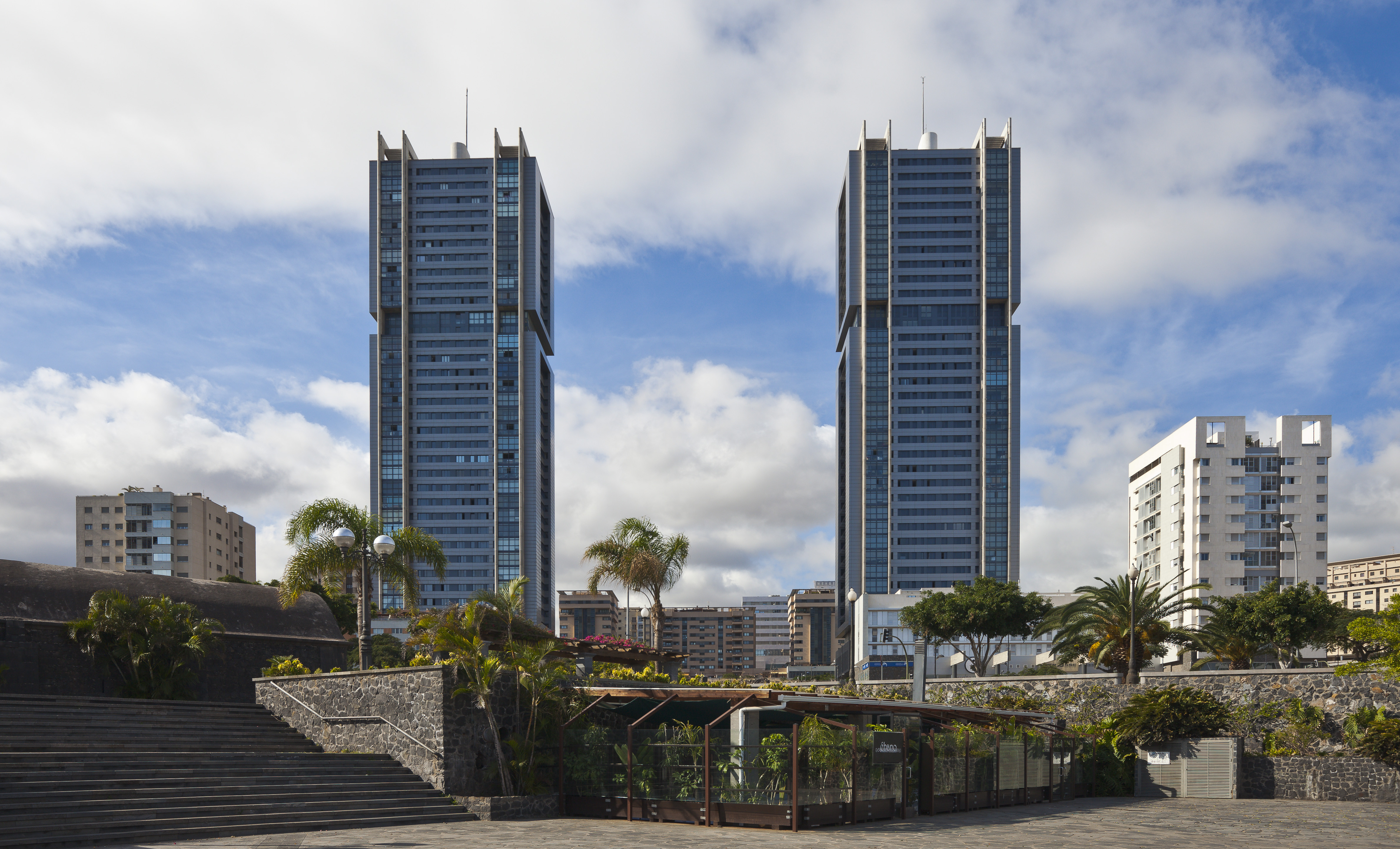
Torres gemelas de Santa Cruz, de 120 m de altura, con 32 plantas de viviendas. Son los rascacielos más altos de Canarias y las torres gemelas más altas de España

En el siglo XX se realizaron extensas reformas urbanísticas, abriéndose el parque García Sanabria y la plaza de España, donde se construyeron los edificios más emblemáticos de la postguerra, como el Palacio Insular de Tenerife, sede del Cabildo Insular de Tenerife.
Su puerto es nudo de comunicaciones entre Europa, África y América, y arriban buques portacontenedores, petroleros, y especialmente grandes cruceros turísticos. En el puerto se conservan algunos elementos históricos, como La farola del mar, la marquesina, varias grúas, o una locomotora de vapor. En el Muelle Norte está fondeado el centenario correíllo La Palma.
La ciudad también es centro neurálgico en las comunicaciones interiores e interinsulares. Un moderno tranvía eléctrico asciende en dirección al vecino municipio de La Laguna. Y los autobuses son llamados guaguas.
En los últimos años la ciudad de Santa Cruz de Tenerife estuvo inmersa en un importante auge constructor. Su panorama urbano ahora queda marcado por varios rascacielos, y además destaca especialmente la silueta del Auditorio de Tenerife. Algunos de estos edificios que dominan el panorama urbano de Santa Cruz son: el auditorio, las Torres de Santa Cruz, el Rascacielos de la avenida Tres de Mayo, el edificio de El Corte Inglés, y la emblemática torre del reloj del Palacio Insular de Tenerife.

## Administración y política

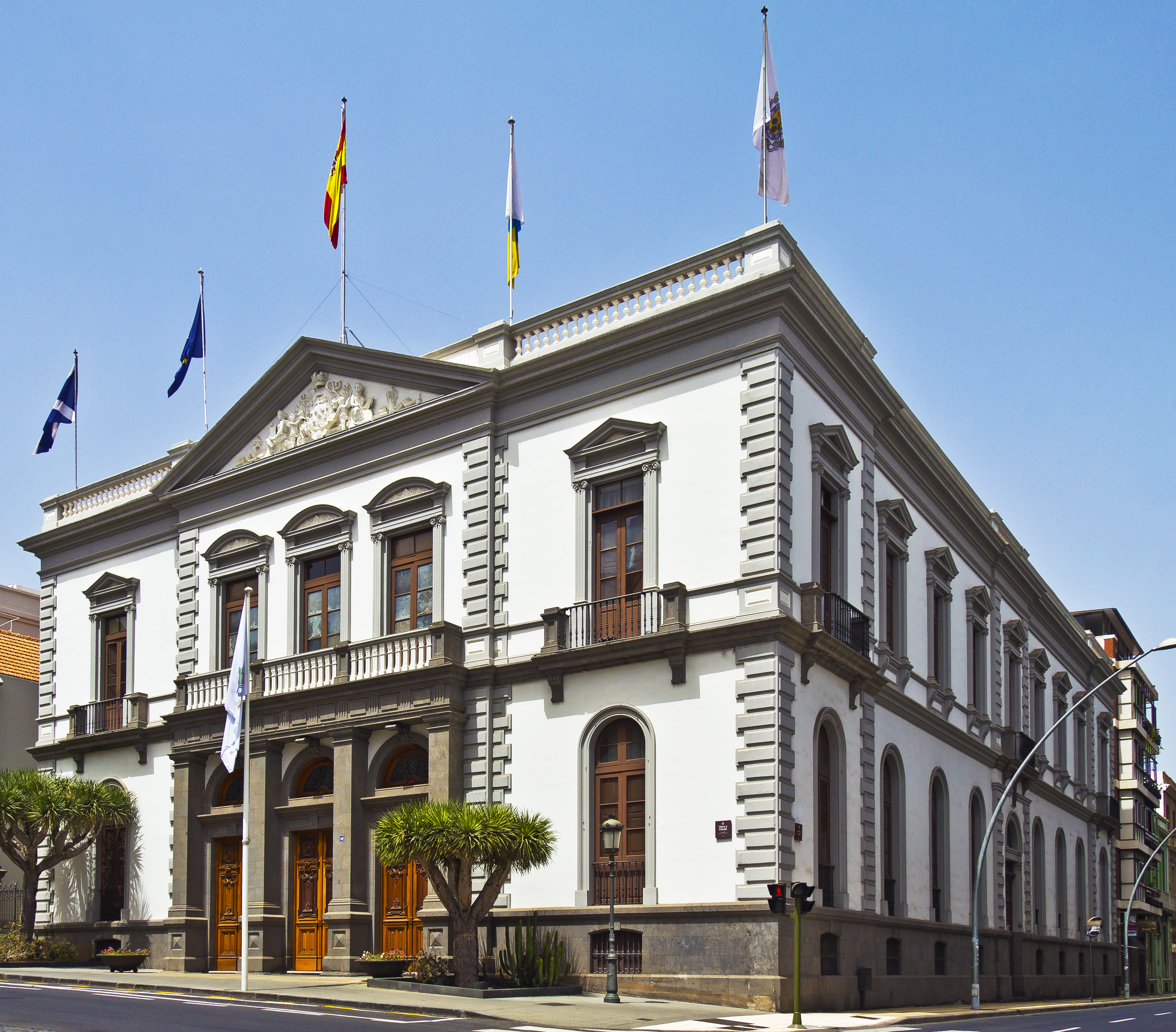
Casa consistorial, popularmente conocida como Casa de los Dragos, sede del Ayuntamiento de Santa Cruz de Tenerife

### Gobierno municipal
El municipio se rige por su ayuntamiento, compuesto por el alcalde-presidente y veintiséis concejales.
El inmueble que alberga el Ayuntamiento de Santa Cruz es un edificio de estilo neoclásico construido entre 1899 y 1916. Proyectado originalmente como Palacio de Justicia, ya en 1902 se constituye como casa consistorial. Es denominado popularmente Casa de los Dragos por los dos ejemplares de Dracaena draco que se encuentran a ambos lados de su entrada principal.
| Periodo   | Nombre                       | Partido | Partido                                      |
| --------- | ---------------------------- | ------- | -------------------------------------------- |
| 1979-1983 | Manuel Antonio Hermoso Rojas |         | Unión de Centro Democrático (UCD)            |
| 1983-1991 | Manuel Antonio Hermoso Rojas |         | Agrupación Tinerfeña de Independientes (ATI) |
| 1991-1995 | José Emilio García Gómez     |         | Agrupación Tinerfeña de Independientes (ATI) |
| 1995-2011 | Miguel Zerolo Aguilar        |         | Coalición Canaria (CC)                       |
| 2011-2019 | José Manuel Bermúdez Esparza |         | Coalición Canaria (CC)                       |
| 2019-2020 | Patricia Hernández Gutiérrez |         | Partido Socialista Obrero Español (PSOE)     |
| 2020-act. | José Manuel Bermúdez Esparza |         | Coalición Canaria (CC)                       |

| Partido político                               | 2023        | 2023        | 2023        | 2019  | 2019   | 2019       | 2015   | 2015   | 2015       | 2011  | 2011   | 2011       | 2007  | 2007   | 2007       |
| Partido político                               | %           | Votos       | Concejales  | %     | Votos  | Concejales | %      | Votos  | Concejales | %     | Votos  | Concejales | %     | Votos  | Concejales |
| Partido Socialista Obrero Español (PSOE)       | 30,11       | 27 142      | 10          | 26,30 | 23 000 | 9          | 13,24  | 11 720 | 4          | 15,59 | 13 965 | 5          | 24,08 | 22 102 | 7          |
| Coalición Canaria (CC)1                        | 28,88       | 26 032      | 9           | 24,24 | 21 452 | 9          | 30,11  | 27 142 | 10         | 27,37 | 24 523 | 9          | 35,22 | 32 325 | 11         |
| Partido Popular (PP)                           | 16,14       | 14 474      | 5           | 9,63  | 8419   | 3          | 17,48  | 15 470 | 6          | 28,36 | 25 407 | 9          | 18,88 | 17 329 | 6          |
| Vox                                            | 8,74        | 7884        | 3           | 3,11  | 2736   | 0          | 0,45   | 402    | 0          | —     | —      | —          | —     | —      | —          |
| Podemos-Equo-Izquierda Unida (IU)-Por Tenerife | 4,50        | 4048        | 0           | 10,62 | 9289   | 3          | 5,10   | 4513   | 1          | 5,81  | 5208   | 1          | 2,36  | 2162   | 0          |
| Ciudadanos (CS)                                | 1,17        | 1061        | 0           | 8,30  | 7254   | 2          | 9,48   | 8395   | 3          | —     | —      | —          | —     | —      | —          |
| Alternativa Sí Se Puede por Tenerife (ASSPPT)  | Con Podemos | Con Podemos | Con Podemos | 3847  | 4,40   | 0          | 10 690 | 12,08  | 4          | 6717  | 7,50   | 2          | 2258  | 2,46   | 0          |
| Ciudadanos de Santa Cruz (CSC)                 | —           | —           | —           | —     | —      | —          | —      | —      | —          | 4826  | 5,39   | 1          | 6475  | 7,05   | 2          |

Después de las elecciones municipales de mayo de 2011 se forma un gobierno de pacto entre CC y el PSOE.
Tras las de 2015, CC suscribe un pacto con el PP.
Tras las elecciones municipales de 2019 en Santa Cruz de Tenerife, el PSOE, Podemos y Ciudadanos pactaron y entregaron la alcaldía a Patricia Hernández Gutiérrez, convirtiéndose así en la primera mujer en ocupar la alcaldía, primera socialista en ser alcaldesa y en la primera alcaldesa no regionalista/nacionalista de la historia de la ciudad.
En junio de 2020, tras haber dimitido un concejal de Ciudadanos y la posterior toma de posesión de la nueva edil; CC, el PP y la nueva concejala de Cs presentan una moción de censura contra la alcaldesa Patricia Hernández que salió adelante, llegándose a la toma de posesión del alcalde José Manuel Bermúdez Esparza (CC).

### Organización territorial
Santa Cruz de Tenerife se encuentra incluido en la comarca del Área Metropolitana, a excepción de su superficie inmersa en el parque rural de Anaga, que pertenece a la Comarca de Anaga.
El municipio se divide administrativamente en cinco distritos, atendiendo a características geográficas y demográficas. Estos son los distritos municipales según el Negociado de Población Municipal:

Distritos de Santa Cruz de Tenerife. Las cifras se corresponden con la enumeración oficial de la izquierda

- Distrito 1, Anaga: Incluye las poblaciones del Macizo de Anaga, aglutinando los barrios de Chamorga, Taborno, Almáciga, Afur, San Andrés, El Suculum, Igueste de San Andrés, El Bailadero, Roque Negro, Casas de La Cumbre, Cueva Bermeja, Los Campitos, Lomo de Las Bodegas, La Alegría, Taganana, Valle Tahodio, Valleseco y María Jiménez.
- Distrito 2, Centro-Ifara: La zona más antigua de la ciudad, donde se encuentra con el casco histórico. Lo forman los barrios de Ifara, Urbanización Anaga, Las Mimosas, Barrio Nuevo, Los Lavaderos, Las Acacias, Salamanca, Uruguay, Duggi, Zona Centro, El Toscal, Zona Rambla y Los Hoteles.
- Distrito 3, La Salud-La Salle: Es el distrito más poblado, zona de expansión durante el siglo XX. Aglutina los barrios de Salud Alto, Salud Bajo, Villa Ascensión, El Perú, Cuesta de Piedra, Cruz del Señor, Los Gladiolos, La Victoria, El Chapatal, Buenavista, Los Llanos, San Sebastián, El Cabo, Cuatro Torres y La Salle.
- Distrito 4, Ofra-Costa Sur: El distrito incluye los barrios de Tío Pino, Villa Benítez, Vistabella, Santa Clara, Camino del Hierro, César Casariego, Chimisay, Somosierra, Las Delicias, Chamberí, San Antonio, Moraditas, Llano Alegre, Ballester, Finca La Multa, Miramar, Las Retamas, Las Cabritas, Juan XXIII, Nuevo Obrero, San Pío X, Tristán, García Escamez y Buenos Aires.
- Distrito 5, Suroeste: Separado del resto de la ciudad por Montaña de Taco y la TF-2, es la zona con más posibilidades de expansión. Aglutina los barrios de Llano del Moro, El Sobradillo, El Tablero, Los Alisios, La Gallega, Añaza, El Chorrillo, Santa María del Mar, Acorán, Barranco Grande y Tíncer.

### Representación consular
Los consulados con sede en Santa Cruz de Tenerife son:
- Austria
- Argentina
- Bélgica
- Bolivia
- Brasil
- Chile
- Colombia
- Costa Rica
- Dinamarca
- Ecuador
- Eslovaquia
- Filipinas
- Finlandia
- Francia
- Reino Unido
- Guatemala
- Honduras
- India
- Irlanda
- Italia
- Liberia
- México
- Mónaco
- Nicaragua
- Noruega
- Países Bajos
- Perú
- Portugal
- Sri Lanka
- Suecia
- Turquía
- Uruguay
- Venezuela

## Economía

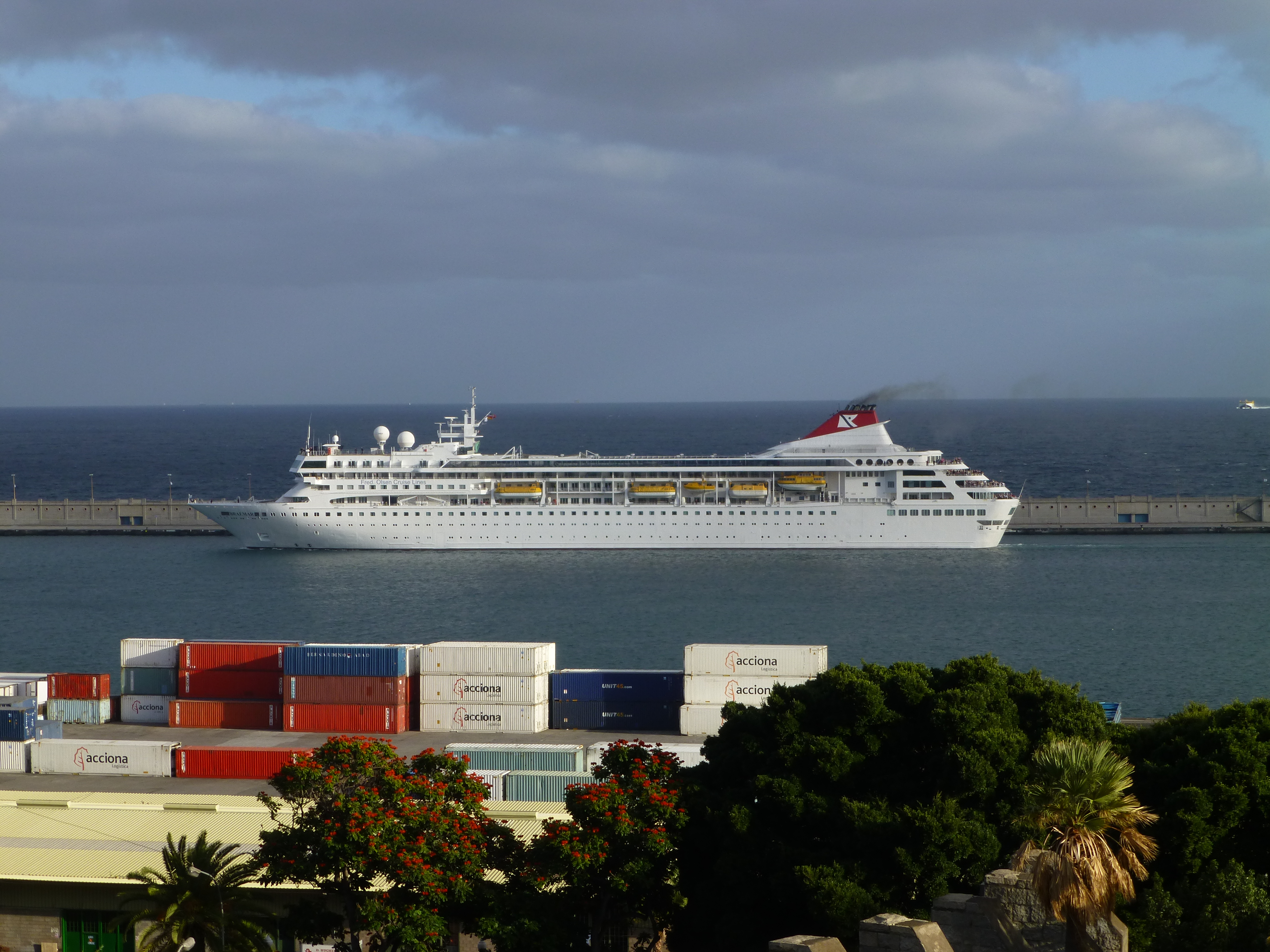
Crucero en la Dársena de Anaga del puerto de Santa Cruz de Tenerife

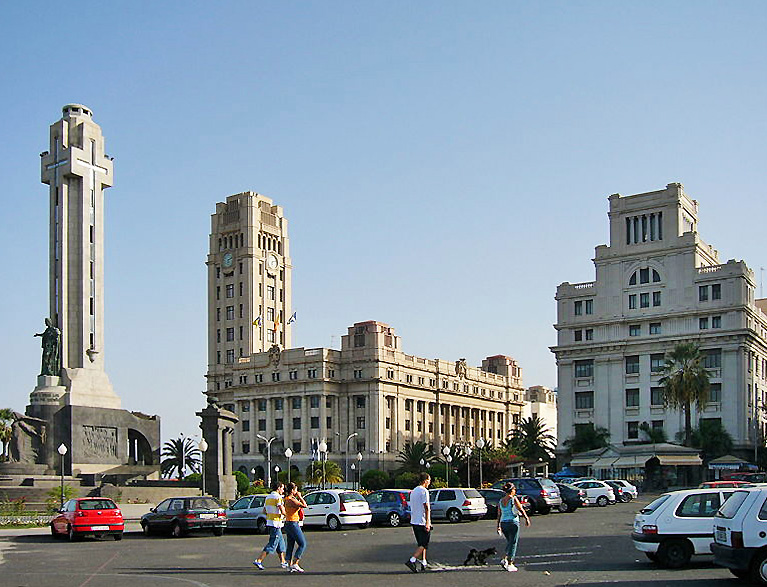
Plaza de España, antes de reformar

Básicamente de servicios y con fuerte componente de pequeña y mediana empresa. También posee industrias químicas, entre las que destaca la refinería de petróleo más antigua de España, en funcionamiento desde 1930. La Refinería de Santa Cruz de Tenerife es la industria más grande de Canarias. Es objeto de polémica por su extensión, que resta espacio para el crecimiento de la ciudad, cercada por la propia refinería, el municipio de La Laguna y el Macizo de Anaga. La nueva zona de expansión de la ciudad, en el barrio de Cabo Llanos, fue en su día parte de la propia refinería que ha ido cediendo terreno. Esta refinería suministra productos petrolíferos no solo al archipiélago canario sino también al mercado peninsular, africano y americano.
Muy relevante para la ciudad y para la isla, es su extenso puerto comercial y de pasajeros, que permite el atraque simultáneo de cinco grandes cruceros de turismo, además de numerosos buques mercantes especializados.
En 2010 fue creada la llamada Zona de Gran Afluencia Turística de Santa Cruz de Tenerife la cual engloba más de 3000 comercios y siendo el centro de la ciudad el primer territorio de Canarias que fue declarado Zona de Gran Afluencia Turística.

### Comercio
Santa Cruz de Tenerife tiene la mayor concentración de comercios de Canarias. Con una economía basada en los servicios, el comercio es muy importante en toda la ciudad. Existen zonas de especial concentración de tiendas, como las llamadas Zona Centro (calles del Castillo, San José, del Pilar, Viera y Clavijo, Teobaldo Power y aledañas), Zona Rambla (Rambla de Pulido, calle Ramón y Cajal y aledañas) y los centros comerciales y grandes almacenes ubicados en la avenida 3 de Mayo y en el barrio de Añaza.

## Servicios

### Sanidad
En Santa Cruz de Tenerife se encuentra el Hospital Universitario Nuestra Señora de Candelaria, hospital de tercer nivel fundado en el año 1966. Es el complejo hospitalario más grande de las Islas Canarias con 82 000 m cuadrados.

### Seguridad ciudadana
En Santa Cruz de Tenerife los delitos descendieron un 8,65 % y las faltas un 5,01 %.

### Militar

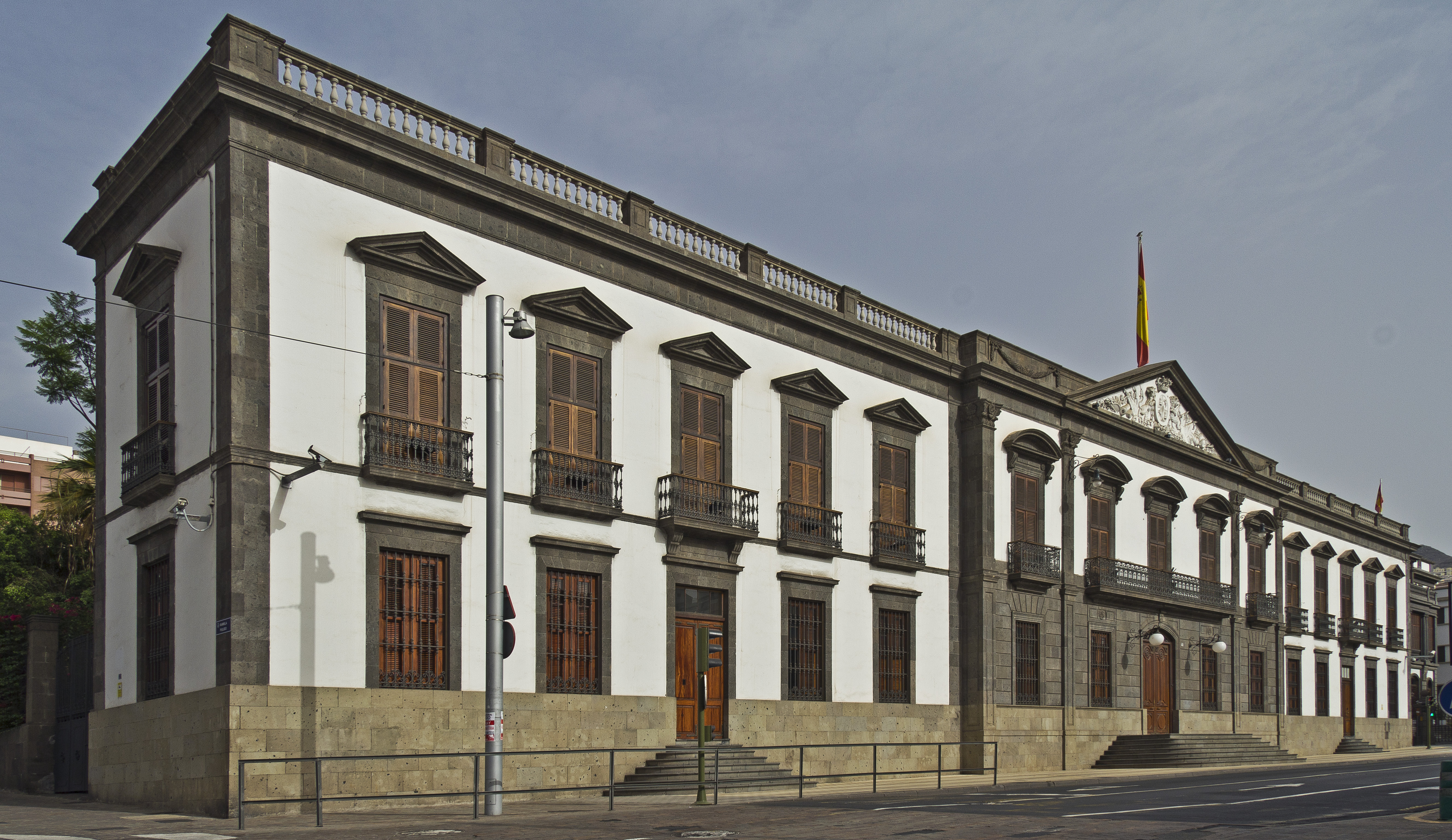
Capitanía General de Canarias

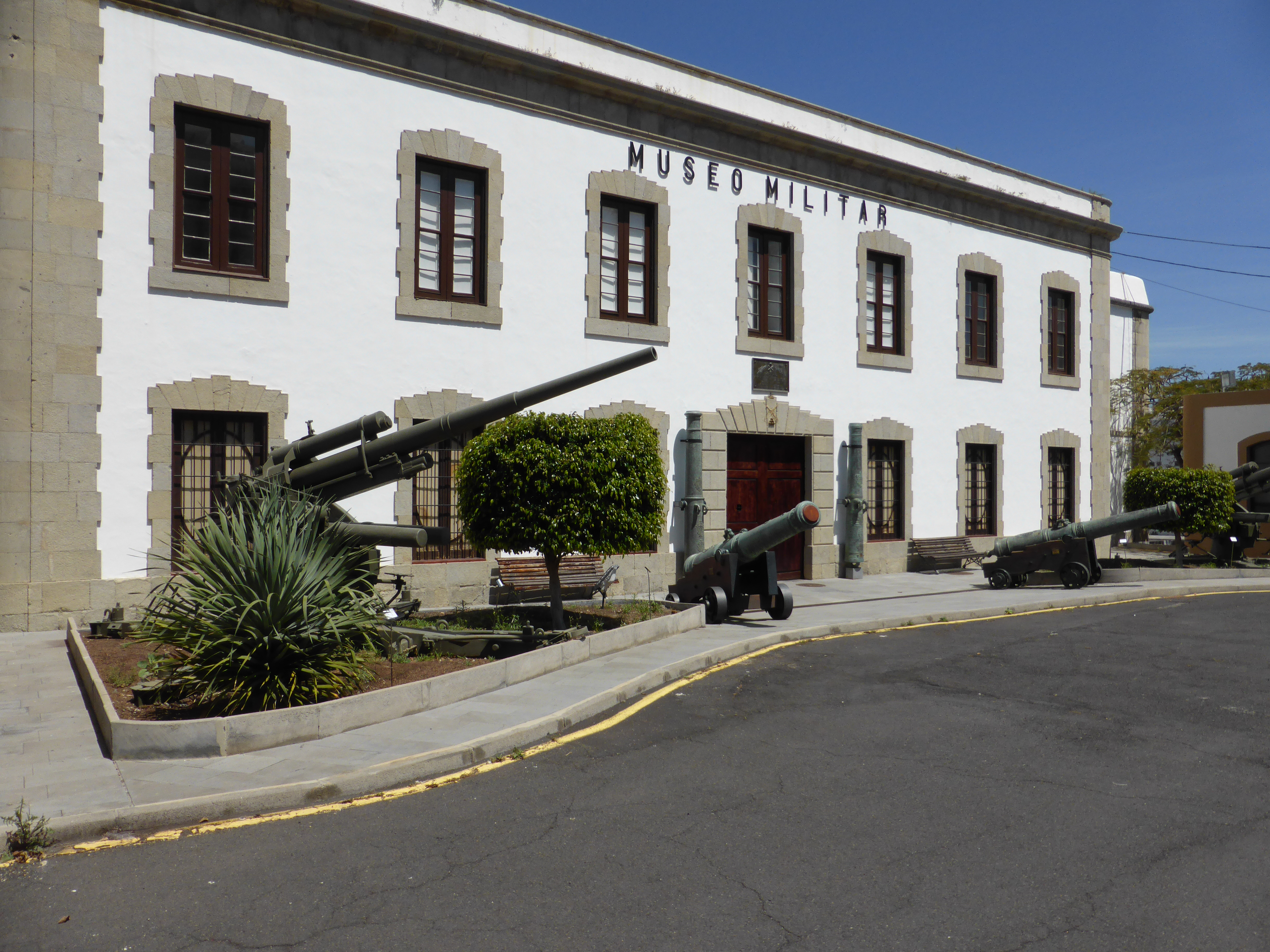
El antiguo Fuerte de Almeyda (o Almeida), es Museo Histórico Militar

En pleno centro, frente a la plaza Weyler, se encuentra el palacio de la Capitanía General de Canarias. El cargo existe desde el siglo xvi y Santa Cruz de Tenerife siempre ha sido sede de la Jefatura, bien como ciudad, bien como capital, ya que la capitalidad durante un tiempo estuvo en La Laguna. Contiene el Archivo Intermedio Militar de Canarias.
En la parte sur de Santa Cruz, en unos terrenos que Defensa cedió al Ministerio del Interior, está el Centro de Retención para inmigrantes ilegales, en instalaciones de la antigua Base Militar de Hoya Fría.

### Comunicaciones

#### Transporte público

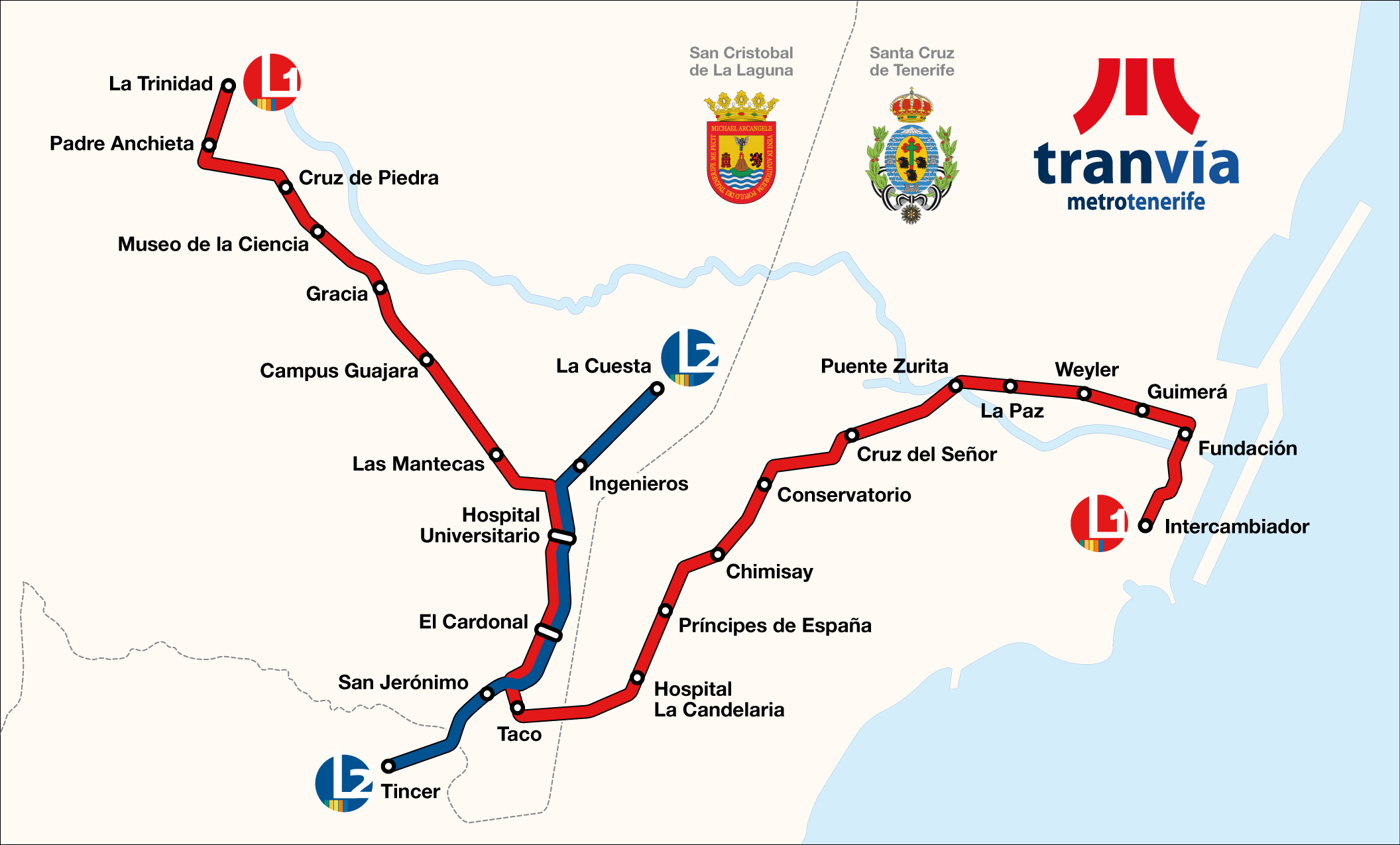
Ruta del tranvía

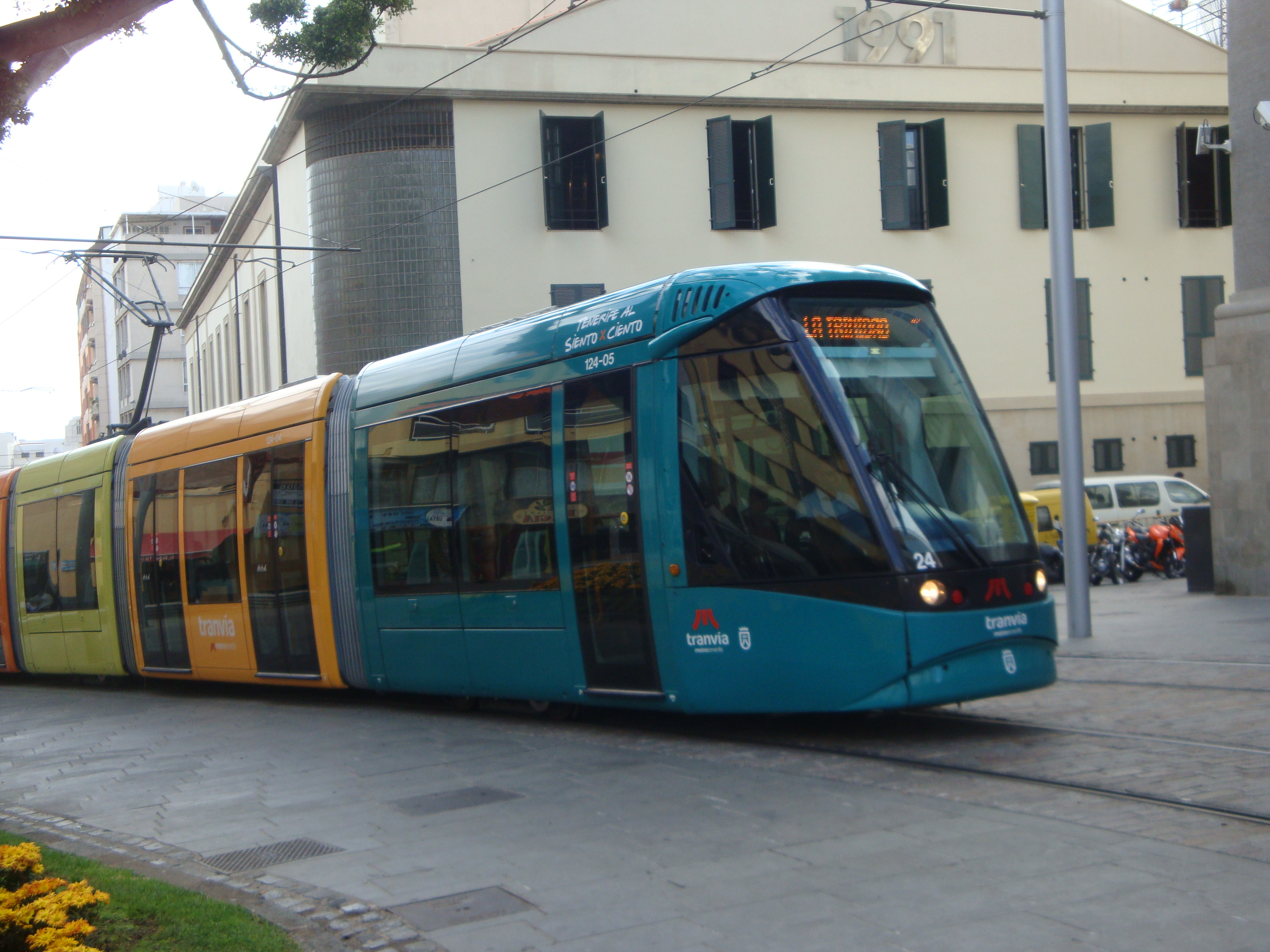
Tranvía subiendo hacia La Laguna

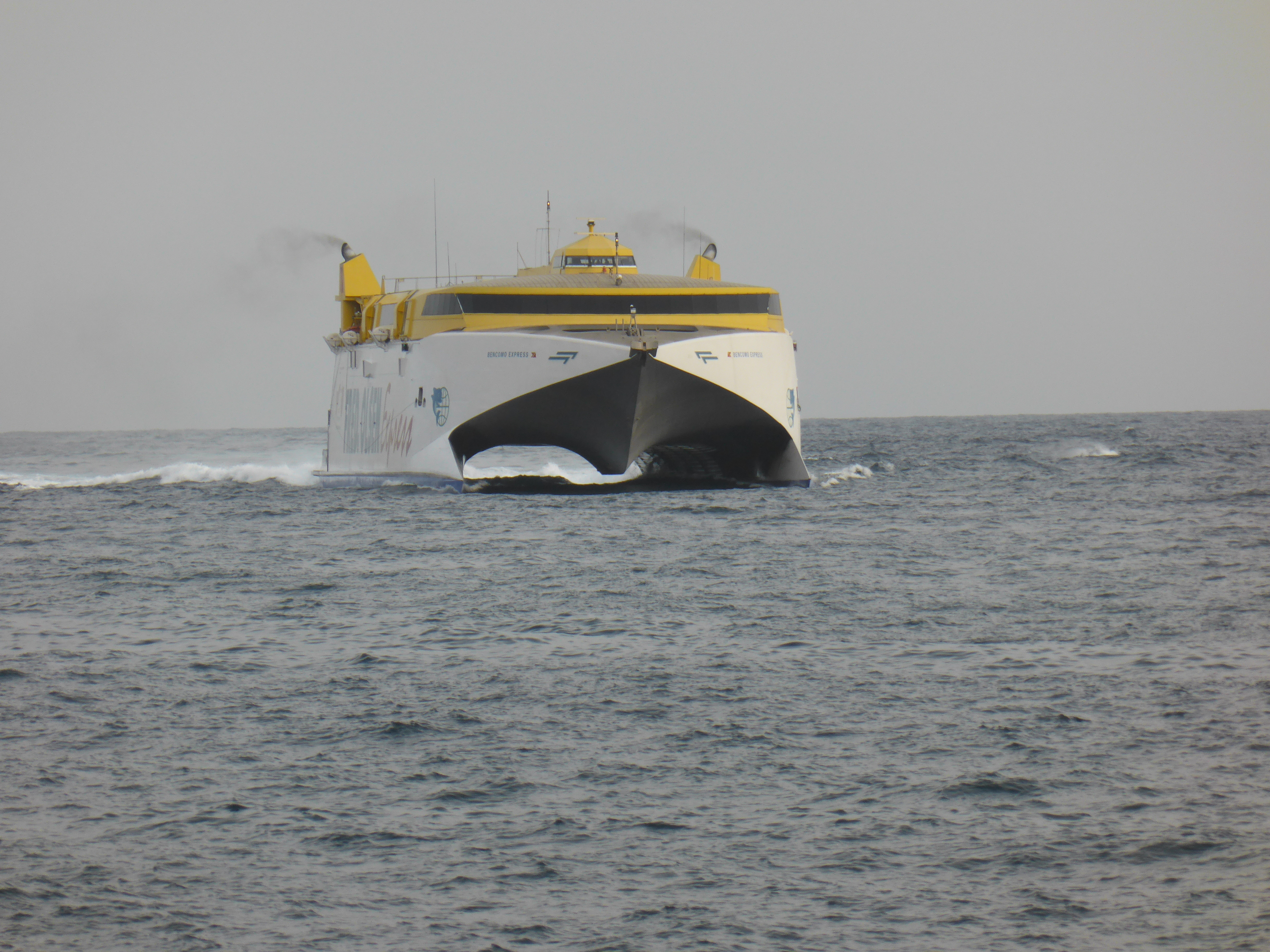
El ferry Bencomo Express es un barco catamarán rápido. En la fotografía está aproximándose al puerto de Santa Cruz de Tenerife

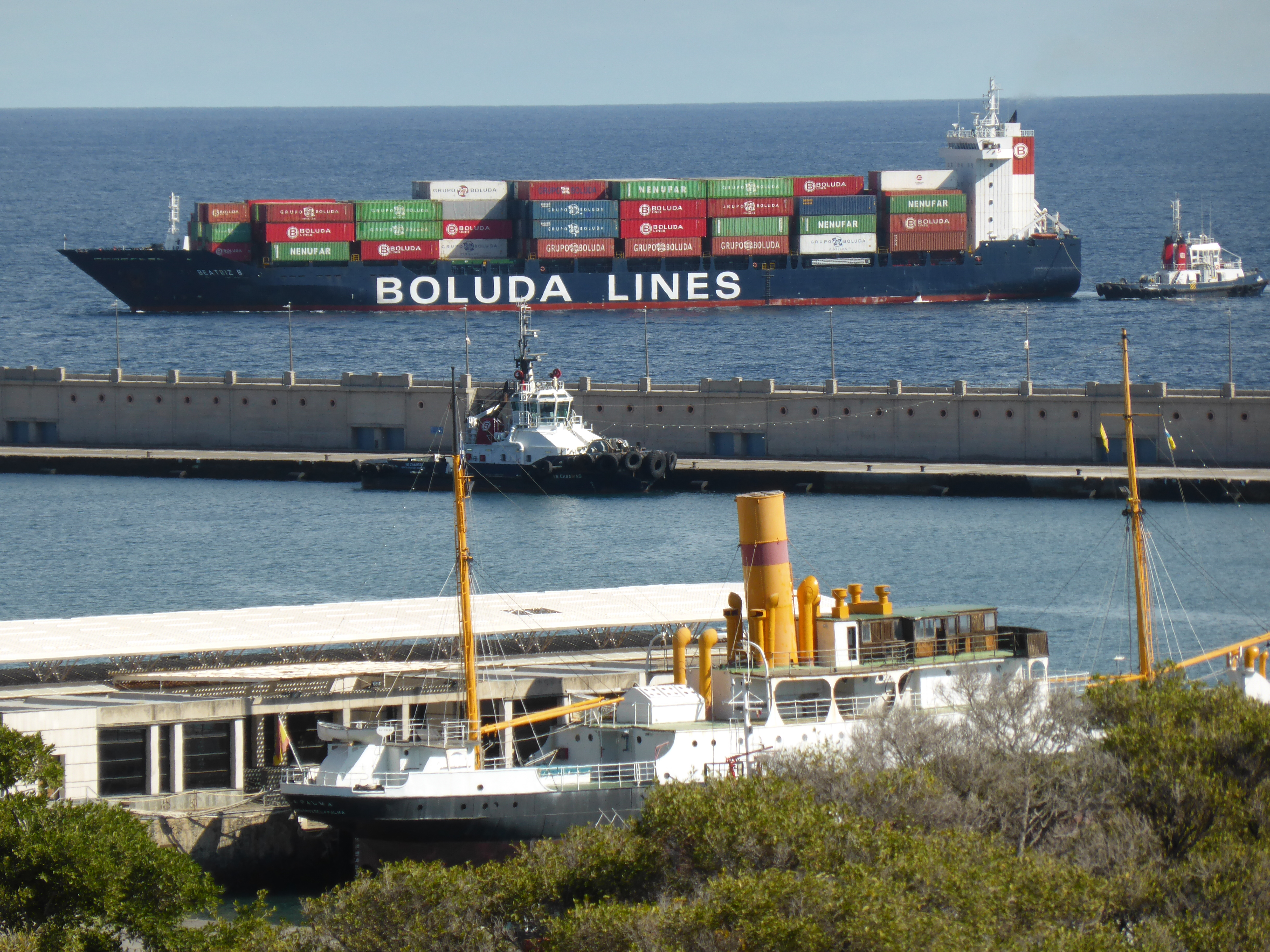
Navegando se divisa un buque portacontenedores. En primer término el correíllo La Palma, del año 1912

Santa Cruz dispone de 20 líneas urbanas de autobús —guaguas— pertenecientes al consorcio insular de transportes TITSA. Se distribuyen en 6 líneas circulares (904, 908, 913, 914, 920 y 921), 10 líneas que unen la parte baja de la ciudad con los barrios (901, 902, 903, 905, 906, 907, 911, 912, 915 y 918) y 4 que conectan el centro con los barrios costeros (909, 910, 916 y 917).
La mayoría de estas líneas tienen su punto de partida en el Intercambiador de Transportes de Santa Cruz de Tenerife, en la avenida 3 de Mayo. Desde ahí salen las guaguas que conectan la capital con el resto de la isla y los barrios de la zona metropolitana de Santa Cruz-La Laguna.
El día 2 de junio de 2007 entró en funcionamiento el Tranvía de Tenerife, que recorre en su línea 1 gran parte de la zona metropolitana de Santa Cruz. Su salida está situada en el Intercambiador junto a los juzgados de la capital. El 30 de mayo de 2009 entró en servicio la línea 2, que une el núcleo de Tíncer con La Cuesta. Las líneas 3 y 4 están en proyecto.
La comunicación marítima tiene lugar a través el Puerto de Santa Cruz de Tenerife, desde donde parten ferris a las islas orientales del archipiélago y a Cádiz. También es puerto de llegada de cruceros turísticos, en ruta por el Atlántico o procedentes del Mediterráneo. Es el segundo puerto del Estado en Canarias con mayor número de pasajeros, después del Puerto de Los Cristianos. En cuestión de mercancías destacan los buques portacontenedores, pesqueros y petroleros para proveer a la refinería de petróleos de la ciudad. Es uno de los puertos de España con mayor tráfico de mercancías y de pasajeros, disponiéndose a lo largo de unos 10 kilómetros de litoral, con cinco dársenas que cuentan con un profundo calado, uno de los mayores del país, ya que cerca de la costa se alcanzan grandes profundidades.

#### Caminos
El municipio de Santa Cruz de Tenerife posee gran parte del Macizo de Anaga, donde hay una red de caminos importantes. Todos los siguientes se encuentran dentro del término:
- Sendero PR-TF 2 de la red de senderos homologados. Empieza en Taborno y termina en el barrio de Valleseco, pasando por las elevaciones Cruz de Taborno y Pico del Inglés
- Sendero PR-TF 5 de la red de senderos homologados. Une el caserío de Chamorga con el barrio de Igueste de San Andrés, pasando por la Cumbrilla y el Lomo de las Bodegas
  - Sendero PR-TF 5.1 de la red de senderos homologados. Desde Igueste de San Andrés a El Semáforo
- Sendero PR-TF 6 de la red de senderos homologados. Circular por Chamorga, Las Palmas de Anaga y El Draguillo
  - Sendero PR-TF 6.1 de la red de senderos homologados. Variante por Montaña Tafada
  - Sendero PR-TF 6.2 de la red de senderos homologados. Playa del Roque de las Bodegas - El Draguillo - Almáciga
  - Sendero PR-TF 6.3 de la red de senderos homologados. Camino del Paso del Hediondo. Espectacular recorrido desde Almáciga hasta el camino que baja de la Cruz de El Draguillo hacia El Draguillo
- Sendero PR-TF 8 de la red de senderos homologados. Ruta circular por Afur y Taganana, pasando por el Barranco del Tamadite
- Camino de Las Lecheras, desde Barrio Nuevo (Cueva Roja) a Valle Tabares
- Camino de Abicore, de San Andrés a Taganana, por la Gollada de Abicore
- Camino Viejo de Anaga, en su tramo entre las Casas de la Cumbre y Chamorga (El Pijaral, La Ensillada, Chinobre, Anambro, Cabezo del Tejo)
- Camino de Tafada, desde Chamorga a Montaña Tafada
- Camino de Roque Bermejo, desde Chamorga a Roque Bermejo
- Camino del Cabezo del Tejo a Chamorga, pasando por la Cruz de El Draguillo
- Camino de La Costa, desde El Draguillo a Roque Bermejo, pasando por Las Palmas y el Faro de Anaga
- Camino de Palos Hincados, lleva desde Taborno al barranco del Tamadiste
- Camino de El Frontón, desde Taborno hasta el caserío de Afur
- Camino de Taborno a Las Carboneras. Enlaza Taborno con el caserío de Las Carboneras, en el municipio de San Cristóbal de La Laguna
- Camino de La Asomada. Desde la Cruz de Taborno a La Asomada, en Jardina, por el monte Aguirre
- Camino del Tomadero. Desde Cuatro Caminos, en el Cabezo del Viento, a El Tomadero, por el monte Aguirre

## Patrimonio

### Arquitectura histórica

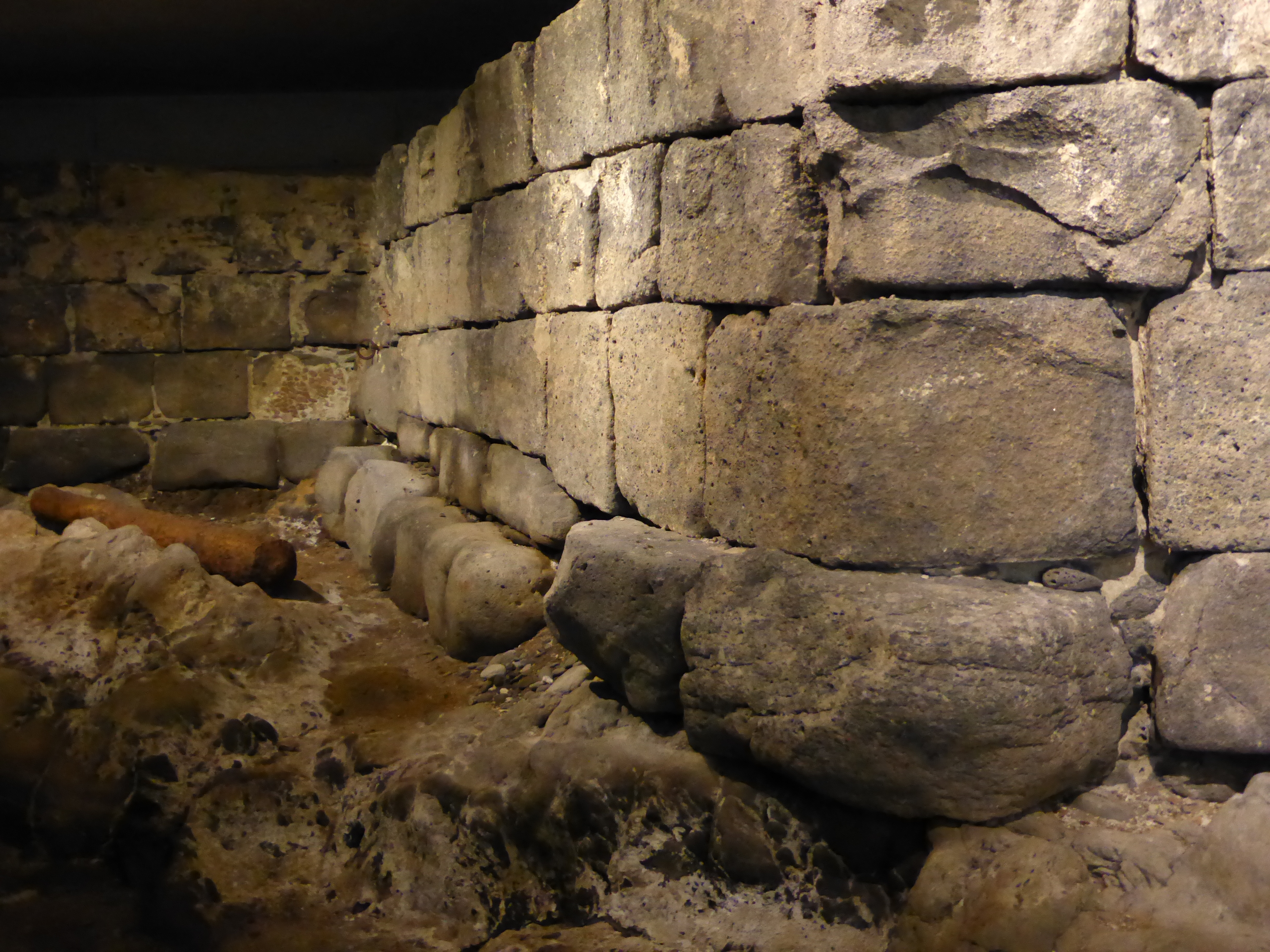
Sillares del castillo de San Cristóbal bajo la plaza de España

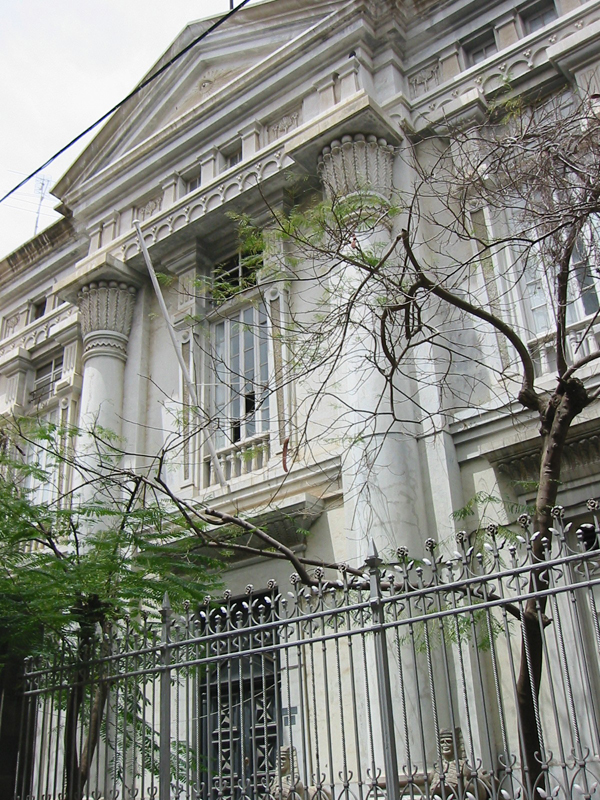
Templo Masónico de Santa Cruz de Tenerife, ejemplo del tipo en España

Canarias fue acosada entre los siglos xv y xvii por numerosos saqueos de piratas, lo cual obligó a reforzar la ciudad con construcciones defensivas. Las conservadas son:
- Castillo de San Cristóbal: fue la primera fortificación de importancia de la isla de Tenerife y el principal pilar del conjunto defensivo de la bahía de Santa Cruz. Sólo se conservan unos muros del edificio original, que se pueden ver en una galería subterránea de la plaza de España. La conocida calle del Castillo debe su nombre a esta fortaleza desaparecida.
- Castillo de San Juan Bautista: conocido popularmente como Castillo Negro por encontrarse junto a la Caleta de Negros. Fue construido en la primera mitad del siglo xvii y reconstruido en 1765. A su izquierda está el Auditorio de Tenerife, a la derecha el parque marítimo César Manrique y enfrente las torres de Santa Cruz. Es un fuerte costero artillado de planta circular. Es el mejor conservado de la isla y Patrimonio Histórico Español.
- Torre de San Andrés: ayudó a defender la isla de ataques piráticos. Fue arruinado por varias avenidas del barranco próximo. En 1949 es declarado como Patrimonio Histórico Español y en 1999 Bien de Interés Cultural de Canarias (BIC).
- Fuerte de Almeyda: era una gran fortaleza defensiva de Santa Cruz, de mediados del siglo xix, con más de 40 cañones. Es sede del Museo Histórico Militar de Canarias.

Los edificios religiosos más importantes son:
- Iglesia matriz de la Concepción: edificada sobre la primera ermita que construyeron los conquistadores españoles tras el desembarco en las costas de Santa Cruz de Tenerife. Es el principal templo de la ciudad, razón por la cual es llamada Catedral de Santa Cruz por muchos santacruceros.[74] Es una muestra del barroco canario y en ella se encuentra resguardada la cruz fundacional que clavó Alonso Fernández de Lugo tras desembarcar en la isla. En esta iglesia se encuentra también la imagen del patrón de la ciudad, Santiago Apóstol y de otras imágenes de gran devoción en la ciudad, como la Virgen de la Esperanza Macarena de Santa Cruz de Tenerife.
- Iglesia de San Francisco de Asís: una de las iglesias más conocidas y más antiguas de la ciudad, de hecho está considerada como la segunda parroquia más importante de la ciudad, tras La Concepción. En esta iglesia se encuentra la famosa imagen del Señor de las Tribulaciones, imagen de mucha devoción en la ciudad y declarado como Señor de Santa Cruz.
- Iglesia de la Virgen del Pilar: está situada en la confluencia de la calle del Pilar y la calle de San Lucas en el barrio del Toscal.
- Iglesia de San José: se encuentra en la calle de Méndez Núñez, junto a la Rambla de Santa Cruz, destacando su fachada con dos torres campanario. Es uno de los templos más representativos entre los construidos a mediados del siglo xx. Su exterior es del estilo arquitectónico neocanario.
- Templo Masónico de Santa Cruz de Tenerife: fue sede de la logia Añaza, la más importante de Canarias. Está considerado como el más bello ejemplo de templo masónico en España,[75] y fue el mayor centro masónico del país hasta la ocupación por los militares del régimen franquista.[62]

Otros edificios:
El estilo neoclásico se ve representado principalmente en edificios oficiales, como la antigua Capitanía General, el Parlamento de Canarias o el citado Templo Masónico.
También sobresale la arquitectura modernista, ejemplos de la cual son las edificaciones existentes en torno a la plaza de los Patos y Las Ramblas. Las más distinguidas son la antigua fábrica de tabaco La Lucha y la de El Águila, obras del arquitecto Domingo Pisaca.
La arquitectura posterior a la Guerra Civil denota poderío en sus dimensiones, lo que se manifiesta en el edificio del Gobierno Civil, La Recova —Mercado de Nuestra Señora de África— o el Palacio Insular, sede del Cabildo de Tenerife.

### Nueva arquitectura y urbanismo

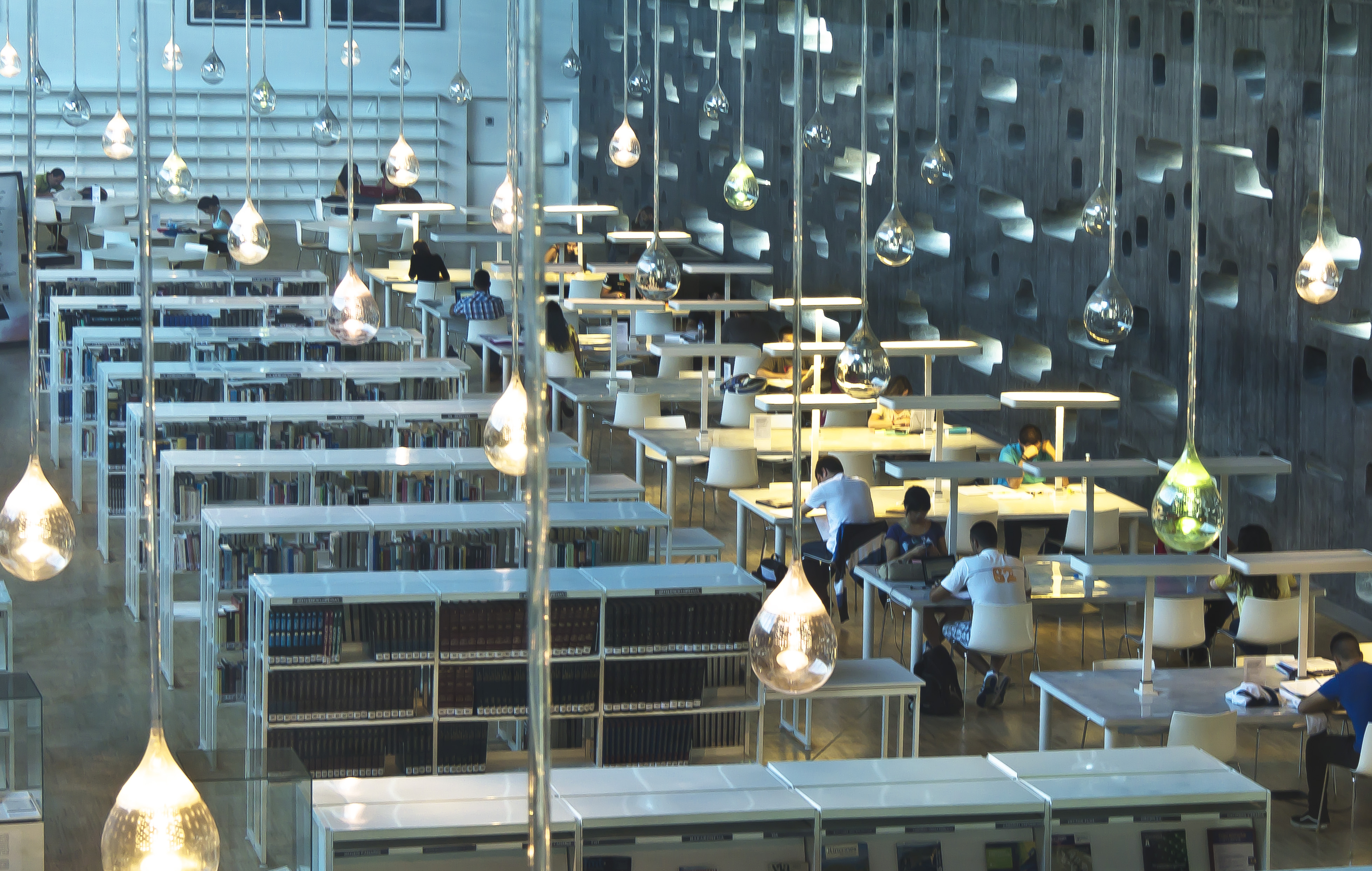
Biblioteca Municipal Central, TEA

El crecimiento de la ciudad se ha producido, en los últimos años, fundamentalmente en los barrios de El Cabo y Los Llanos. En esta zona se han concentrado los nuevos edificios oficiales, como el Palacio de Justicia, el edificio de Usos Múltiples II, la Presidencia del Gobierno, el Intercambiador de Transportes de Santa Cruz de Tenerife o el Auditorio de Tenerife. Arquitectos de talla internacional han aportado interesantes obras a la ciudad: Santiago Calatrava (Auditorio de Tenerife y Centro Internacional de Ferias y Congresos de Tenerife, cuya Gran Nave es el mayor espacio cubierto de Canarias), o Herzog & de Meuron (remodelación de la plaza de España y el TEA - Tenerife Espacio de las Artes).
Destacan también por su diseño la Sede de CajaCanarias, la Sede Central de Cajasiete, o las Torres de Santa Cruz, los rascacielos más altos de Canarias y que hasta 2010 fueron los edificios residenciales más altos de España, actualmente ocupan el sexto lugar en esta última categoría. Las Torres de Santa Cruz son además las torres gemelas más altas de España. También en la ciudad de Santa Cruz hay un edificio conocido simplemente como El Rascacielos, que fue el más alto de la ciudad hasta la construcción de las Torres de Santa Cruz.
El edificio del Auditorio de Tenerife, situado junto al puerto de Santa Cruz, es uno de los edificios emblemáticos de la arquitectura española contemporánea.

### Parques

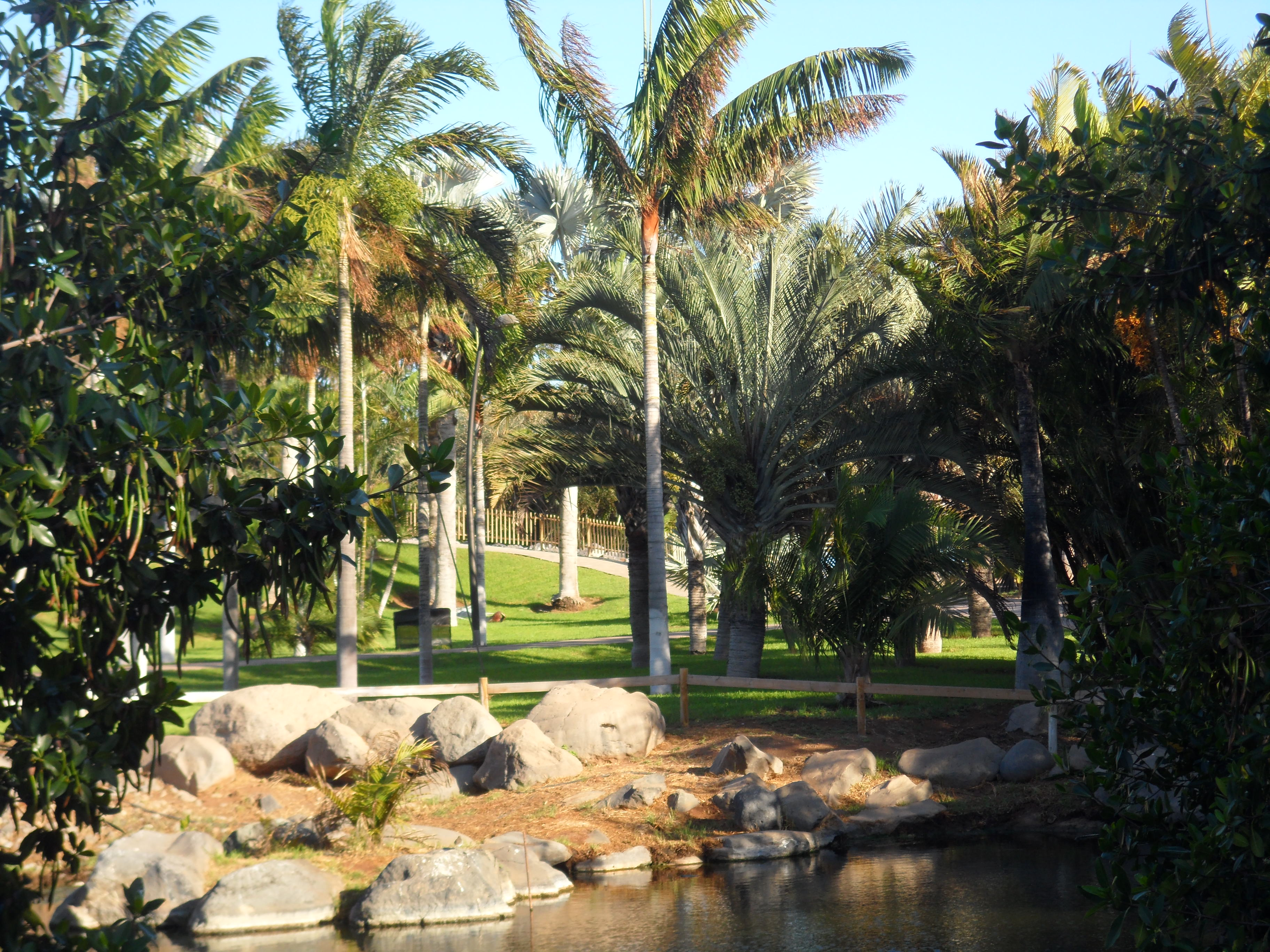
Palmetum de Santa Cruz

Santa Cruz de Tenerife es la ciudad canaria que mayor cantidad de zonas verdes tiene. Los parques más importantes son:
- Parque García Sanabria: construido en 1926, y reabierto en 2006 tras 18 meses de obras, tiene una extensión de 67 000 m², lo que lo convierte en el mayor parque urbano de la ciudad. En su interior se encuentra el tradicional reloj de flores, regalo del cónsul de Dinamarca y fabricado en Suiza en 1958, punto de encuentro de muchos chicharreros así como un busto del alcalde y un homenaje a la maternidad en la zona central. Además gracias a la I Exposición Internacional de Escultura en la Calle del año 1973-1974 se pueden contemplar en el propio parque obras de artistas tan importantes como Pablo Serrano, Amadeo Gabino, Óscar Domínguez o Gustavo Torner. Es el parque urbano más grande de Canarias.
- Parque de La Granja: construido en 1969, donde se encuentra la Casa de la Cultura. Habitual enclave para deportes y descanso.
- Parque Cultural Viera y Clavijo: antiguo recinto de un colegio femenino, actualmente cerrado por remodelación. En el edificio interior existe un espacio para las artes escénicas.
- Palmetum de Santa Cruz de Tenerife. Es un jardín botánico de 12 hectáreas de extensión dedicado a las palmeras. Dividido en secciones biogeográficas, alberga una colección de gran valor, con varias especies en peligro crítico de extinción. Cuenta además con un museo etnográfico que aún no está abierto.

### Plazas

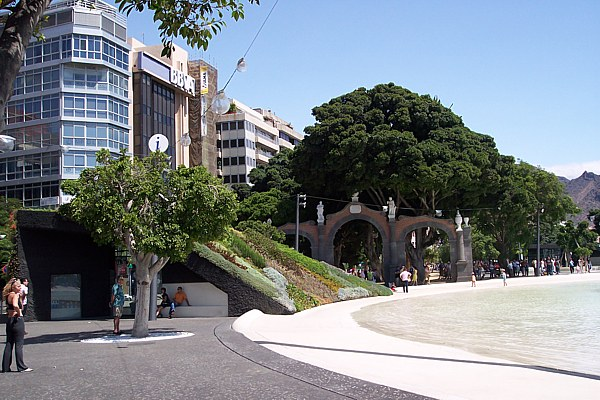
Plaza de España

Las plazas son puntos de reunión fundamentales de la ciudad. Destacan:
- Plaza de España: conforma un todo con su entorno (Alameda del Duque de Santa Elena, avenida de Anaga, etc.). Herzog & de Meuron se encargó de su diseño que ocupa 36 160 m² y que alberga un lago con fuentes emergentes y de caudal variable, un gran parque, los llamados pabellones (restaurantes, cafeterías, kioscos, información, accesos a subterráneos, tiendas, bares...) y zona de nuevos aparcamientos (existen ya actualmente unos subterráneos). Durante su remodelación se reencontró el antiguo Castillo de San Cristóbal, que data de 1575 y que obtuvo en aquellos años la aprobación del célebre ingeniero militar Leonardo Torriani.
- Plaza de Isabel II: posee una fuente neoclásica de orden toscano, diseñada por Pedro Maffiotte y realizada en cantería azul. Ésta fue construida a finales de 1844, con el comienzo del reinado de Isabel II al ser declarada mayor de edad. La fuente posee cinco caños en forma de cabeza de león. Destaca en la esquina con la calle La Marina el edificio Núñez (1932), diseñado por José Blasco, como importante ejemplo del racionalismo en Tenerife. Fue el primer edificio de la ciudad construido mediante estructura metálica y en el que se utilizaron bóvedas curvas prefabricadas en los forjados.
- Plaza de la Candelaria: situada frente a la plaza de España, en su perímetro se encuentran edificios emblemáticos como el Palacio de Carta, el Casino de Santa Cruz, la Cámara de Comercio o el moderno edificio Olympo. En la segunda mitad del siglo XVI se empezó a construir la primera plaza de Santa Cruz de Tenerife frente al castillo de San Cristóbal que se denominaría plaza de la Pila y que se corresponde con la actual plaza de La Candelaria. También se llamó plaza de la Constitución.
- Plaza Weyler: plaza de 3600 m². Representa los antiguos jardines del palacio de la Capitanía General de Canarias, cedidos al ayuntamiento siempre y cuando primase el uso público de la parcela que hoy ocupa. En su centro se sitúa una fuente de mármol genovés de estilo renacentista obra de Achille Canessa.

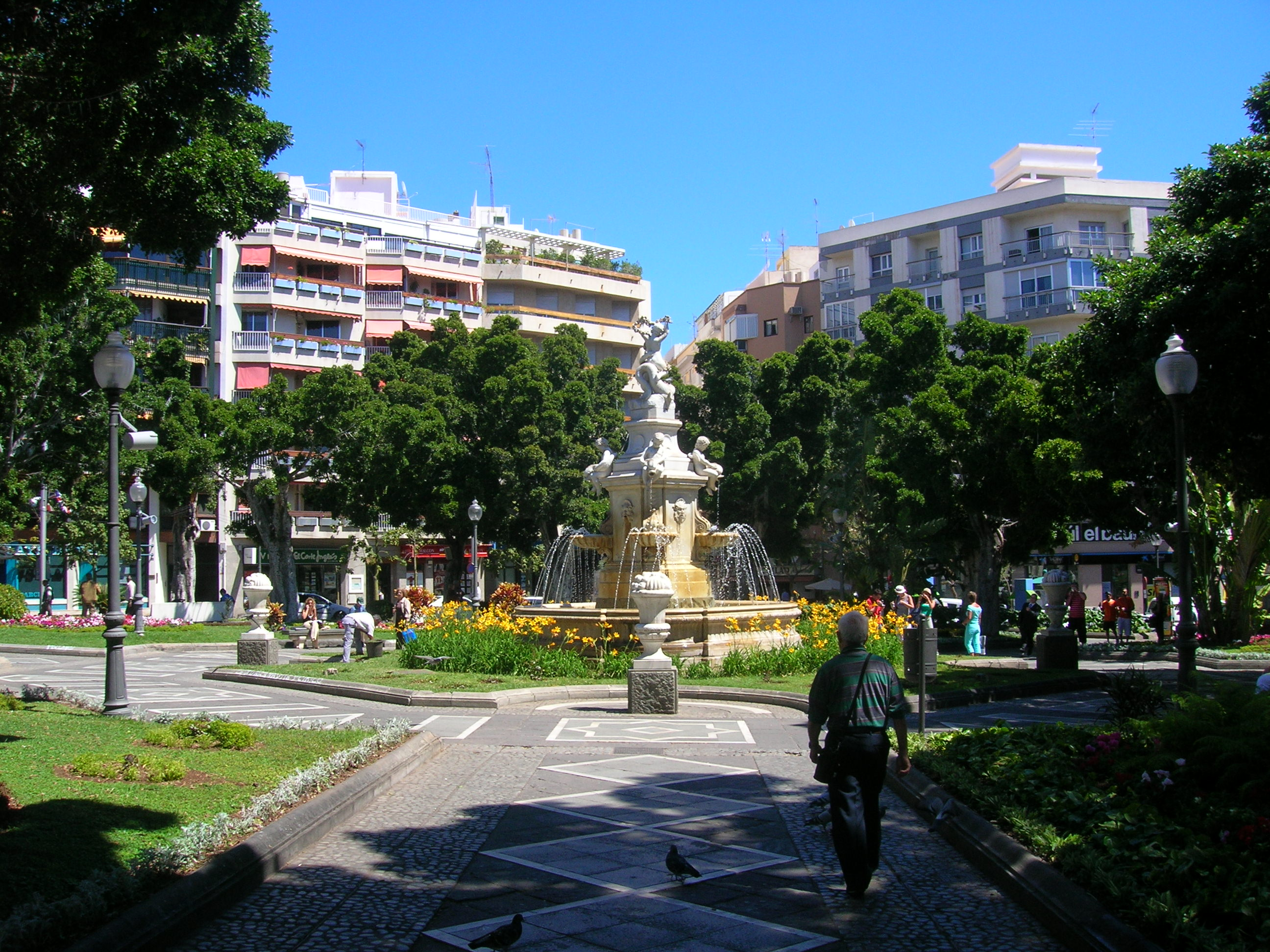
Plaza Weyler

- Plaza del Príncipe de Asturias: popularmente conocida como plaza del Príncipe. Ocupa el espacio de las antiguas huertas del convento de San Francisco.
- Plaza de Europa: es una de las principales plazas del centro de Santa Cruz de Tenerife, junto a ella se encuentran algunos edificios emblemáticos como el Museo de la Naturaleza y el Hombre y la iglesia de la Concepción.
- Plaza de 25 de Julio: popularmente conocida como la plaza de los Patos.
- Plaza de la Paz: ubicada en la confluencia de las ramblas de Pulido y de Santa Cruz y las avenidas Islas Canarias y Asuncionistas. Es un lugar de encuentro para muchos ciudadanos ya que es el enclave elegido por los aficionados del Club Deportivo Tenerife para sus celebraciones y, cabecera de muchas manifestaciones o reivindicaciones sociales que se organizan en la isla.
- Plaza del Chicharro: en ella se encuentra el símbolo alegórico de la ciudad la escultura de El Chicharro.

### Escultura urbana

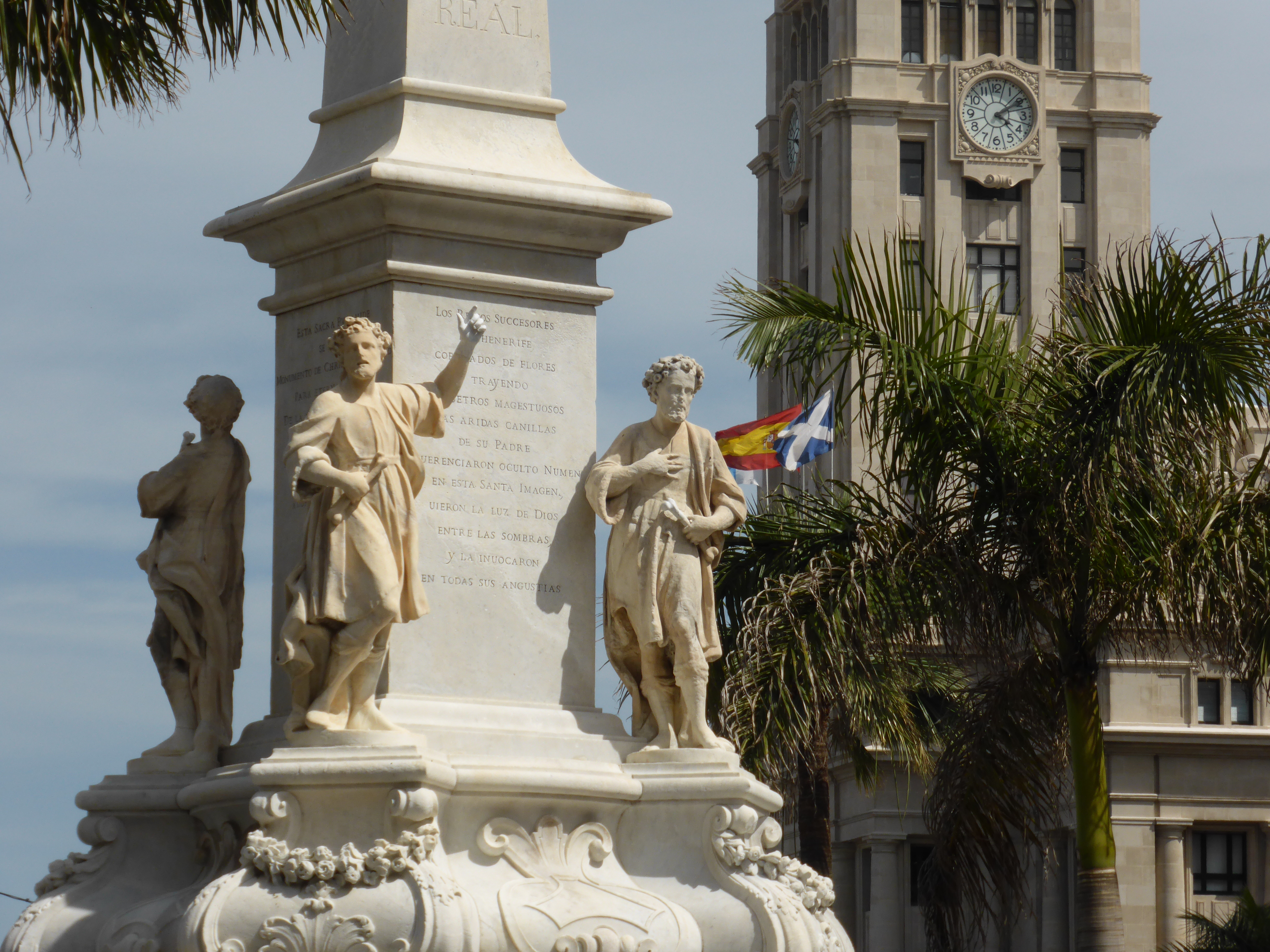
Esculturas de los guanches, en el Triunfo de la Candelaria. Y torre del reloj del Cabildo Insular de Tenerife

Un rasgo característico y uno de los grandes atractivos de la ciudad son las numerosas piezas escultóricas, visibles tanto en sus plazas como en sus paseos; así, destacan la Fecundidad del parque García Sanabria o Arbórea, estatua que rememora una sabina retorcida por el viento.
Pero sin duda el conjunto de las Exposiciones Internacionales de Escultura al Aire Libre de Santa Cruz de Tenerife de 1973 y 1994 es el más importante. Se sitúa a lo largo de Las Ramblas; el parque García Sanabria y parque Viera y Clavijo (antiguo colegio de Las Asuncionistas), y contiene obras de artistas como Henry Moore, Andreu Alfaro, Martín Chirino, Joan Miró y Óscar Domínguez, entre otros.
Entre los grandes conjuntos escultóricos presentes en la ciudad destaca el Monumento del Ángel, dedicado a Franco en 1966. La fuente representa a un ángel volando con las alas extendidas. Sobre su espalda se encuentra una imagen alegórica de Franco que sostiene una espada en forma de cruz. Está situado al final de la Rambla de Santa Cruz, esquina con la avenida de Anaga.
Otro gran monumento escultórico presente en la ciudad es el Triunfo de la Candelaria, cuya estatua representa a la Patrona de Canarias, la Virgen de Candelaria, colocada en la cima de una pilastra piramidal. También es conocido como Obelisco de la Candelaria. Fue donado en su día por Bartolomé Montañez. El monumento, de mármol esculpido en Génova (Italia), por Pasquale Bocciardo en 1768, tiene también cuatro estatuas de mármol que representan a otros tantos guanches, que custodian la imagen de la Virgen de la Candelaria.
En 2021 se instaló definitivamente en la plaza de España de la ciudad la escultura del artista vasco Julio Nieto, conocida como Lo llevo bien. Se trata de una pieza de acero inoxidable de cinco metros de altura y 450 kilos de peso con la apariencia de un hombre en forma de árbol que simboliza «el optimismo del ser humano, que a pesar de todos sus pensamientos, lo lleva bien».

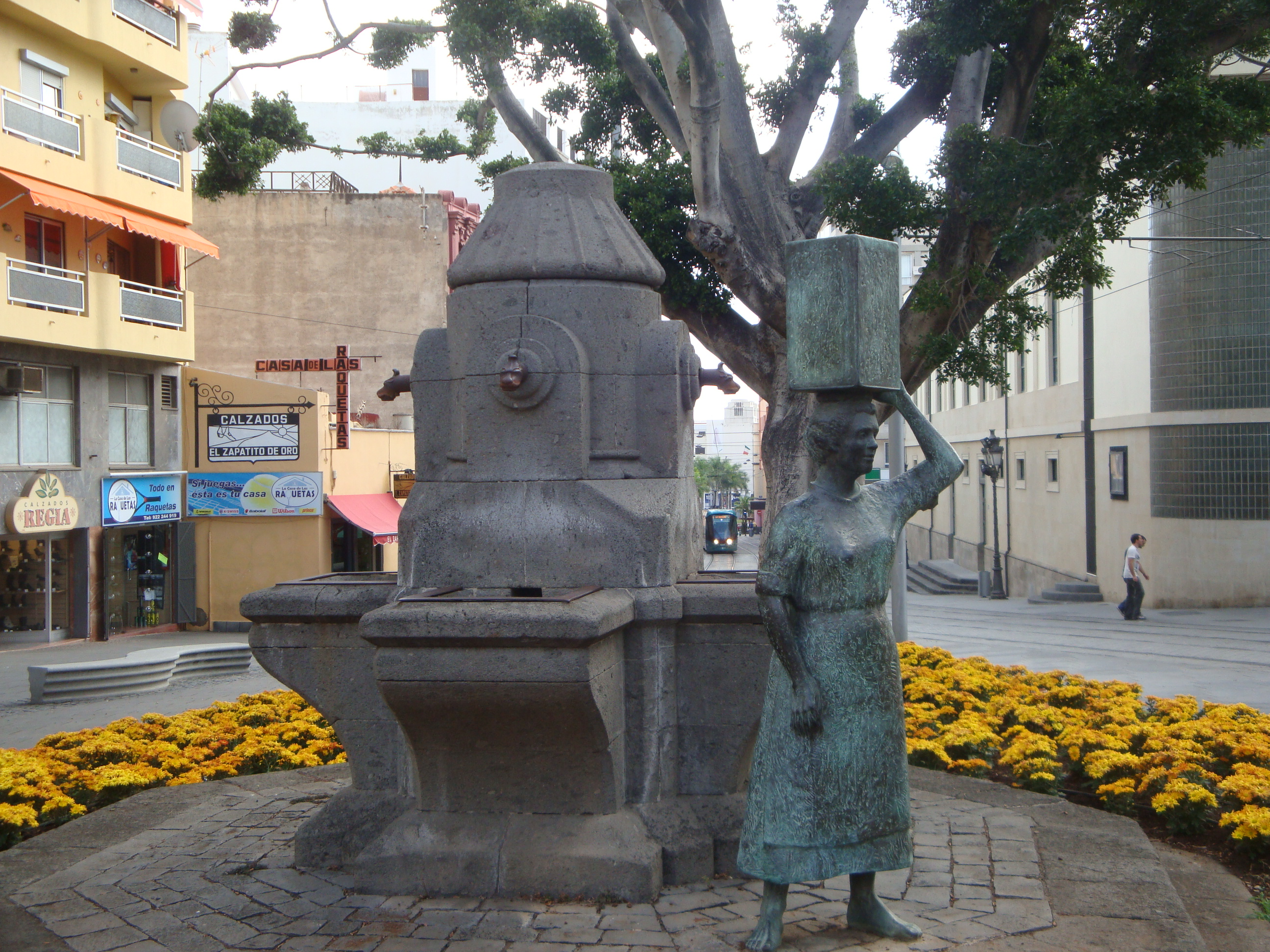
Antigua fuente y nuevo monumento a la mujer tinerfeña
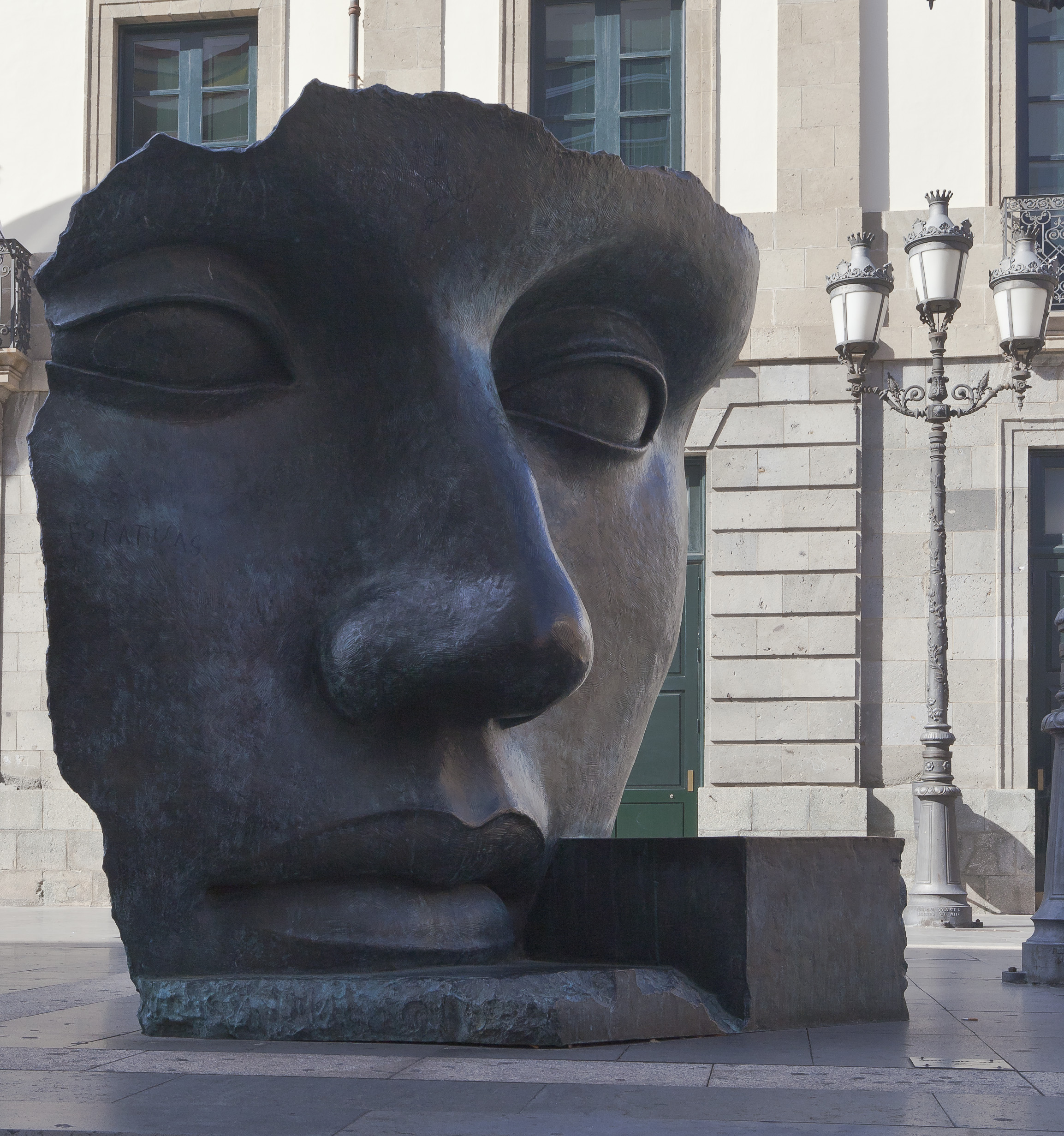
Per Adriano, (1993), escultura de Igor Mitoraj localizada frente al Teatro Guimerá
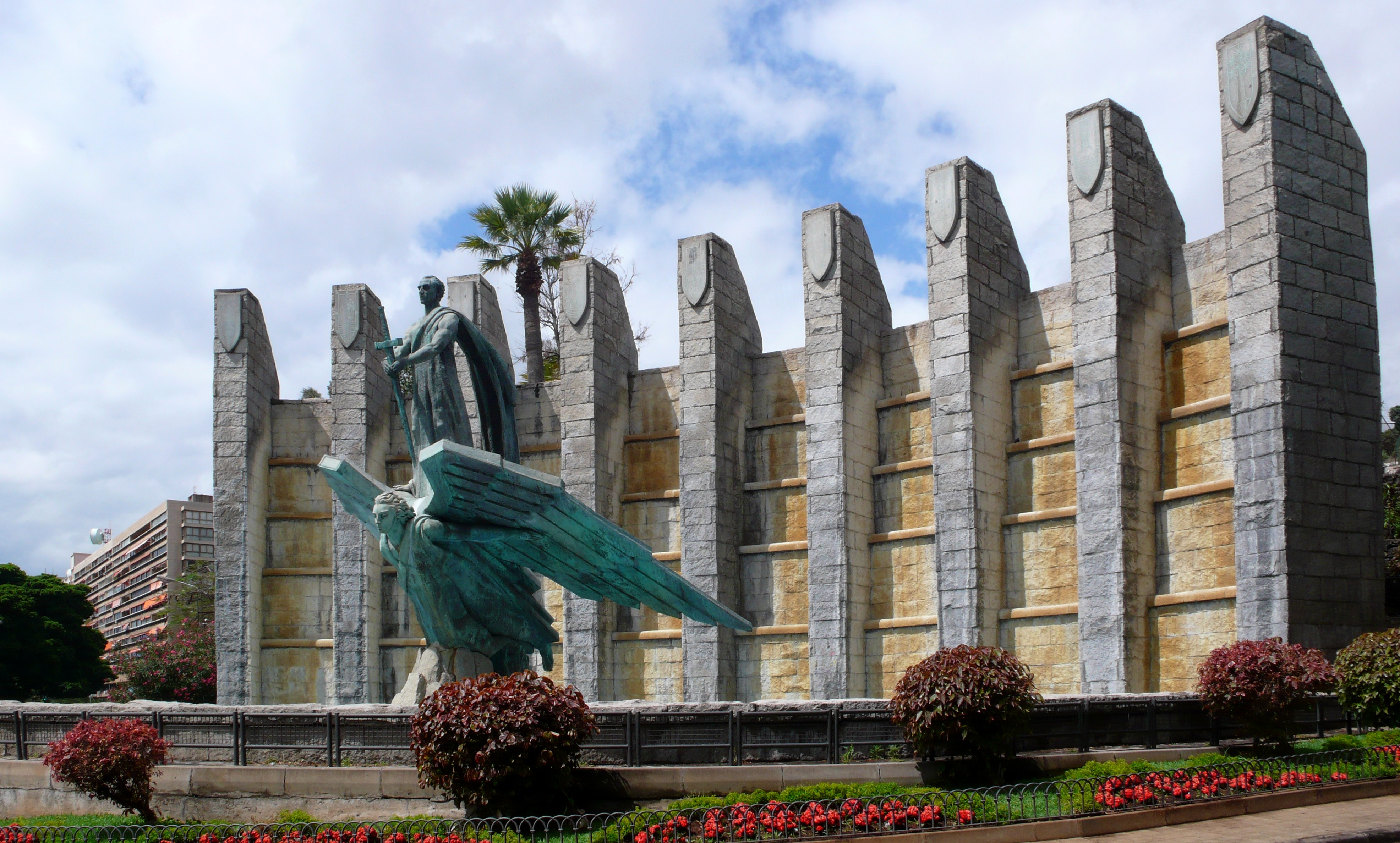
Monumento del Ángel, inaugurado en 1966, obra de Juan de Ávalos
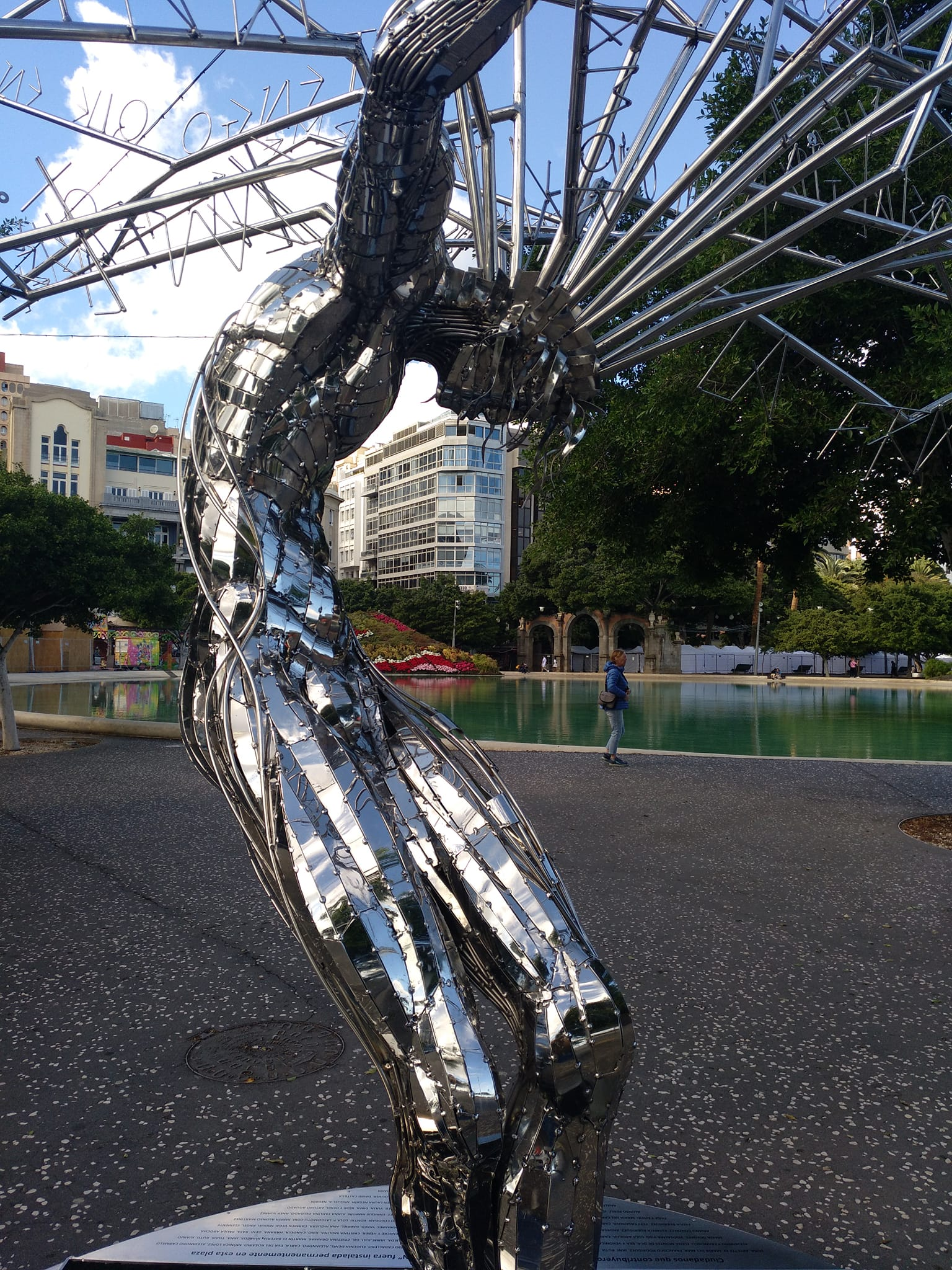
Lo llevo bien, escultura de Julio Nieto (2014) ubicada en la plaza de España
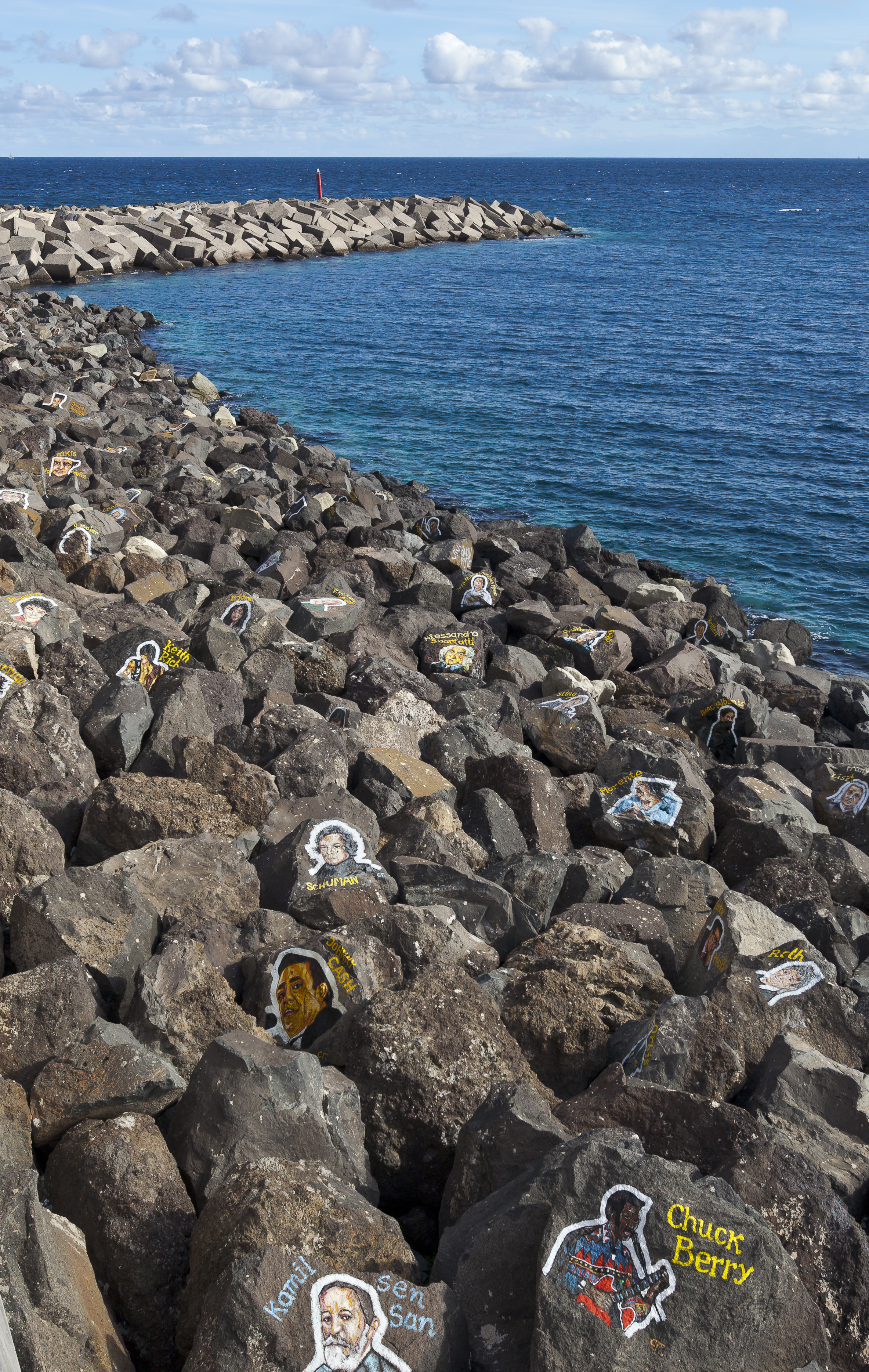
100 Caras del Auditorio de Tenerife

## Cultura

### Instalaciones culturales

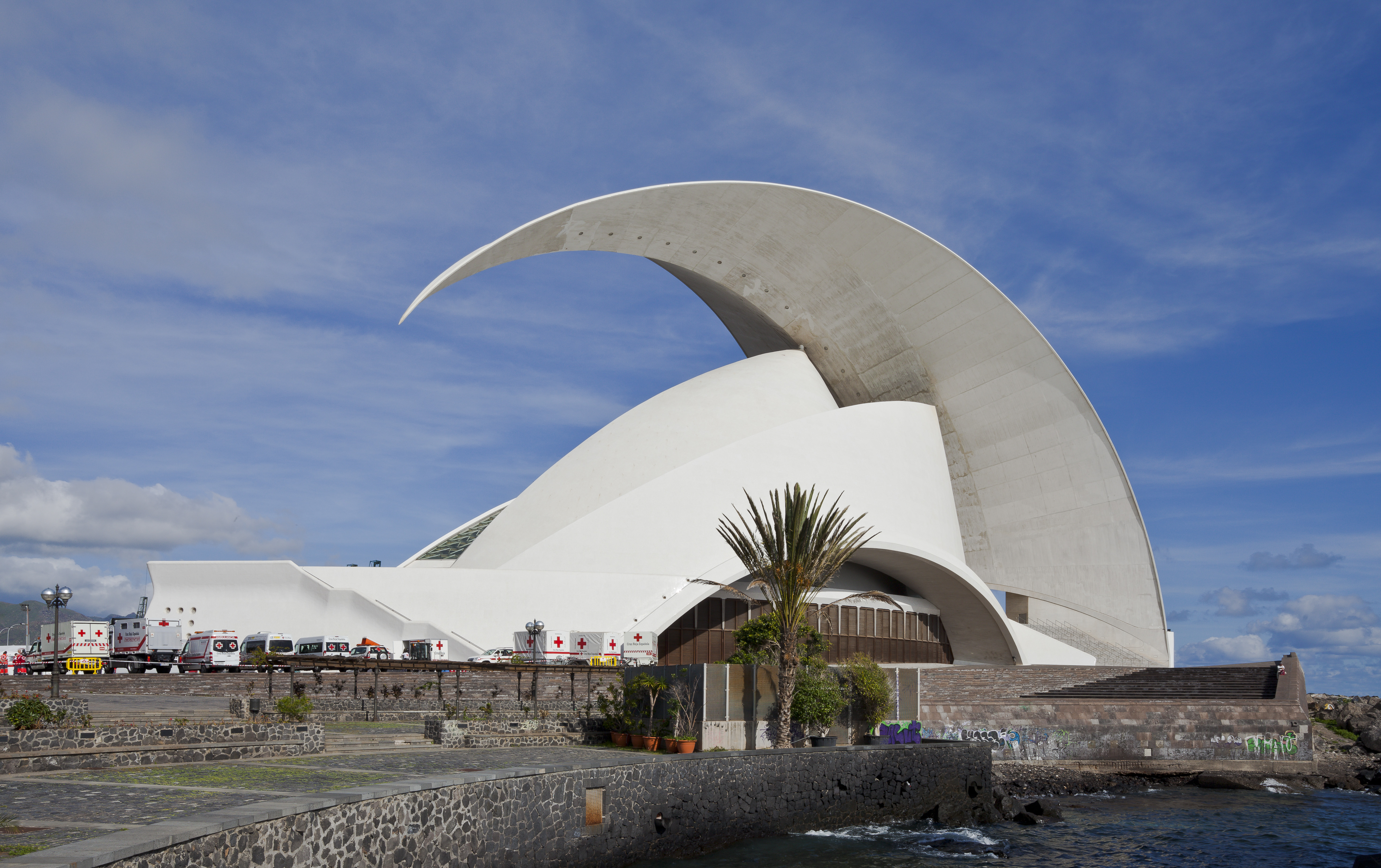
Auditorio de Tenerife, símbolo de la ciudad y uno de los edificios más importantes de la arquitectura española contemporánea

- Museo Histórico Militar de Canarias: ubicado en el Fuerte de Almeyda. Gracias a sus fondos de cartografía histórica, es un importante centro de investigación. Destaca también por su amplia variedad de armamentos, entre los que cabe destacar cañones de bronce protagonistas de las jornadas del ataque de Nelson contra Santa Cruz, en 1797. El visitante también puede contemplar algunas armas de la época de la Conquista de Tenerife. En el exterior pueden verse estacionados vehículos militares del siglo xx, como un camión Henschel del Ejército de Tierra, tanques, blindados, o un par de helicópteros.
- Auditorio de Tenerife Adán Martín: obra del arquitecto español Santiago Calatrava, está considerado por algunos autores como el mejor edificio moderno de Canarias y uno de los edificios más emblemáticos de la arquitectura española.[79] El Auditorio de Tenerife se alza al noreste del parque marítimo. La construcción posee dos salas, una de cámara y otra sinfónica y en el hall del mismo, se ha abierto al público una cafetería. El edificio es sede de la Orquesta Sinfónica de Tenerife y en él se celebra, entre otros actos, el Festival de Ópera de Tenerife, el Festival de Música Clásica de Canarias y la entrega de los premios Cadena Dial. De su estructura destaca el ala que lo cubre.
- Teatro Guimerá: inaugurado el 25 de julio de 1851. Gran edificio decimonónico situado en la céntrica calle de Ángel Guimerá, es, hoy en día, el teatro más antiguo de Canarias.[80]
- Teatro Cine Víctor: El Teatro Cine Víctor, construido por el arquitecto José Enrique Marrero Regalado e inaugurado el 22 de abril de 1954 con la proyección de la película musical británica Los cuentos de Hoffman.
- Museo de Bellas Artes de Santa Cruz de Tenerife: Este museo cuenta, además de con un fondo propio, con un depósito de obras del Museo del Prado de Madrid. Sobresalen cuadros de artistas como Pieter Coecke, Ribera, Madrazo, o Sorolla. Como fondo fijo, una amplia muestra de artistas canarios como Gaspar de Quevedo, Cristóbal Hernández de Quintana, Juan de Miranda y González Méndez, entre otros. Destaca el llamado Tríptico de Nava y Grimón, pintura flamenca fechada en 1546 y atribuida (la tabla central), a Pieter Coecke.
- Museo de la Naturaleza y el Hombre: Historia, a través de fotos y objetos, de los guanches. También hay una sala en la que se explica la formación de las Islas Canarias.[81] Entre los hallazgos arqueológicos que aquí se muestran varias momias guanches, incluyendo también dos fetos momificados. También hay una gran cantidad de cráneos guanches y reproducciones de objetos de África y de la América precolombina entre otras muchas muestras. Es un museo de fama internacional pues ha participado en reuniones internacionales sobre arqueología.

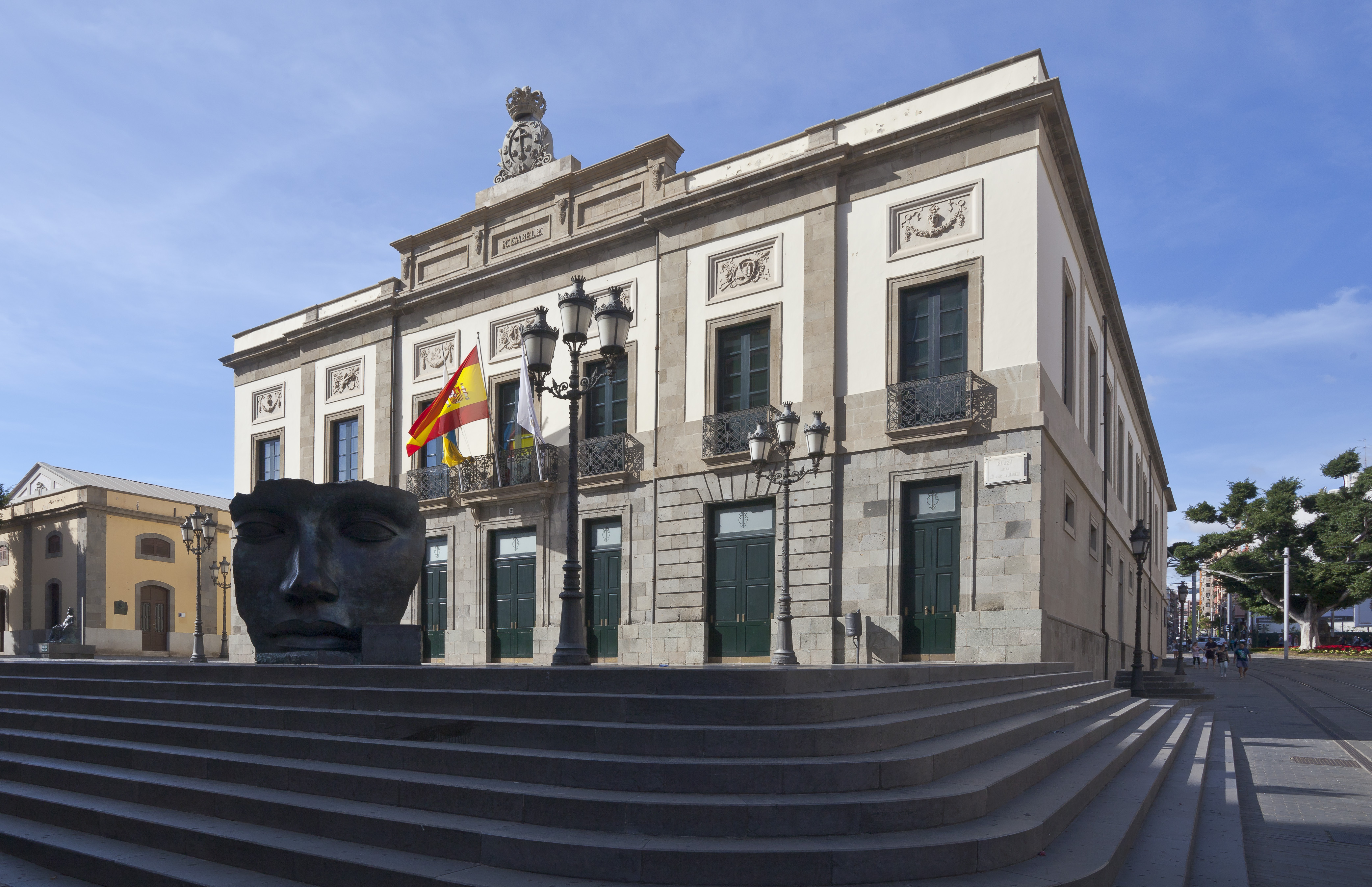
Teatro Guimerá

- Círculo de Bellas Artes: fundado en 1926 y sito en calle del Castillo n.º 43, es un centro de actividad cultural que programa, de manera continua, vanguardistas exposiciones de pintura y fotografía en la sala de la planta baja, accesible directamente desde la calle. Cuenta también con una cafetería, situada en el primer piso.
- Espacio Cultural El Tanque: En 1997 un antiguo tanque contenedor de la refinería santacrucera se convierte en exposiciones, espectáculos de danza y audiovisuales, música alternativa, teatro, música clásica, nuevas tecnologías y actividades multimedia, entre otros montajes.
- Centro de Fotografía Isla de Tenerife: Cuenta con espacios idóneos para la exhibición y el estudio de la fotografía tradicional y contemporánea.
- Sala de Arte La Recova: Como su nombre indica, la Sala de Arte la Recova se encuentra en el antiguo mercado de la ciudad. No se dispone de una colección permanente, sino que van rotando exposiciones a lo largo del año.
- TEA - Tenerife Espacio de las Artes: obra de Herzog & de Meuron inaugurada en 2008.
- Biblioteca Pública del Estado en Santa Cruz de Tenerife (Casa de la Cultura): biblioteca pública de titularidad estatal y gestionada por el Gobierno de Canarias a través de la Dirección General del Libro, Archivos y Bibliotecas. Ubicada en el parque de La Granja, además de la propia biblioteca cuenta con otros espacios culturales como un teatro y una sala de exposiciones.
- CECAN: Centro de Estudios Cinematográficos de Canarias.[82]
- Casa del Carnaval: es un museo dedicado al Carnaval de Santa Cruz de Tenerife, el cual tiene la categoría de Fiesta de Interés Turístico Internacional y es uno de los más importantes del mundo.

### Eventos culturales
- Festival de Música Clásica de Canarias
- Festival de Ópera de Tenerife
- Festival de Zarzuela de Canarias
- Festival Santa Blues de Tenerife
- Plátano Rock Festival
- MUMES. Festival de Músicas Mestizas
- Festival de Salsa del Atlántico
- Carnaval de Santa Cruz de Tenerife
- Día de la Cruz
- Gala de los Premios de la Cadena Dial
- Recreación de la Gesta del 25 de julio

### Ocio nocturno
Santa Cruz no se ha caracterizado nunca por una intensa vida nocturna, en contraste con la cercana ciudad universitaria de La Laguna. Pese a todo, dispone de varias discotecas y pubs repartidos por la ciudad. Las más conocidas están en el Parque Marítimo César Manrique, Avenida 3 de mayo y trasera, calle La Noria y en Residencial Anaga. Además, en la zona del polígono industrial El Mayorazgo han abierto tres nuevas discotecas. También existen pubs que han sobrevivido sin pertenecer a una ubicación especial de ocio, como El Andén, cercano a la plaza de toros, que abría sus puertas en 1991.
Recientemente ha cobrado importancia como espacio de ocio la calle Antonio Domínguez Alfonso (popularmente conocida como calle La Noria) y adyacentes, en las inmediaciones de la iglesia de la Concepción. Tras varios años de abandono, el conjunto de casas tradicionales de esta zona ha sido recuperado por la hostelería como locales de tapas, cenas ligeras, y copas. Esta calle también acoge las sedes de varias murgas, agrupaciones musicales vinculadas al Carnaval, y del Organismo Autónomo de Fiestas y Actividades Recreativas.
La popularmente llamada avenida de Anaga (como se conoce al conjunto de avenidas que lindan con el puerto) es en su sección de Avenida Francisco la Roche un lugar clásico de cenas y de primeras copas. Durante la década de los 90 fue centro neurálgico del ocio nocturno, concentrando los más conocidos locales de la ciudad. Pese a que muchos de ellos cerraron por problemas de licencias y de ruido, se pretende en la actualidad recuperar su esplendor.
En 2006, gracias a un acuerdo entre empresarios y administraciones —Ayuntamiento de Santa Cruz de Tenerife, Cabildo Insular de Tenerife y el Gobierno de Canarias— se pone en marcha un plan de dinamización para la ciudad, gestionado por la Sociedad de Desarrollo de Santa Cruz de Tenerife, bajo la marca comercial Santa Cruz + Viva.

### Fiestas
- 27 de enero, aniversario de la designación de Santa Cruz de Tenerife como capital de Canarias.[84]
- Febrero, Carnavales.
- 3 de mayo, fiestas de Mayo. Día de la Cruz (Día de la ciudad de Santa Cruz de Tenerife).
- 30 de mayo, aniversario de la concesión del título como ciudad a Santa Cruz, y día de Canarias.
- 25 de julio, día de Santiago, patrón de Santa Cruz de Tenerife, y efeméride de la derrota del Almirante Nelson.

#### Carnavales

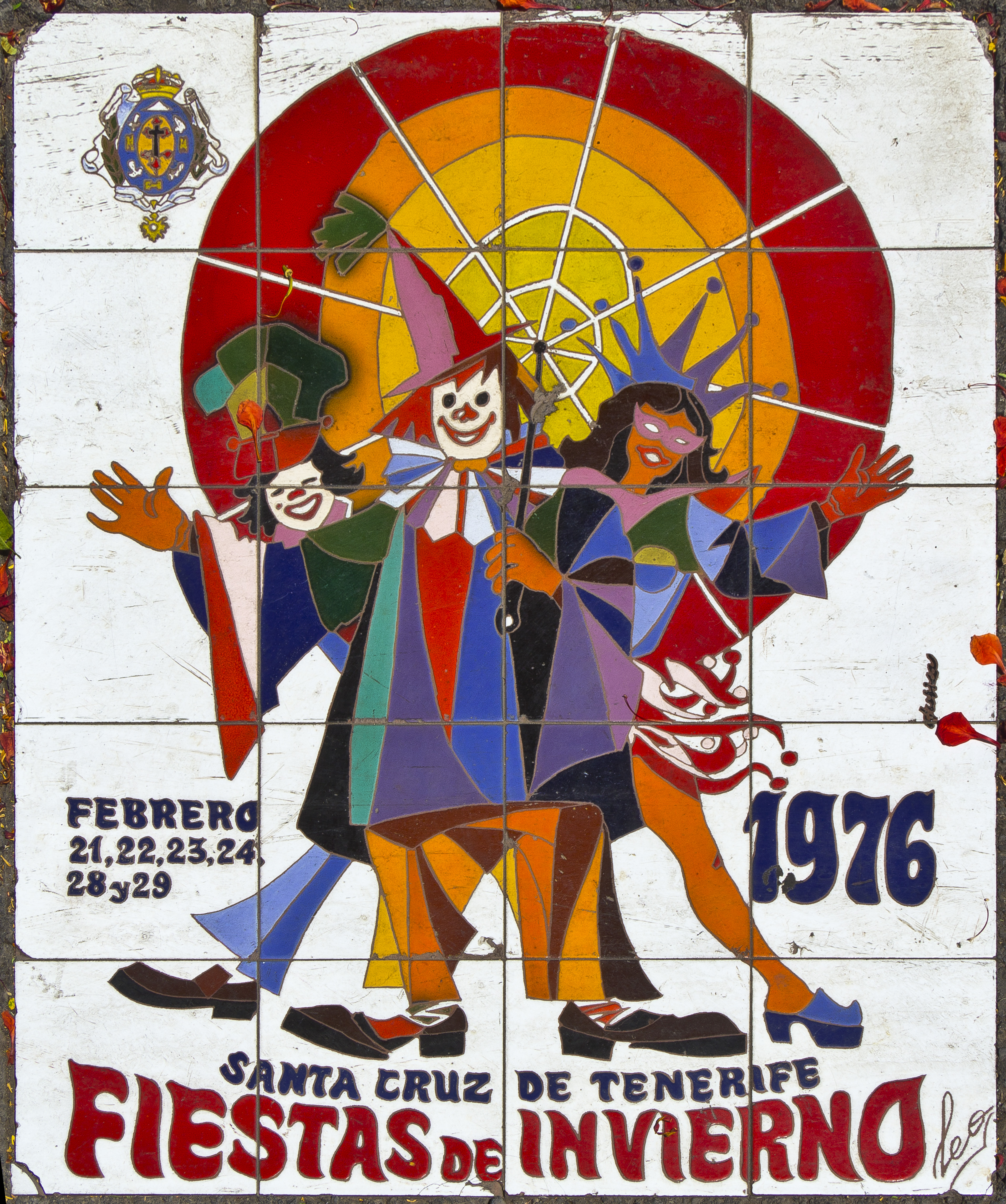
Cartel del Carnaval de Santa Cruz de Tenerife de 1976, donde se lo denomina «Fiestas de invierno» porque la dictadura franquista prohibía su celebración

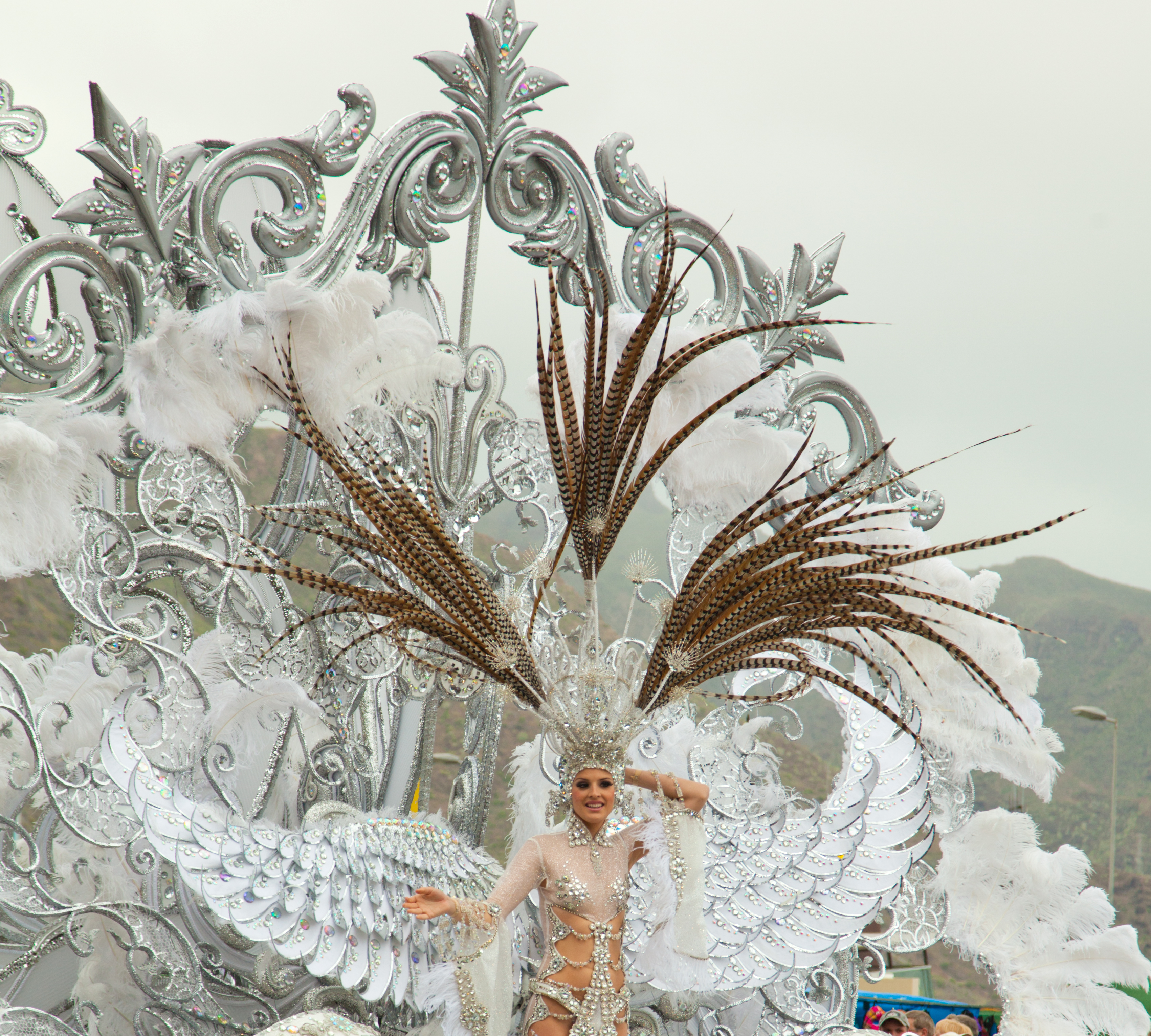
Reina del Carnaval de Santa Cruz de Tenerife de 2012 durante el Coso Apoteosis del Carnaval

La fiesta más conocida y multitudinaria de Santa Cruz y de la isla de Tenerife es el Carnaval. Está considerado como uno de los más importantes del mundo. Comparte con Cádiz el título de Fiesta de Interés Turístico Internacional, siendo dos formas distintas de celebrar y entender el carnaval. Su fecha de celebración varía cada año, aunque suelen coincidir en los meses de enero o febrero. Durante la época franquista, es decir, los 40 años de dictadura del general Franco, en estas dos ciudades de España fue donde único se celebraron los carnavales, bajo la denominación de «Fiestas de Invierno», ya que estaban prohibidos su celebración como tal.
Los bailes al son de la Salsa y de las Batucadas de las Comparsas duran toda la noche. La explosión del colorido tiene lugar con la elección de la Reina del Carnaval, luego, con la Cabalgata Anunciadora, dará comienzo el carnaval en la calle. Las murgas y rondallas son las encargadas de poner el tono picante y cultural de la fiesta, siendo la apoteosis del Carnaval santacrucero el martes de carnaval, con el gran colorido y desfile de la cabalgata, y al día siguiente el colorido de días anteriores se cambia por el negro del luto por el Entierro de la sardina, que pone fin a las fiestas de manera oficial, aunque el Carnaval continua hasta el fin de la semana (viernes y sábado de piñata).
En los últimos años ha existido una polémica con respecto a la celebración del entierro de la sardina. Mientras una parte de la población abogaba por mantener la tradición y celebrar el entierro el miércoles de ceniza, el ayuntamiento, alegando motivos de asistencia, prefería desplazarla al viernes de piñata. En los Carnavales de 2004 se celebraron dos entierros, uno popular y otro institucional, mientras que en 2005 fue el ayuntamiento quién promovió ambos entierros, no sin escucharse multitud de voces acerca de lo absurdo de la situación; ese año un grupo de personas llevó a cabo un «rapto» de la sardina que se iba a quemar el viernes, quemándola el tradicional miércoles.

#### Fiestas de mayo
También ha cobrado gran importancia el baile de magos, celebrado la noche de la víspera del 3 de mayo, donde los asistentes visten los trajes tradicionales de las islas, llamados trajes de magos, y cenan al aire libre las comidas típicas traídas por cada uno. En 1999 esta fiesta batió el Récord Guinness al ser la cena al aire libre con mayor número de asistentes, que se estimaron en unos 8000. En 2005 se trasladó la celebración del mismo desde la plaza de España y de la Candelaria a la calle de la Noria y la zona aledaña.
El domingo posterior al baile de magos se celebra un paseo romero, en el que carretas engalanadas recorren algunas zonas de la ciudad entre música tradicional y comida típica. En estas fiestas se conmemoran las Fiestas Fundacionales y Patronales en honor a la Santa Cruz.

#### Fiesta de Santiago y Recreación de la Gesta del 25 de julio
Estas fiestas se celebran durante el mes de julio y tienen su origen en el intento de invasión del almirante inglés Horacio Nelson a Santa Cruz en 1797. El 25 de julio de 1797 se consumó la derrota del contralmirante Nelson y la ciudad obtuvo como premio a esta victoria, el título de «Muy Leal Noble e Invicta Villa, Puerto y Plaza de Santa Cruz de Santiago de Tenerife». Desde entonces Santiago el Mayor es el patrono de la ciudad junto a la Santa Cruz. Durante estas fiestas se realiza una solemne misa en la iglesia matriz de la Concepción para a su término realizarse la procesión con la imagen del Santo por las calles de Santa Cruz. Todos estos actos se enmarcan en la celebración de la Recreación de la Gesta del 25 de julio, que escenifican los combates y el desembarco así como la rendición final de las tropas del almirante Nelson.

#### Semana Santa
Como la mayoría de las ciudades españolas, la Semana Santa conforta una de las celebraciones principales de la ciudad. La Semana Santa es la celebración de la pasión y muerte de Cristo a través de las procesiones y demás actos religiosos. Procesiones significativamente destacadas son las del Señor de las Tribulaciones el Martes Santo, la Esperanza Macarena el Jueves Santo y la Procesión Magna Interparroquial el Viernes Santo. La procesión del Señor de las Tribulaciones es especialmente arraigada en la ciudad, este acto tiene su origen en la salvación milagrosa de Santa Cruz de Tenerife de una terrible epidemia que diezmó la urbe a finales del siglo xix, tras la procesión en rogativas de la santa imagen paró el mal y desde entonces se lo tiene como Señor de Santa Cruz y protector de la ciudad.

### Deporte
Santa Cruz de Tenerife dispone de diversos clubes deportivos entre los que destaca el Club Deportivo Tenerife de fútbol, que milita, a partir de la temporada 2013-14, en la Segunda División de España.
En otros deportes, la ciudad cuenta con los siguientes equipos:
- Fútbol femenino: La Unión Deportiva Granadilla Tenerife lleva desde 2013 siendo uno de los clubes referentes de fútbol femenino a nivel nacional. Actualmente juega en la Primera División Femenina de España.
- Baloncesto: La tradición baloncestista de la capital ha sido importante, siendo el Real Club Náutico de Tenerife de Baloncesto fundador de la liga ACB y once años en la misma, o el Tenerife AB ya desaparecido. Actualmente, el Real Club Náutico de Tenerife lleva jugando desde 2013-14 en la liga EBA y también el Club Baloncesto Santa Cruz. El Santa Cruz disputa sus encuentros en el Palacio de los Deportes de Santa Cruz.
- Baloncesto femenino: C. B. Tenerife Central.
- Gimnasia rítmica: Club Odisea Tenerife, Club Batistana de Tenerife y Club Evangim Santa Cruz.
- Waterpolo: C. N. Echeyde en División de Honor, Agrupación Deportiva Santa Cruz en regional y también Unión Waterpolo Tenerife (escisión del C.N. Echeyde).
- Voleibol: Club Voleibol Cuesta Piedra, Superliga.
- Fútbol sala: Tenerife Iberia Toscal F. S.
- Patín en línea: Santa Cruz Patina.
- Atletismo: La tradición atlética en Santa Cruz es importante desde los años treinta del siglo XX. Una de sus figuras históricas fue Juan Ruano Rojas, internacional y campeón e España de velocidad en doce ocasiones. El Club Corredores Tenerife de Santa Cruz, que se fundó en 1987, ha tenido importantes representaciones nacionales.
- Patinaje artístico de línea: Santa Cruz Patina.
- Hockey sobre patines en línea: Club Santa Cruz Patina Dolphins.
- Freestyle: Club Santa Cruz Patina
- Natación: Agrupación Deportiva Santa Cruz, Club Tenerife Masters, C. N. Alameda, C. D. Teimar, C. D. Teneteide (sólo categorías inferiores), RC Náutico de Tenerife, C. N. Aletas Breca, C. N. Echeyde y C. D. Mistral (Fusión entre C. N. Martianez y C. D. Teneteide).
- Sincronizada: Agrupación Deportiva Santa Cruz y Real Club Náutico de Tenerife

### Influencia masónica

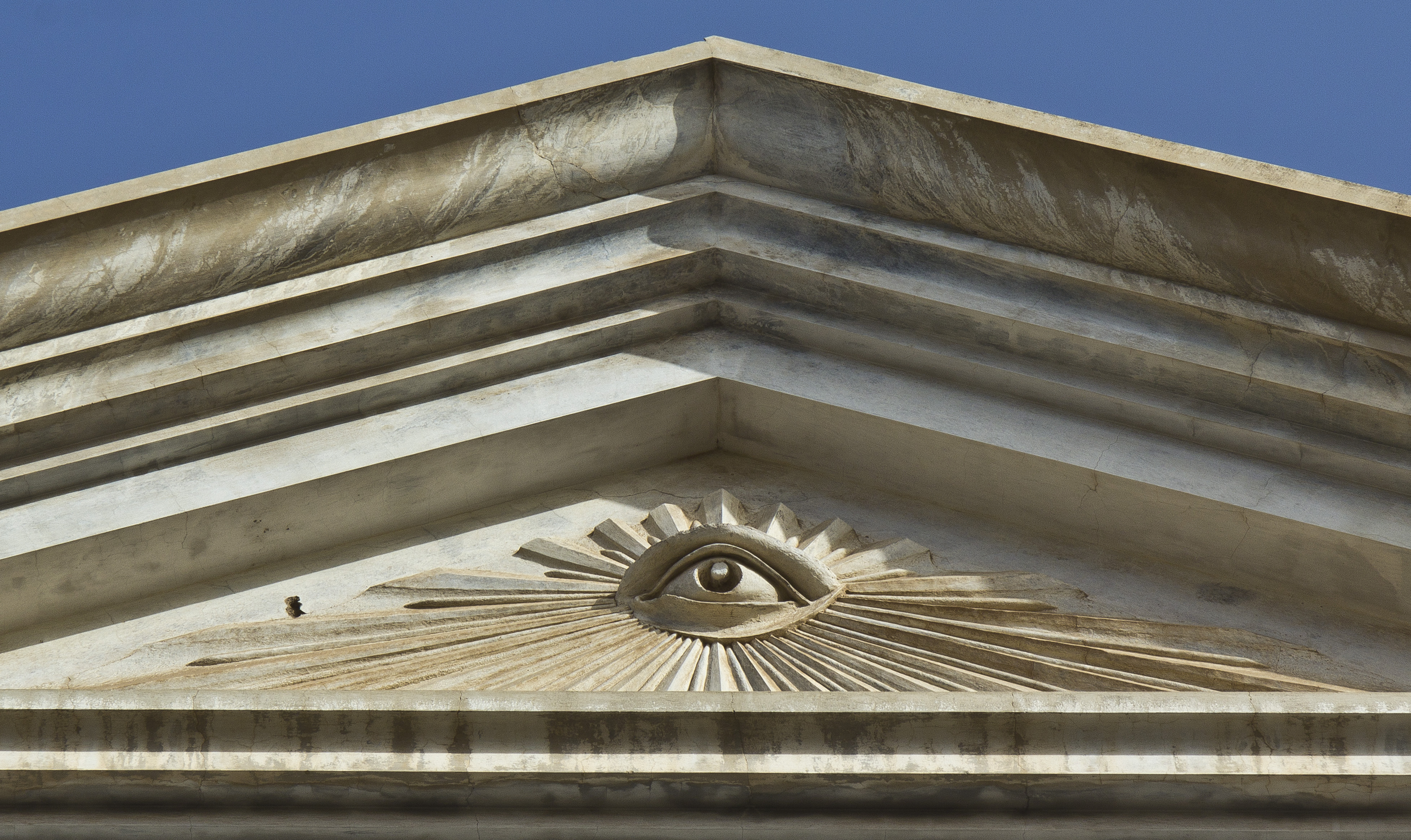
El Ojo que todo lo ve, en la fachada del Templo Masónico de Santa Cruz

Santa Cruz de Tenerife se caracteriza entre otras cosas por la influencia de la Francmasonería que exhiben algunos de los edificios históricos más importantes de la ciudad, influencia palpable incluso en el plano de la urbe.
La ciudad tuvo un significativo número de alcaldes y políticos afiliados a la masonería, sobre todo entre los siglos XIX y comienzos del XX. En esta ciudad se fundó en 1895 la Logia Añaza, la cual fue uno de los talleres masónicos más importantes de España en el siglo XX y ayudó consolidar la masonería en Canarias y a divulgar la cultura y las ideas de progreso en la sociedad canaria de la época. Bajo sus auspicios se construirá el Templo Masónico de Santa Cruz de Tenerife, ubicado en la calle San Lucas y que fue el mayor centro masónico de España hasta la ocupación por los militares del régimen franquista.
La influencia del simbolismo masónico en la arquitectura y el urbanismo de la ciudad ha sido objeto de diversos estudios académicos, desde los trabajos del profesor Sebastián Hernández Gutiérrez de la Universidad de Las Palmas de Gran Canaria, pasando por los estudios del profesor David Martín López de la Universidad de Granada. Más recientemente los del arquitecto Carlos Pallés, comisario de las exposiciones Rostros de La Logia Añaza y Masonería y Sociedad realizadas en 2014.
En palabras de Carlos Pallés: «La influencia de la masonería en el urbanismo de la ciudad de Santa Cruz de Tenerife excede con creces al templo de la calle San Lucas... De los primeros ensanches a los símbolos trazados sobre plano: compás, escuadra, cartabón... Por Manuel de Cámara, Antonio Pintor, Marrero Regalado...», y añade: «La plaza de 25 de Julio es el centro del compás y las puntas acaban en el ayuntamiento (poder civil) y capitanía (militar)».
Melchor Padilla, profesor de Geografía e Historia de la Universidad de La Laguna sostiene que uniendo algunos de los edificios y enclaves con simbología masónica de la ciudad forman un pentáculo o estrella de cinco puntas que se extendería por el centro de la urbe y cuyo centro sería el parque García Sanabria.
Algunos de los edificios y lugares con simbología masónica en la ciudad son:
- Palacio Insular
- Edificio de la Cámara de Comercio
- Parque García Sanabria
- Cementerio de San Rafael y San Roque
- Museo de Bellas Artes de Santa Cruz de Tenerife
- Templo Masónico de Santa Cruz de Tenerife

### Religión
La población creyente del municipio profesa mayoritariamente la religión católica, estando repartida la feligresía en cincuenta parroquias pertenecientes a los arciprestazgos de Santa Cruz de Tenerife, La Salud, Ofra y Taco de la diócesis de Tenerife.

#### Patronazgo

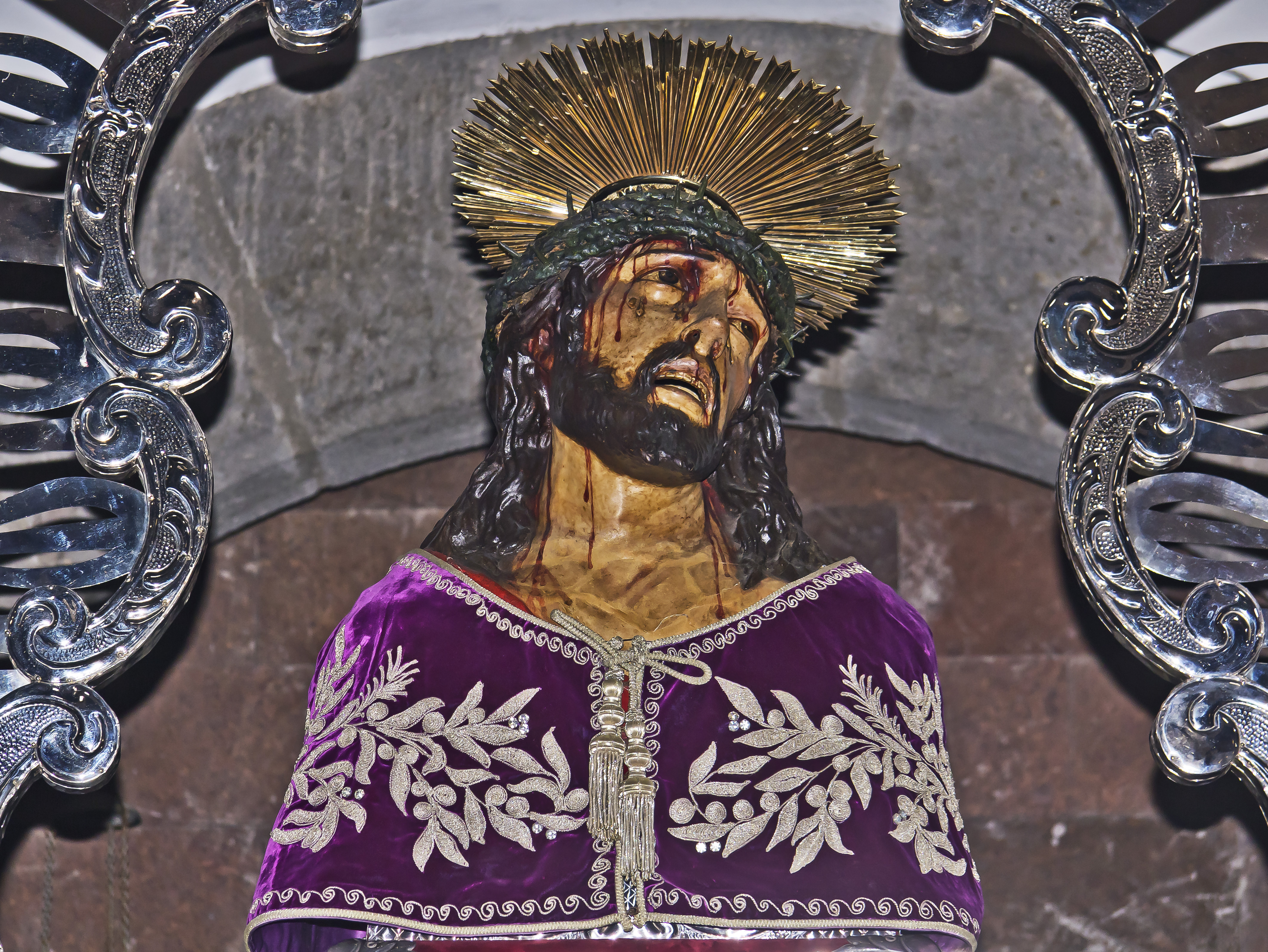
Imagen del Señor de las Tribulaciones, venerada en la iglesia de San Francisco. Esta talla goza de mucha devoción entre los habitantes de la ciudad, pues una tradición popular afirma que salvó a la urbe de una epidemia de cólera en 1893. Desde entonces también se lo conoce bajo el título de Señor de Santa Cruz

Son santos patronos de la ciudad y del municipio de Santa Cruz de Tenerife: La Santa Cruz de donde toma el nombre la ciudad y que se venera en la iglesia matriz de la Concepción, siendo su onomástica el 3 de mayo, y Santiago el Mayor, porque fue precisamente un 25 de julio, día del santo, cuando se venció al almirante británico Nelson. Desde entonces, Santiago es considerado también el patrono de la ciudad, estando el símbolo de la Espada de Santiago en su escudo. Su imagen se encuentra igualmente en la iglesia de la Concepción.
Otra imagen destacada en la ciudad es el Señor de las Tribulaciones venerado en la iglesia de San Francisco de Asís, el cual recibió el título oficial de Señor de Santa Cruz por parte del Ayuntamiento de Santa Cruz de Tenerife, debido a que es considerada popularmente como una imagen milagrosa, pues según la tradición salvó a Santa Cruz de una gran epidemia. Desde entonces se lo ha tenido como protector y salvador de la ciudad, así como la imagen más venerada de la urbe. La imagen sale en procesión en Semana Santa siendo su día principal el Martes Santo.
Otra imagen históricamente de gran devoción desde la época de la conquista es la Virgen de la Consolación, que es la histórica patrona de la ciudad. La imagen primitiva fue traída por el Adelantado Alonso Fernández de Lugo y tiene apenas 46 centímetros de altura. Esta imagen se encuentra en la iglesia de la Concepción. Existe otra imagen de tamaño natural y de vestir, que se venera en la iglesia de San Francisco de Asís. Su onomástica es el 15 de agosto.

#### Visita de la Virgen de Candelaria

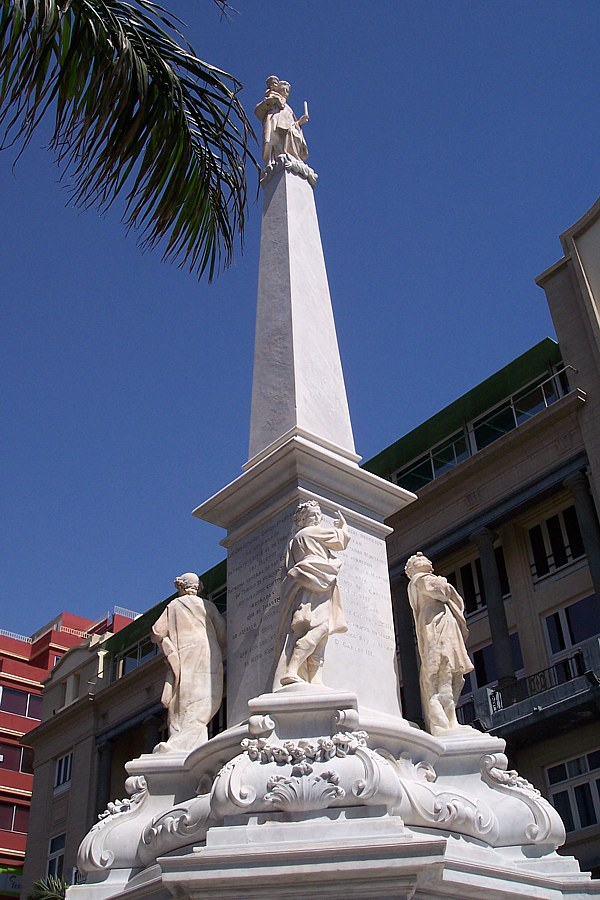
Triunfo de la Candelaria, monumento en honor a la Virgen de Candelaria en Santa Cruz, ejemplo de la cultura religiosa canaria

En este aspecto, es también importante señalar el traslado o visita cada catorce años de la Virgen de Candelaria (patrona de las Islas Canarias), desde la Villa Mariana de Candelaria a la ciudad de Santa Cruz de Tenerife, alternando cada siete años entre esta ciudad y la de San Cristóbal de La Laguna. La imagen de la Virgen suele permanecer dos semanas en la ciudad, durante la cual se realizan diferentes actividades religiosas. Esta peregrinación mariana se ha convertido en una tradición y en uno de los acontecimientos religiosos más importantes para la ciudad y su municipio.
El primer traslado o visita de la imagen a Santa Cruz tuvo lugar en 1939, para conmemorar la finalización de la guerra civil española. Le siguieron las de 1964-65, 1994 y 2002. El último traslado a Santa Cruz fue en octubre de 2018. La Virgen de Candelaria tiene el título de Alcaldesa Honoraria y Perpetua de Santa Cruz de Tenerife, al igual que también lo es del resto de los municipios de la isla de Tenerife.

### En la cultura popular
- En 2015, la película Jason Bourne se rodó en esta ciudad. Para ello, la ciudad de Santa Cruz de Tenerife fue especialmente ambientada para simular las ciudades griegas de Atenas y El Pireo. La plaza de España que es la principal de la ciudad de Santa Cruz, fue ambientada para representar la plaza de Sintagma.[100]
- En la película estadounidense Rambo V: Last Blood de 2019, rodada en parte en Santa Cruz de Tenerife, aparecen varias secuencias de la panorámica de la ciudad.[101]
- En la ciudad se rodaron algunos episodios de la serie británica Doctor Who.[102]
- Parte del videoclip de la canción Universo con la que el cantante Blas Cantó representó a España en el Festival de la Canción de Eurovisión 2020 fue rodada en el Auditorio de Tenerife.[103]
- En la serie The One de 2021, rodaron diversas escenas en la ciudad.[104]
- En la serie Fundación de 2021, rodaron diversas escenas en la ciudad, sobre todo en los alrededores del auditorio.[105]
- En la serie española Una vida menos en Canarias de 2024, aparecen lugares emblemáticos de Santa Cruz de Tenerife y de la isla.
- La película estadounidense Den of Thieves 2: Pantera de 2025 fue rodada en gran parte en Santa Cruz de Tenerife.[106]

### Medios de comunicación
En Santa Cruz de Tenerife tienen su redacción los dos diarios provinciales: El Día y Diario de Avisos.
También se localizan en la ciudad las sedes de diferentes canales de televisión, la mayoría de los que emiten en la isla: Televisión Española en Canarias, Televisión Canaria, Canal 4 Tenerife, Canal Ocho Televisión, Mírame Televisión, etc.
La mayor parte de las emisoras de radio también se encuentran en la ciudad: Radio Club Tenerife (Cadena SER), RNE, Teide Radio-Onda Cero, Canarias Radio, La Cope, Diez Radio, Radio ECCA, etc.

## Ciudades hermanadas
Según el Portal de turismo y ocio del ayuntamiento, las siguientes ciudades están hermanadas con Santa Cruz de Tenerife:
- Santa Cruz de California (1974)
- Santa Cruz de la Sierra (1978)
- Caracas (1981)
- San Antonio de Texas (1983)
- Cádiz (1984)
- Río de Janeiro (1984)
- Niza (1989)
- Santa Cruz del Norte (1997)
- Aranda de Duero (1997)
- Ciudad de Guatemala (2002)